# Frankokracja
Frankokracja, latynokracja (dosłownie rządy Franków, rządy łacinników) – okres panowania łacinników na terenach Cesarstwa Bizantyjskiego. Za jego początek przyjmuje się zdobycie Konstantynopola przez siły IV wyprawy krzyżowej w 1204 roku. W wyniku tych wydarzeń upadła państwowość bizantyjska, a tereny rządzone przez cesarstwo zostały podzielone między uczestników wyprawy (Partitio terrarum imperii Romaniae) i możnych greckich.

## Tło historyczne

### Polityka i dyplomacja
Za rządów pierwszego z Komnenów, Aleksego I, cesarstwo otrząsnęło się po porażkach poniesionych w walkach z Seldżukami i utracie prawie całej Azji Mniejszej. Cesarzowi temu udało się odzyskać część utraconych na rzecz Turków terenów i zażegnać widmo całkowitego upadku państwa. Za rządów jego dwóch następców, Jana II i Manuela I, rządzący reżim nie został poważnie zachwiany. Zupełnie inaczej sytuacja miała się jednak w czasie panowania późniejszych władców. Problemy były na tyle poważne że współcześni, na przykład Choniates, upatrywali w niej kary boskiej za bezbożne postępki władców. Następcą Manuela został jego niepełnoletni syn Aleksy II I cesarstwo bizantyjskie zaczęło borykać się z problemami typowymi dla rządów nieletnich władców. Nie to jednak było najważniejszą przyczyną słabnięcia państwa. Wielu historyków, w tym Georg Ostrogorski, uważa, że rządy Komnenów doprowadziły do zdecentralizowania i feudalizacji, czyli podważało efektywność władzy centralnej, charakteryzującej Bizancjum w jego złotym okresie.
z
Nowsze badania wskazują jednak że przywileje i zwolnienia, nadawane przez Komnenów nie doprowadziły, same w sobie, do osłabienia władzy cesarskiej i struktur administracyjnych. Bizancjum nadal posiadało swój aparat urzędniczy, stałą armię i flotę oraz system fiskalny. Utrata Azji Mniejszej, w świetle najnowszych badań, nie doprowadziła wcale do załamania się systemu gospodarczego i militarnego. Produkcja rolna nie upadła, a obrót handlowy znacząco się zwiększył. Zauważają to także źródła z epoki. Gerald z Walii, XII wieczny kronikarz angielski, podaje że Sycylia i Bizancjum kwitły, dopóki nie najechali i nie zniszczyli ich łacinnicy. Problemem Bizancjum był zatem nie brak pieniędzy, a brak odpowiednich wojsk, które można by przeciwstawić głodnemu ziemi i bogactw, rycerstwu z Europy Zachodniej. Zdaniem Paula Magdaliano, powodzenie Bizancjum Komnenów zależało od głównie od trzech czynników – stosunków z łacinnikami, koncentracji bogactwa i władzy w Konstantynopolu oraz poparciu członków dynastii dla jej przedstawiciela zasiadającego aktualnie na tronie. Problemy na tych polach stanowiły poważne zagrożenie dla państwa.
Po śmierci Manuela I polityka Bizancjum względem Zachodu uległa zmianie – cesarze przestali czynnie angażować się w wymianę dyplomatyczną z Zachodem, wycofali się również z aktywnego udziału w krucjatach i to w momencie, w którym łacinnicy zaczęli intensyfikować swoje wysiłki w celu utrzymania Ziemi Świętej. Cesarze nie szukali sojuszników wśród państw łacińskich, przestali rozgrywać je przeciw sobie, co kiedyś czynili, nie chcąc dopuścić do pojawienia się potężnego rywala. W społeczeństwie zaś pojawiła się silna niechęć do łacinników, doszło nawet do kilku masakr w samym Konstantynopolu. Andronik I był nawet zdania że sojuszników należy szukać wśród muzułmanów. Izaak II Angelos sprzymierzył się z Saladynem i utrudniał łacinnikom przeprowadzenie III wyprawy krzyżowej. Zarówno Andronik, jak i Izaak konsekwentnie sprzymierzali się z Wenecjanami, którzy wówczas także odżegnywali się od zdecydowanego popierania ruchu krzyżowego i czekali na dalszy rozwój wypadków, gotowi na rozmowy z muzułmanami, gdyby to im udało się zwyciężyć. Przywileje nadawane Wenecjanom przez tych dwóch władców doprowadziły do wzrostu niechęci prawosławnych i greckojęzycznych mieszkańców imperium wobec przybyszów z północno-wschodnich Włoch.
Sojusz z Wenecją doprowadził również do wzrostu aktywności pirackiej na morzu Egejskim, piraci rekrutowali się głównie spośród Pizańczyków i Genueńczyków, którzy szczególnie ucierpieli podczas masakry w 1182. Inwazji Normanów Sycylijskich z 1185 również dałoby się uniknąć, gdyby tylko Andronik miał jakichś sojuszników na Zachodzie. Cesarstwo mogłoby również nie utracić Cypru na rzecz krzyżowców w 1191. Król angielski Ryszard Lwie Serce odbił wyspę z rąk Izaaka Komnena, który ogłosił się na niej cesarzem i wystąpił przeciwko swojemu imiennikowi panującemu w Konstantynopolu. Cypr był zbyt ważny dla krzyżowców, aby oddawać go pod kontrolę państwa sprzymierzonego z Saladynem.
Gdyby Komnenowie prowadzili rozsądniejszą politykę, nie doszłoby również do kompromitujących porażek w starciach z wojskami Fryderyka Barbarossy, który wobec nieprzyjacielskiej postawy Bizancjum zaczął najeżdżać należące do cesarza tereny w Macedonii i Tracji. Problemy z Barbarossą miały swoje dalsze konsekwencję, gdyż syn i następca Fryderyka, Henryk VI, odziedziczył po ojcu zapał do krucjat i postrzegał Bizancjum jako swojego nieprzyjaciela. Zgłaszał również pretensje do korony sycylijskiej, co mogłoby realnie zagrozić Bizancjum. Aleksy III musiał nakładać specjalny podatek na swoich poddanych, tzw. Alamanikon, aby zapłacić trybut Henrykowi. To wszystko dawało uczestnikom IV wyprawy preteksty do zaatakowania Bizancjum, jako państwa które nie wspiera prawdziwych chrześcijan w walce o Ziemię Świętą.

### Terytorium i administracja
Przed IV wyprawą krzyżową zdecydowana większość Grecji i Zachodniej Azji Mniejszej znajdowała się pod, przynajmniej nominalną, władzą cesarzy bizantyjskich. Tereny te były, od czasów reform Leona Izauryjskiego, podzielone na temy. Kontynentalna Grecja, od Istmu do rzeki Peneios na północy i Etoli na wschodzie, wchodziła w skład temu Hellady. Peloponez należał do temu o takiej samej nazwie. Obydwa te temy, na krótko przed IV krucjatą, były administrowane przez tego samego urzędnika. W skład kolejnego temu wchodziło miasto Nikopolis, Akarnania, Etolia i Epir. Wyspy na morzu Egejskim należały do osobnego temu, podczas gdy Kreta miała osobnego zarządcę. Jeśli chodzi o wyspy na morzu Jońskim, to cesarstwo utraciło kontrolę nad większością z nich. Pięć lat przed krucjatą, genueński pirat, Vetrano, zajął Korfu. Kefalonia, Zante i Itaka znajdowały się natomiast pod kontrolą sycylijskich Normanów, w imieniu których zarządzał nimi hrabia Mateusz z rodu Orsinich. W Tessali władza cesarska była mocno osłabiona. Beniamin z Tudeli, który przemierzał Grecję czterdzieści lat przed krucjatą, pisał o Wołochach, którzy de facto rządzili znaczną częścią tej prowincji. Miejscowe plemiona wołoskie były na tyle silne, że na krótko przed przybyciem łacinników, Manuel Kamytzes, cesarski generał, dzięki ich pomocy, ogłosił się władcą Tessali. Jego rewolta została wprawdzie stłumiona, ale cesarstwo nie odzyskało pełnej kontroli nad prowincją.

### Skład etniczny
Grecja w XII wieku była zamieszkiwana przez wiele różnych grup etnicznych i religijnych. Dominującą grupą byli oczywiście prawosławni Grecy. Poza wspomnianymi wcześniej Wołochami w Grecji mieszkali także Słowianie. Dzielili się oni na plemiona, które zamieszkiwały głównie pasma górskie Arkadii i Lakonii. Poza tym na Peloponezie zamieszkiwali Tzakonowie, lud o niejasnym pochodzeniu. W większych miastach istniały także wspólnoty żydowskie, szczególnie liczne w Tebach i Konstantynopolu. Grecję zamieszkiwali także przedstawiciele grup etnicznych z zachodniej Europy, głównie z włoskich miast kupieckich. Byli to przede wszystkim kupcy, rzemieślnicy i zaciężni żołnierze. Ludność grecka odnosiła się do nich często z niechęcią. Był to w głównej mierze efekt spięć między Cesarstwem Bizantyjskim a państwami łacińskimi oraz przywilejów handlowych, jakie posiadali zachodni kupcy.

### Podatki
W czasach na krótko przed IV wyprawą krzyżową Grecja miała trzy główne bolączki- ucisk fiskalny, piractwo i samowola lokalnych możnowładców. Cesarze wiecznie potrzebowali pieniędzy, dlatego nakładali coraz to nowe podatki i opłaty na swoich poddanych. W odczuciu prowincji pieniądze te były następnie marnotrawione na zbytki w Konstantynopolu, mieszkańcy Grecji uważali że są dojną krową dla stolicy, że pieniądze te są im zabierane i nie zwracają się w postaci lepszej ochrony czy inwestycji w infrastrukturę. Bardzo często przy zbieraniu podatków lekceważono i łamano przywileje jakie poszczególne wspólnoty i miasta otrzymały wcześniej od cesarzy. Sprzeciw budziło także opodatkowanie nie współmierne do posiadanego bogactwa. Bogate wspólnoty potrafiły przekupić odpowiednie osoby aby uzyskać zwolnienia i przywileje, podczas gdy te uboższe musiały płacić. Zarządcy często pobierali dodatkowe podatki, które zagarniali dla siebie. Obciążenia fiskalne były na tyle duże że dochodziło do wystąpień przeciwko władzy, jak na przykład w temie Nikopolis na krótko przed krucjatą. Ludność grecka często również nie opierała się różnym najeźdźcom, licząc na to że pod nowa władza nie będzie ściągała tak dużych podatków. Tak było na przykład na Korfu, gdzie mieszkańcy przywitali normańskich najeźdźców z otwartymi rękoma.

### Piractwo
Kolejnym poważnym problemem było piractwo, dotykało ono przede wszystkim wybrzeży i wysp morza egejskiego i jońskiego, piraci znacznie rzadziej zapuszczali się w głąb lądu. Kroniki donoszą, że wiele wysp było niemal całkowicie opuszczonych, podobnie jak znaczna część nadmorskich osad na stałym lądzie. Głównymi ośrodkami piractwa były Kefalonia, Itaka, Egina i Salamina. Próby zwalczania piractwa często kończyły się na nałożeniu nowych podatków, po czym zebrane pieniądze przepadały bez wieści. Piractwo dotykało także większych ośrodków miejskich, na przykład biskup ateński, Akominatos, stwierdził, że bliskość morza to największe przekleństwo jego diecezji.

### Możnowładcy
Poza podatkami i piratami, mieszkańcom prowincjonalnej Grecji mocno dawali się we znaki lokalni możnowładcy. Wyzyskiwali oni podległe im społeczności, często łamali prawo i nieustannie toczyli między sobą walki. Arystokracja ziemska podobna do feudalnej z Europy Zachodniej na większą skalę zaczęła pojawiać w czasach dynastii Komnenów. Władcy z tej dynastii zaczęli nadawać znaczne posiadłości ziemskie poszczególnym rodom, chcąc w ten sposób kupić sobie ich przychylność i służbę wojskową. Na początku XIII wieku znaczna część Grecji, mimo nominalnej zwierzchności cesarza, była w praktyce rządzona przez lokalnych arystokratów. Do najznaczniejszych rodów należeli Kantakuzeni i Branasowie, którzy dzielili między siebie znaczną połać Messeni. Leon Chamaretos skupiał w swoich rękach większość terenów w Lakonii, region Monemwazji dzieliły między siebie rodziny Mamonasów, Eudajmojanów i Sofianów. Leon Squros, władca Nauplii, kontrolował znaczną część Beocji i Attyki, podjął nawet próbę stworzenia własnego państwa. Agrafą rządzili Petralifasowie. Kreta również była podzielona między wielkie rody. Do tego dochodziły jeszcze posiadłości członków rodziny cesarskiej, którzy również poczynali sobie w nich jak niezależni władcy. Ludność grecka zwała tych możnowładców archontami, to jest rządzącymi, władcami.

### Kościół
Kościół grecki znajdował się pod jurysdykcją patriarchatu konstantynopolitańskiego i odgrywał bardzo znaczącą rolę w społeczeństwie. Na terenie Grecji znajdowało się 12 metropolii, z których najważniejszymi były Ateny i Korynt. Pozostałe dziesięć to Patras, Larrisa, Naupaktos, Neopatras, Teby, Korfu, Naxos, Lakedemonia, Argos i Gortyna na Krecie. Arcybiskupstwa znajdowała się poza tym na Leukas i Eginie oraz w Arcie. Każda metropolia miała pod sobą wiele biskupstw. Organizacja kościelna ukształtowała się jeszcze za rządów Leona Filozofa. W kościele greckim tego okresu nie brakowało uczonych duchownych. Wśród nich wyróżniał się Michał Akominatos, metropolita ateński i brat Nicetasa Choniatesa. Był on autorem wielu homilii, wierszy, listów i memoriałów. Jego dzieła to jedne z ważniejszych źródeł historycznych dotyczących Grecji z przełomu XII i XIII wieku. Oprócz niego tworzyli również Eutymios, metropolita Naupaktos, George Koupharas z Korfu, Pediadites i teolog oraz poeta George Bardanes.
Za rządów dynastii Komnenów wzrosła i tak już znaczna, liczba klasztorów, a co za tym idzie, także i mnichów. Zjawisko to wiązało się z działalnością Meletiosa z Kapadocji, który, według podań, miał uczynić wiele cudów, czym zyskał duży posłuch wśród ludzi i zaskarbił sobie przychylność cesarza Aleksego I. Źródła, w tym prace Akominatosa, podają jednak, że wielu mnichów nie mogło poszczycić się pobożnym i cnotliwym życiem. Brali oni często bardzo aktywny udział w życiu politycznym, niektóre zgromadzenia potrafiły nawet uciekać się do przemocy.

## IV krucjata
Chrześcijanie ze Wschodu i z Zachodu, mimo wyznawania jednej religii, często wchodzili ze sobą w różnego rodzaju konflikty. Miały one miejsce na długo przed słynną Wielką Schizmą z 1054. Co jakiś czas obydwie strony rościły sobie prawa do różnych prerogatyw. Wielu cesarzy bizantyjskich, jako władcy Rzymian i spadkobiercy pierwszego chrześcijańskiego imperium świata, uważało siebie za uniwersalnych władców wszystkich chrześcijan. Papiestwo, jako instytucja zapoczątkowana przez „księcia apostołów”, Świętego Piotra, od pewnego momentu zaczęło głosić ideologię, według której biskup Rzymu był głową całego kościoła. Do tego dochodziły ambicje patriarchów Konstantynopola czy cesarzy rzymskich. Przez wieki które upłynęły od upadku Cesarstwa Rzymskiego na zachodzie, różnice między chrześcijanami obydwu regionów zaczęły się pogłębiać. W ich wyniku doszło do ukształtowania się dwóch nurtów chrześcijaństwa, które mimo iż jeszcze przez długi czas formalnie pozostawały jednym kościołem, tak naprawdę były oddzielnymi wspólnotami.
Wyprawy krzyżowe były jednym z czynników, który znacząco ożywił i zwiększył częstotliwość kontaktów między spadkobiercami Rzymu ze Wschodu i Zachodu. Mimo iż cel był w tym przypadku, jak mogło się wydawać, wspólny to krucjaty doprowadziły tak naprawdę do tego iż obydwie strony uzmysłowiły sobie jak dużo je dzieli, a różnice między nimi jeszcze się pogłębiły. Grecy oczekiwali armii najemników, które pod dowództwem cesarstwa posłużą jego interesom. Przybycie łacinników jako niezależnej siły, dowodzonej przez zachodnich wodzów, sprawiło, że Grecy zaczęli bać się ambicji i głodu ziem Franków (tak bowiem na wschodzie nazywano wszystkich przybyszów z Zachodniej Europy). Cesarze obawiali się, że łacinnicy nie będą służyli interesom Bizancjum, a swoim i mogą wręcz stać się dla niego śmiertelnym zagrożeniem. Łacinnicy z kolei uważali nieufność Greków za objaw tchórzostwa, a ich niezdecydowane działania sprawiły, że zaczęli im także zarzucać zdradę chrześcijaństwa. Kultura Bizancjum wydawała im się dziwna i zniewieściała. Wielu baronów nie chciało mieć nic wspólnego ze swoimi greckimi współwyznawcami i uważało, że to łacinnicy są tymi, których Bóg powołał do walki z niewiernymi.
Narastające konflikty między katolicką Europą Zachodnią a ortodoksyjnym Cesarstwem Bizantyjskim znalazły swoje ujście właśnie w IV krucjacie, która, według wstępnych założeń miała uderzyć na muzułmański Egipt i w ten sposób pomóc łacinnikom w Ziemi Świętej. Tak się jednak nie stało i na skutek różnych rozgrywek osobistych i politycznych, które do dzisiaj nie są w pełni wyjaśnione, krzyżowcy zwrócili się przeciwko Bizancjum. Konstantynopol został dwukrotnie zdobyty i złupiony, a zwycięzcy podzielili między siebie ziemie Imperium, tworząc Cesarstwo Łacińskie i szereg innych władztw. Oprócz tego powstały także niezależne państwa greckie, które walczyły o odbudowę Bizancjum. Okres ten w historii Grecji jest znany jako frangokratia.

## Początek

### Konstantynopol
Jeszcze przed drugim zdobyciem Konstantynopola przez siły krzyżowców, łacinnicy zawarli umowę, która wstępnie regulowała kwestie podziału łupów i terytoriów oraz sposobów administrowania po podboju. Na mocy tej ugody Wenecjanie mieli pierwszeństwo w zajęciu łupów, do wysokości bogactw obiecanych im przez Aleksego IV. Pozostała część łupów miała być później podzielona między krzyżowców i Wenecjan. Nowego cesarza miała wybrać komisja złożona z dwunastu elektorów, z których sześciu miało być Wenecjanami. Nowo wybrany cesarz miał otrzymać ćwierć zdobytych terytoriów wraz z Blachernami i Boukoleonem (kompleksy pałacowe). Pozostałe trzy ćwierci ziem zdobytych na Bizancjum, miały zostać podzielone przez komisję złożoną z dwunastu Wenecjan i dwunastu krzyżowców. Umowa gwarantowała również Wenecjanom zachowanie wszystkich przywilejów handlowych w nowo powstałych władztwach, jakie wcześniej otrzymali od greckich cesarzy. W traktacie zawarto również zastrzeżenie, że jeśli cesarzem zostanie jeden z krzyżowców, to Wenecjanie rezerwują sobie prawo do wybrania nowego patriarchy Konstantynopola, a jego siedzibą i własnością ma być Hagia Sophia. Na mocy tej ugody kobiety nie były wyłączone z praw do dziedziczenia posiadłości feudalnych. Wenecjanie zastrzegli również, że komisja nie może nadać ziem żadnemu baronowi, który pochodzi z kraju, który jest nieprzyjazny Wenecji. Po tych ustaleniach krzyżowcy przystąpili do ataku na miasto basileusów.
9 kwietnia rozpoczęły się szturmy. 12 kwietnia udało im się wedrzeć do miasta przez północną część murów. Zagrożony Aleksy V zbiegł z miasta, które zostało wydane na pastwę zdobywców. Krzyżowcy łupili miasto przez trzy dni. W niedzielę 9 maja na cesarza wybrano Baldwina Flandryjskiego. Wybór ten wywołał zdziwienie, gdyż większość krzyżowców spodziewała się, że cesarzem zostanie Bonifacy z Montferratu, najznaczniejszy wódz łaciński. Jego kandydatura wzbudziła jednak zdecydowany opór ze strony Wenecjan, którzy obawiali się powiązań markiza Montferratu z Genueńczykami. 16 maja odbyła się koronacja Baldwina w Hagii Sophii. Oznaczało to że Cesarstwo Łacińskie stało się faktem.

### Kościół a Cesarstwo Łacińskie
Jedną z najbardziej palących spraw była dla Baldwina kwestia uregulowania swoich stosunków z papiestwem. Papież, inicjator IV krucjaty, był przeciwny atakowi na Konstantynopol. Średniowieczne państwa katolickie były jednak silne z kościołem związane i ich trwania i administrowanie było bardzo trudne bez pomocy organizacji kościelnej. Na dodatek Baldwin był świadomy szczupłości swoich sił i wiedział, że potrzebuje stałego dopływu rycerstwa z Zachodu, co bez poprawnych stosunków z papiestwem byłoby w zasadzie niemożliwe. Pierwszy list dotarł do papieża z opóźnieniem, gdyż emisariusz Baldwina dostał się do niewoli u genueńskich korsarzy. Drugi list również pozostał bez odpowiedzi. Cesarz łaciński zwrócił się wówczas do innych wodzów krucjaty z prośbą o nawiązanie kontaktu z papiestwem. Oprócz tego również doża Dandolo prosił o błogosławieństwo i tłumaczył, w jaki sposób krucjata została zmuszona do podjęcia działań przeciwko Konstantynopolowi.
Innocenty III zachowywał milczenie przez długi czas, gdyż nieoczekiwany finał krucjaty był sprzeczny z jego polityką wschodnią. Teraz jednak był zmuszony do reorientacji w tej kwestii. Szansa na realną unię dwóch kościołów była teraz na wyciągnięcie ręki, podobnie jak szansa na dalszą ekspansję katolicyzmu na wschód. W liście z listopada 1204 roku do cesarza Baldwina napisał, że uważa sukces krucjaty za dzieło boskie. Innocenty oznajmiał także, iż uważa, że dzieło krzyżowców powinno być kontynuowane i że Konstantynopol będzie świetnym przyczółkiem do walki z niewiernymi w Azji. Niepokój papieża budziły jednak olbrzymie wpływy weneckie w nowo powstałym cesarstwie, a zwłaszcza wpływ Republiki na kościół. Pierwszy łaciński patriarcha Konstantynopola, Morosini, został bowiem wybrany na swój urząd bez autoryzacji papieskiej, co stanowiło jawny cios w autorytet biskupa Rzymu. Innocenty wiedział jednak, że przedłużanie konfliktu z Wenecjanami do niczego nie doprowadzi i wprawdzie unieważnił wybór jako niekanoniczny, ale potem sam „powołał” na tron patriarszy Morosiniego. Wenecki patriarcha nie pozostał dłużny i ogłosił unię kościołów greckiego i rzymskiego. Ponadto papież nie zgodził się na uznanie umowy zawartej przez krzyżowców przed zdobyciem stolicy Bizancjum, co dawało argument tym, którzy uważali, że końcowe jego ustalenia były dla nich krzywdzące. Papież nie zrobił tego, ponieważ umawiające się strony podzieliły między siebie własność kościoła, którą papież uważał teraz za własność kościoła rzymskiego. Spór o posiadłości kościelne ciągnął się jeszcze przez jakiś czas, aż do zawarcia ugody w marcu 1206 roku, kiedy to postanowiono, że kościół otrzyma 1/15 Konstantynopola i podbitych ziem.

### Spór o Tesaloniki
Bonifacy z Montferratu, wpływowy włoski wielmoża i najpoważniejszy obok Baldwina kandydat do tronu, na mocy wstępnych postanowień miał otrzymać Peloponez, Kretę i Azję Mniejszą. Markiz Montferratu nie był jednak zainteresowany terenami po drugiej stronie Bosforu. Były one bowiem stale zagrożone przez Turków. Jego brat Renier, jako zięć cesarza Manuela I (jego żoną była Maria Komnen) i wódz bizantyjski, otrzymał tytuł cezara oraz, według źródeł łacińskich, Tesaloniki. Bonifacy zgłosił więc pretensje do posiadłości brata.
Baldwin I nie wyrażał jednak zgody na powstanie niezależnego państwa, na domiar złego rządzonego przez jego rywala, w bezpośredniej bliskości Konstantynopola. Zajął Saloniki i proklamował tam swoją władzę. Krzyżowcy podzielili się i o mało nie doszło między nimi do otwartej wojny. Po stronie Bonifacego stanęli tacy możni jak Ravano dalle Carceri, Otto de la Roche, Jakub z Avesnes czy Wilhelm I z Champlitte. Ich wojska zajęły Demotykę i obległy Adrianopol. Działania te wywołały niepokój wśród pozostałych baronów łacińskich i Wenecjan, którzy obawiali się zaprzepaszczenia swoich zdobyczy. Baronowie zebrali się na naradzie w Blachernie po czym wysłali Gotfryda Villehardouina aby przedstawił ich propozycję Bonifacemu. Proponowali oni aby spór pomiędzy markizem a cesarzem został rozsądzony przez trybunał złożony z Wenecjan i krzyżowców. Bonifacy przystał na to. Prawdopodobnie porozumiał się wcześniej z Wenecjanami, którzy w zamian za to iż zrzekł się na ich korzyść praw do Krety (którą rzekomo miał mu nadać Aleksy IV) i Peloponezu, zgodzili się stanąć po jego stronie. Zebrani baronowie i Wenecjanie wymogli na Baldwinie wycofanie się z Saloniki. Bonifacy miał otrzymać tytuł Króla Tesaloniki wraz z Salonikami, Larisą, Tesalią oraz posiadłościami w Grecji Środkowej i Attyce. W zamian musiał jednak złożyć hołd lenny Baldwinowi i wypełnić swoje zobowiązania wobec Republiki. Wenecjanie wypłacili mu również rekompensatę. Większość terenów przyznanych Bonifacemu na mocy tej ugody pozostawała poza zasięgiem jego władzy.

### Traktat rozbiorowy
Pod koniec lata lub na początku jesieni 1204 roku, powołana wcześniej komisja ostatecznie zakończyła pracę dzieląc tereny Bizancjum między Wenecjan i krzyżowców. Efekty jej prac znane są w historiografii jako Partitio terrarum imperii Romaniae. Potwierdziła ona wcześniejsze nadania dla Bonifacego, precyzując że do jego terenów w północnej Grecji będą należały zachodnia Tracja i wschodnia Macedonia, ograniczone rzekami Maricą i Wardarem. Cesarz łaciński dostawał ziemie leżące u wybrzeży morza Marmara (Wenecjanie jednak dostawali fragment tego wybrzeża leżący na południe od Heraklei). Jeśli chodzi o Europę to cesarz dostał tereny leżące na wschód od linii biegnącej między Tzurulum do Agatopolis. W Azji Mniejszej przypadły mu tereny leżące na północ od linii biegnącej między Adramyttion a wyspą Lesbos aż do ujścia rzeki Sangarius. Cesarz dostawał także kilka wysp morza Egejskiego, w tym: Samotrakę, Lesbos, Chios, Limnos, Samos i Kos. Jeśli chodzi o Konstantynopol to pod władzą cesarza pozostawało 5/8 miasta, pozostała część przypadła Wenecjanom, wraz z katedrą Hagia Sophia.
Wenecjanie, którzy mieli rozległą wiedzę na temat ziem cesarstwa, zagwarantowali sobie najważniejsze porty i centra handlowe. Na Peloponezie Republika otrzymywała Lacedemonię, Kalawritę, Patras, Methone, ziemię rodów Branas i Kantakuzen oraz miasta należące do księżniczki Ireny, córki Aleksego III. W Epirze Wenecjanie otrzymali Nikopolis wraz z Artą; w Etoli ziemie leżące nad Acheloos. Z wysp na morzu Jońskim przypadły im Kefalinia, Korfu, Zante i Leukas. Na Eubei przypadły im miasta Oreoi i Karystos. W zatoce Sarońskiej Egina i Salamis. Dostali również Cyklady. Wenecjanie zadbali także o potwierdzenie swoich przywilejów handlowych – wymogli na Baldwinie, aby potwierdził wszystkie zwolnienia i nadania dokonane przez swoich bizantyjskich poprzedników. Zajęli jednak niewielką część z przyznanych im traktatem ziem. Zachęcali natomiast swoich obywateli do własnej inicjatywy i obejmowania pozostałych terenów w osobiste władanie w roli wasali Republiki.
Pozostali krzyżowcy otrzymywali tereny leżące na Chersonezie Trackim, część Macedonii i Tracji oraz całą wschodnią część kontynentalnej Grecji. Znaczna część tych terenów znajdowała się poza kontrolą krzyżowców i Wenecjan. Utrzymały się tam bizantyjskie garnizony, greccy możnowładcy, Turcy lub piraci. Na przykład teoretycznie weneckie Korfu, w praktyce znajdowało się pod władzą genueńskich piratów, a Kefalonia i Zante należały do królestwa Sycylijskiego. Tereny podzielone na mocy traktatu, trzeba było jeszcze sobie wywalczyć.

## Baldwin I
I października 1204 roku Baldwin I pasował na rycerzy około 600 swoich ludzi, nadając im jednocześnie lenna tak aby mogli się utrzymać i mu służyć. Była to najbardziej paląca sprawa ponieważ po zdobyciu Konstantynopola wielu rycerzy biorących udział w krucjacie wróciło do Europy, wyruszyły do Palestyny, lub przyłączyło się do wodzów takich jak Bonifacy i szukało dla siebie ziem na własną rękę. Poskutkowało to znacznym zmniejszeniem potencjału militarnego państwa. W polityce wewnętrznej cesarz nie wprowadzał żadnych rewolucyjnych zmian i większość praw ustanowionych przez jego greckich poprzedników pozostała w mocy. Zmieniono lub zniesiono tylko nieliczne, całkowicie nie pasujące do łacińskiego sposobu rządzenia i administrowania. Po załagodzeniu stosunków z papiestwem, Baldwin przystąpił do organizowania kościoła w swoim nowym państwie. Poprosił papieża o wysłanie na Wschód po kilku przedstawicieli wszystkich ważniejszych zakonów, oraz o uczonych z europejskich uniwersytetów. Ta druga grupa jednak nie odpowiedziała na te apele zbyt entuzjastycznie.
Cesarz łaciński chciał zacząć stopniowo podporządkowywać sobie miasta leżące w Tracji i w Bitynii, przyznane mu na mocy traktatu rozbiorowego. Było to oczywiste posunięcie, gdyż większość z lenn, przyznanych jego rycerzom, była nimi tylko na papierze- nadal znajdowały się one we władaniu Greków. Rycerzy natomiast Baldwin potrzebował bardzo mocno, zwłaszcza po tym jak Bonifacy z Montferratu, wraz ze swoimi stronnikami, wyruszył aby zdobyć swoje królestwo. Na domiar złego, wielu Greków zbiegło ze stolicy do Azji Mniejszej, gdzie wkrótce miało powstać najsilniejsze z tak zwanych państw- spadkobierców Bizancjum, czyli Cesarstwo Nicejskie. Pod koniec 1204 albo na początku 1205 roku Baldwin uderzył na tereny kontrolowane przez Greków w Anatolii. Łacinnicy bez większych przeszkód zajmowali kolejne miasta i twierdze, zagrażając nawet Nicei. Miejscowi Grecy zostali jednak uratowani przez wydarzenia, do których w międzyczasie doszło w Tracji.
Ta część cesarstwa także stała się obiektem najazdu i łacinnicy podporządkowali sobie znaczną część regionu. Panowie łacińscy popełnili jednak kilka poważnych błędów. Zaczęło się od tego że odmówili greckim możnych potwierdzenia ich praw do posiadłości ziemskiej. Wywołało to wrzenie wśród lokalnej arystokracji. W tym samym czasie, w północnej części Tracji, operację wojskową prowadził Kałojan, car bułgarski. Chciał on wykorzystać zamieszanie wywołane IV krucjatą i zająć część północnej Grecji. Początkowo traktował łacinników jak potencjalnych sojuszników i próbował się z nimi porozumieć w sprawie podziału ziem. Krzyżowcy odrzucili jednak ofertę Kałojana, co postanowili wykorzystać greccy arystokraci. Zaproponowali oni carowi bułgarskiemu że w zamian za pomoc w wyparciu łacinników, uznają jego władzę nad Tracją. Urażony odmową Franków władca oczywiście przystał na tę ofertę i zaatakował w lutym 1205 roku. Z tego powodu Baldwin musiał wycofać swoje wojska z Azji Mniejszej i porzucić większość terytoriów które udało im się tam opanować.
Baldwin traktował zagrożenie wywołane grecką rewoltą i bułgarską interwencją bardzo poważnie, dlatego nie czekając na całość oddziałów z Anatolii, ruszył na Adrianopol. Mieszkańcom miasta udało się wyprzeć łaciński garnizon i oczekiwali teraz na Kałojana. Baldwin szybko obległ miasto, nie chcąc dopuścić do tego aby wpadło ono w ręce Bułgarów. Było już jednak za późno bo ich wojska znajdowały się w pobliżu i natychmiast przybyły z odsieczą. Doszło do bitwy w wyniku której krzyżowcy zostali rozbici, a cesarz łaciński dostał się do niewoli. Wywołało to olbrzymi kryzys w niedawno powstałym państwie, gdyż nikt nie znał losów Baldwina. Nie wiadomo było czy zginął czy jest po prostu jeńcem. Łacińscy panowie wybrali regentem brata dotychczasowego cesarza, Henryka. Przez wiele miesięcy w Konstantynopolu tliła się nadzieja że Baldwin żyje. Fakt że zmarł stał się jasny dopiero kilka miesięcy po bitwie. Historycy nie są zgodni co do dokładnych losów Baldwina, gdyż istnieje duża rozbieżność w źródłach. Możliwości są trzy- został on zabity krótko po bitwie, zmarł w wyniku odniesionych ran lub zmarł po torturach.
Tak czy inaczej sytuacja w jakiej władzę objął Henryk I nie była zbyt ciekawa dla Cesarstwa Łacińskiego. Frankowie utracili niemal wszystkie tereny w Tracji i musieli porzucić większość ziem które opanowali w Azji Mniejszej. Na domiar złego stworzyli sobie bardzo silnego rywala w postaci Kałojana. Ich sytuacji nie poprawiał również fakt że Teodor Laskarys zaczynał zyskiwać coraz większe poparcie wśród anatolijskich Greków i miał wkrótce zgłosić roszczenia do korony cesarskiej. Brakowało również sojuszników, gdyż najpotężniejszy z łacińskich panów w Grecji, Bonifacy nie był przyjacielem dynastii flandryjskiej. Zupełnie inaczej wiodło się jednak łacinnikom którzy wyruszyli z markizem Montferratu.

## Bonifacy z Montferratu
Po sprzedaniu Krety Wenecjanom i zawarciu ugody z cesarzem Baldwinem, Bonifacy we wrześniu 1204 roku zajął w końcu Saoloniki. Jedną z jego pierwszych decyzji było przekazanie duchowieństwu łacińskiemu kościołów Świętego Demetriusza i Świętej Mądrości. Nałożył również wysokie podatki na mieszkańców drugiego co do wielkości miasta w Grecji. Po uzbieraniu odpowiednich funduszy i zapasów i powierzeniu regencji swojej żonie, Małgorzacie, wyruszył na czele wojsk w głąb kontynentalnej Grecji, chcąc podbić wszystkie ziemie przyznane mu na mocy traktatu. Wśród jego sojuszników i żołnierzy nie brakowało Greków, w tym także tych pochodzących z możnych rodów. Z Konstantynopola, z Bonifacym, wyruszyli między innymi Manuel i Michał Angelosowie. Łacinnicy, którymi dowodził Bonifacy pochodzili z różnych krain, byli wśród nich Lombardowie, Flamandowie, Francuzi, Burgundowie, Prowansalczycy, Oksytańczycy i Niemcy. Wśród towarzyszy Bonifacego wyróżniali się tacy rycerze jak Wilhelm z Champlitte, Otto de la Roche, Jakub z Avesnes, Mikołaj z Saint Omer, Berthold z Katzenelnbogen, Guy Pallavicini, Tomasz d’Autremencourt oraz Ravano dalle Carceri. Wszyscy oni odegrali później pewną rolę w dziejach łacińskich państw w Grecji.
Jedyną, poważniejszą przeszkodą na drodze do podboju mógł być najpotężniejszy z greckich archontów, Leon Sguros. Korzystając z problemów rządu centralnego, jeszcze podczas oblężenia Konstantynopola przez krzyżowców, zaczął on rozszerzać swoją władzę. Mimo napomnień i sprzeciwów ze strony biskupa Ateńskiego, Michała Choniatesa, Sguros zaatakował Ateny. Metropolita zorganizował jednak na tyle skuteczną obronę, że napastnikom nie udało się zająć miasta i musieli się wycofać. Po tej porażce Sguros ruszył na Teby, które mimo posiadania potężnych murów i znacznie większego garnizonu, uznały jego władzę. Następnie wyruszył do Larisy, którą również sobie podporządkował. Tam spotkał się ze zdetronizowanym cesarzem Aleksym III, który oddał mu za żonę Eudoksję, swoją córkę.
Krótko po tych wydarzeniach, wojska łacińskie wkroczyły do Tesali i ruszyły w stronę Larisy. Sguros albo Lasgur, jak zwali go przybysze z Zachodu, porzucił miasto i wraz z armią rozbił obóz w przesmyku Termopile, uznając że będzie to miejsce najłatwiejsze do obrony. Bonifacy szybko zdobył Larisę, którą nadał rycerzowi o imieniu Guglielomo, znanemu odtąd jako de Larsa. Otrzymał on także Halmyros, ważne miasto handlowe z silnymi koloniami Pizańczyków i Wenecjan. Następną zdobycz Bonifacego, Velestino, otrzymał Berthold z Katzenelnbogen. Łacinnicy ruszyli następnie drogą prowadzącą przez Farsalę, Domokos i Lamię aż dotarli do Termopil. Sguros nie przyjął jednak bitwy i wycofał się do Akrokoryntu. Bonifacy był świadomy roli jaką przesmyk odgrywa dla obronności Attyki i Peloponezu, dlatego nadał te tereny Guyowi Pallavicino. Włoski rycerz wybudował tutaj potężną twierdzę, dając początek słynnemu Markizatowi Bodonitzy, który przetrwał aż do 1414 roku.
Po przeprawie przez Termopile Bonifacy zajął tereny leżące wokół starożytnej Amfissy i nadał te ziemie Tomaszowi d’ Autremencourt, dając w ten sposób początek senioratowi Salony, który istniał aż do 1410 roku. Ród Tomasz szybko zajął sąsiednie tereny, w tym ważny port w Galaxidi. Ich władztwo było na tyle silne że mogli sobie pozwolić na bicie własnej monety. Łacinnicy zajęli następnie Beocję wraz z Tebami, które poddały się bez walki. Ich kolejną zdobyczą była Attyka, wraz z Atenami. Metropolita ateński, faktyczny przywódca lokalnej ludności, Michał Choniates, uznał opór za bezcelowy i po prostu rozkazał otworzyć bramy. Miał on nadzieję na zawarcie jakiegoś porozumienia z krzyżowcami i kościołem rzymskim, ale szybko okazało się, że będzie to bardzo trudne. Zdobywcy nie okazywali żadnych względów podbitym Ateńczykom, a nawet ważnym miejscom kultu religijnego, takim jak katedra na Akropolu. W obawie o własne życie Choniates zbiegł z Aten. Teby wraz z Beocją, Ateny wraz z Attyką i historyczny region Megaris, zostały nadane Ottonowi de la Roche, zaufanemu sojusznikowi Bonifacego. Mniej więcej w tym samym czasie, oddziały Jakuba z Avesnes, który odłączył się od głównych sił krucjaty, podporządkowały sobie Eubeę.

## Księstwo Morei
Kolejnym celem krzyżowców był Peloponez, który stanowił zaplecze dla sił Sgurosa. Bonifacy zaatakował Nauplion, a Otton de la Roche i Jakub z Avesnes Korynt. O ile samo miasto udało się Jakubowi i Ottonowi zdobyć, to sama twierdza pozostała w rękach greckiego archonta. Nie zatrzymało to jednak łacińskich postępów, a atak przyszedł z zupełnie niespodziewanej strony. Gotfryd Villehardouin, bratanek słynnego kronikarza IV wyprawy krzyżowej, o tym samym imieniu i nazwisku również chciał wziąć udział w krucjacie. Nie ruszył on jednak z głównymi siłami, a na czele swoich oddziałów przeprawił się od razu do Syrii. Na wieść o poczynaniach krzyżowców, postanowił przyłączyć się do łacinników w Grecji. Zła pogoda uniemożliwiła mu jednak dotarcie do cesarskiej stolicy i zmusiła do postoju w Methoni w Messeni. W grudniu 1204 roku lokalny archont zaproponował mu sojusz, chciał skorzystać z łacińskiej pomocy w walkach ze swoimi rywalami.
Geoffrey szybko jednak zorientował się, że Grecy są mocno osłabieni i zaczął podporządkowywać sobie lokalnych możnych. Brakowało mu jednak wojsk i w tym celu udał się z wizytą do obozu Bonifacego, który w tym czasie oblegał Nauplion. Tam, król Tesaloniki, zaoferował Villehardouinowi ziemię i przywileje w zamian za złożenie hołdu. Geoffroy spotkał jednak Wilhelma z Champlite, członka rodziny której Villehardouinowie byli wasalami. Namówił on Wilehelma do wspólnej ekspedycji, opowiadając mu o bogactwach Peloponezu, który określił mianem Morei.
Wilhelm uległ namową, a i Bonifacy zgodził się na ekspedycję. Wojska Wilhelma i Gotfryda bardzo szybko podporządkowywały sobie kolejne greckie miasta. Patras zostało zdobyte przy pierwszym szturmie. Andravida, stolica Elis, skapitulowała bez walki. Poddała się też Mesarea i Arkadia, choć ta ostatnia przez jakiś czas stawiała opór. Krzyżowcy bez walki zajęli Modon, a twierdza w Koron poddała się po krótkim oblężeniu. Jedyna większa bitwa, zwana bitwąw Gaju Oliwnym, jaka wydarzyła się w czasie tej kampanii miała miejsce wiosną 1205 roku. Budzi ona jednak kontrowersje wśród historyków. Popularniejsza narracja mówi o tym że szybkie sukcesy Villehardouina i Wilhelma przeraziły Michała Angelosa, który w czasie wyprawy zbiegł z obozu Bonifacego do Epiru i ogłosił się tam władcą niezależnego państwa greckiego. Dlatego też jego wojska przeprawiły się przez cieśninę koryncką i zaatakowały łacinników w Messeni. Część historyków uważa jednak że nie była to bitwa między krzyżowcami, wojskami epirskimi a lokalnymi powstańcami, których przywódca również mógł nazywać się Michał. Argumentują oni tę wersje faktem że Epir był wówczas zagrożony przez sąsiadów, a władza Angelosa świeża i nieugruntowana. Niezależnie jednak od tego czy po stronie greckiej walczyli żołnierze z Epiru czy lokalni powstańcy, tak zwana Bitwa w Gaju Oliwnym zakończyła się porażką Greków. Ponadto łacinnicy spotkali się z oporem w Lakonii, Nikli, Veligosti i ze strony słowiańskich Melingów. Nie były to jednak skoordynowane działania, zdolne do wyparcia najeźdźców. Krótko po bitwie w Gaju Oliwnym, pod kontrolą Greków znajdowały się tylko Nauplion, Korynt, Lakonia. Nikli, Veligosti, Leonidio Tsakonów i Tajgetos należący do Melingów. Wilhelm z Champlite mógł zatem spokojnie tytułować się księciem Morei, Villehardouin otrzymał zaś Koron.

## Wenecjanie
Wenecjanie, na mocy traktatu rozbiorowego otrzymali bardzo rozległe tereny, zwłaszcza na Peloponiezie. Republika ociągała się jednak z ich zajmowaniem, a wiele z przyznanych ich ziem nie zajęli nigdy. Rządzące Wenecją rody doszły do wniosku że należy podporządkować sobie bezpośrednio tylko najważniejsze miasta, takie jak na przykład Modon i Koron, leżące na szlaku handlowym prowadzącym przez Kretę do Egiptu. W 1206 roku, flota wenecka, dowodzona przez Premariniego i jednego z synów doży Dandolo, zaatakowała Modon i Koron i odbiła je z rąk niezbyt licznych garnizonów łacińskich. Jeśli chodzi o rozliczne greckie wyspy to większość z nich, na mocy traktatu rozbiorowego, przypadła Wenecjanom. Władze Republiki postanowiły przekazać prawa do większości ziem osobom prywatnym. Nowi właściciele musieli tylko zobowiązać się do utrzymywania garnizonów i administracji oraz płacenia podatków. I tak na przykład, Marco Sanudo, bratanek doży Dandolo, zebrał grupę weneckich kupców i na własny koszt wyekwipikował osiem galeonów. Ta prywatna flota szybko zajęła siedemnaście wysp składających się na Cyklady. Z oporem Wenecjanie spotkali się tylko na Naxos i to zresztą nie ze strony Greków, a genueńskich piratów, którzy mieli tam swój fort. Sanudo podzielił wyspy między swoich kompanów, dając tym samym początek Księstwu Naksos. Podobnie sprawa miała się w przypadku Korfu, które opanowali, po walkach z genueńskim piratem Vetrano, możni weneccy. Hrabia Matusz Orsini, rządzący Kefalonią i Zante, złożył hołd Republice. Wenecjanom, w 1212, udało się ostatecznie opanować Kretę, zakupioną od Bonifacego z Montferratu. Tutaj także musieli najpierw stoczyć walkę z Genueńczykami.

## Eubeia
Inaczej sprawa miała się w przypadku Euboi. Wyspa ta została opanowana przez Jakuba z Avesnes w 1205 roku, ale szybko powrócił on na Peloponez, nie zostawiając tu silnych garnizonów. Jakub zmarł kilka miesięcy później nie pozostawiając po sobie żadnego męskiego następcy i zapisując Negroponte Templariuszom. Bonifacy jednak, podzielił wyspę na trzy władztwa, które oddał pochodzącym z Verony Ravano dalle Carceri, jego krewniakowi Gilberto i Pegoraro dei Pegorari. Euboia, na mocy traktatu rozbiorowego przypadała Wenecji, ale król Tessaloniki zignorował ten fakt. W ten sposób powstała tak zwana Triarchia Negroponte. Trójpodział nie utrzymał się jednak długo- Gilberto zmarł, Pegoraro wrócił do Włoch, a władcą zjednoczonej wyspy został Ravano.

## Reakcja grecka
Na południu i w środkowej Grecji, podbijana ludność była prawie całkowicie bierna. Wielu z nich przywitało nowe rządy z nadzieją, że oznaczają one koniec bezprawia możnych i wysokich podatków narzucanych przez Konstantynopol. Łacinnicy, w większości przypadków, spełniali te oczekiwania. Większość nowych panów odnosiła się dobrze do swoich nowych poddanych. Wilhelm z Champlite na przykład, respektował wszystkie przywileje nadane wcześniej przez cesarzy bizantyjskich, a między swoich rycerzy dzielił tylko ziemie należące bezpośrednio do cesarza bądź dynastii rządzącej. Książę Morei zaprosił nawet greckich dostojników do komisji która miała zająć się nowym podziałem dóbr ziemskich.
Nie wszyscy Grecy zgadzali się jednak na łacińskie panowanie. Oprócz Tracji, gdzie lokalni możni sprzymierzyli się z Kałojanem, znaleźli się również tacy którzy dążyli do stworzenia niezależnych władztw, a często, w dalszej perspektywie, do odbudowy cesarstwa. W Nicei cesarzem ogłosił się Teodor Laskarys, zięć Aleksego III. W Trapezuncie, jeszcze przed upadkiem Konstantynopola, do władzy doszli Aleksy i Dawid Komnen i przy pomocy gruzińskiej królowej Tamary zajęli znaczną część posiadłości bizantyjskich w północno-wschodniej Azji Mniejszej. Państwo to przez pewien czas kontrolowało także część Krymu i przetrwało aż do 1461 roku. W Europie, kuzyn cesarza Izaaka III, Michał Angelos, zbiegł z wojsk Bonifacego z Montferattu i zajął Epir, gdzie ogłosił się niezależnym władcą, dając początek tak zwanemu despotatowi Epiru, który odegrał znaczną rolę w późniejszej historii regionu.

### Nicea
Po upadku Konstantynopola pochodzący z możnego rodu Teodor Laskarys, zięć cesarza Aleksego III, zebrał wokół siebie grupkę możnych i żołnierzy i zbiegł do Bitynii. Kiedy stanął pod murami stolicy prowincji, Nicei, podał się za przedstawiciela swojego teścia i zażądał wpuszczenia do miasta i podporządkowania się jego rozkazom. Lokalne władze, pozostające w konflikcie z cesarzem Aleksym III i wiedzące już o klęsce w Konstantynopolu, odmówiły. Nicejczycy udzielili schronienia jedynie Annie Angelinie, córce cesarza. Teodor udał się wraz ze zbrojnymi w okolice góry Olimp, gdzie założył swoją kwaterę i rozpoczął werbowanie wojsk oraz skupiał wokół siebie ludzi wrogich nowemu, łacińskiemu panowaniu. Nastawienie lokalnych Greków do Teodora odmieniła dopiero kampania przeprowadzona przez łacinników. Miejscowi liczyli że uda im się jakoś dogadać z najeźdźcami, ale kiedy Frankowie zaczęli grabić ich bogactwa i rugować z ziem, zaczęły się walki. Laskarys i jego stronnicy stanęli na czele powstańców. Po wycofaniu się łacinników, zagrożonych w Europie przez Bułgarów, wiele miast, na czele z Niceą, uznało władzę Teodora.
Jego stronnictwo szybko zaczęło podporządkowywać sobie innych lokalnych władców, a także, co jakiś czas, atakować łacińskie posiadłości w Azji Mniejszej. Na wieść o postępach Nicei, wielu Greków z Europy migrowało na drugą stronę Bosforu. Po wydarzeniach z 1207 roku, kiedy to w ręce Laskarysa wpadły Kyzikos i Nikomedia, poczuł się on na tyle silny, że zaczął aspirować do korony cesarskiej. Do koronacji potrzebował patriarchy ekumenicznego, dlatego w 1208 roku, po długich przygotowaniach, w Nicei doszło do synodu. Zgromadzenie biskupów wybrało nowego patriarchę ekumenicznego, którym został Michał IV. W Wielkanoc nowy patriarcha koronował Teodora Laskarysa na cesarza Rzymian, co w myśl ideologii promowanej na dworze w Nicei oznaczało, że prawowite Cesarstwo Rzymskie nadal istnieje, a Henryk Flandryjski to uzurpator. Konkurenci Laskarysa twierdzili że zarówno wybór patriarchy, jak i koronacja nie były legalne i wskazywali na szereg niespełnionych warunków formalnych. Nicejczycy bronili się twierdząc że wyjątkowa sytuacja wymusza elastyczne podejście do prawa. Jako że większość greckich możnych nie chciała aby rządziły nimi łacińskie elity, wielu uznało Teodora za swojego prawowitego władcę. Tak zwane cesarstwo Nicejskie szybko stało się jednym z największych zagrożeń dla łacińskiej władzy w Grecji.

### Epir
Tak zwany Despotat Epiru (mimo iż nie jest to poprawna nazwa jest ona często stosowana w historiografii) był najsilniejszym władztwem greckim w europejskiej części Bizancjum po upadku Konstantynopola. Rdzeniem państwa był Epir, poza tym jego władcy kontrolowali również część Akarnanii i Etolii, czyli większą część zachodniej Grecji. Jego początki są związane z osobą Michała Komnena Dukasa, syna Jana Dukasa, a więc wuja cesarza Izaaka II. Jan Dukas był ważnym dostojnikiem i dowódcą wojskowym i młody Michał również zaczął robić karierę w wojsku i administracji. Po puczu i objęciu władzy przez Aleksego III, jako stronnik obalonego cesarza, popadł niełaskę. Prawdopodobnie wziął udział w spisku przeciwko uzurpatorowi, ale zakończył się on fiaskiem i Michał musiał ratować się ucieczką do sułtanatu Ikonium. Gdy jednak doszły go wieści o krucjacie, powrócił do Konstantynopola i w 1204 roku był w mieście, prawdopodobnie współpracując z łacinnikami. Jako sojusznik krzyżowców, wyruszył z Bonifacym na wyprawę mającą na celu utworzenie królestwa Tesaloniki.
W trakcie ekspedycji Michał odłączył się jednak od głównych sił i udał się do Arty, gdzie bizantyjski gubernator nie chciał poddać się krzyżowcom i pozostawał niezależnym od ich władzy. Nie do końca wiadomo co się wówczas stało. Część źródeł podaje że gubernator Epiru o imieniu Senachereim był powinowatym Michała i wezwał go do pomocy przeciwko powstańcom. Michał, po przybyciu na miejsce miał poślubić jego córkę. Krótko po ślubie Senachereim zmarł, a Michał objął władzę. Inna wersja mówi że gubernator został zabity przez powstańców, a Michał poślubił wdowę po nim i udało mu się przekonać do siebie lokalnych możnowładców, dzięki czemu został uznany za władcę. Niezależnie jednak od tego jak było naprawdę, wkrótce po śmierci Senachereima, władzę Michała uznawały tereny w zachodniej Grecji, rozciągające się od Durazzo (miasto należało jednak do Wenecjan) aż do zatoki Korynckiej. Udało mu się zatem stworzyć tutaj państwo zanim którykolwiek z krzyżowców spróbował podporządkować sobie te tereny.
Michał pozostawił istniejącą, bizantyjską administrację i pozwolił lokalnym możnym zatrzymać wszystkie swoje posiadłości. Udało mu się także stworzyć silną i liczną armię, dzięki czemu jego państwo szybko stało się jednym ze znaczniejszych na Bałkanach. Utrzymywał także bardzo dobre stosunki z plemionami wołoskimi i albańskimi, dzięki czemu mógł często liczyć na udział ich wojsk w swoich wyprawach. Niewiele zmieniło się w samym Epirze w stosunku do czasów bizantyjskich. Wydaje się wręcz że sytuacja uległa polepszeniu, gdyż podatki nie były teraz wysyłane do Konstantynopola, tylko były inwestowane na miejscu.
Krótko po tym jak Michał został władcą Epiru, Grecy ze Sparty i Arkadii zostali zaatakowani przez krzyżowców prowadzonych przez Villehardouina i Wilhelma z Champlite. Według starszej i bardziej popularnej teorii, wojska Epirskie przeprawiły się na Peloponez gdzie wzięły udział w walkach po stronie miejscowych Greków i poniosły klęskę w tak zwanej bitwie w Gaju Oliwnym. Nowsze badania wskazują jednak że jest to bardzo mało prawdopodobne, gdyż Michał na początku swojego panowania był zagrożony ze strony krzyżowców i Wenecjan, mógł również zmagać się z opozycją wewnętrzną. Być może faktycznie Michał interweniował na Peloponezie, ale raczej jest mało prawdopodobne aby do ekspedycji doszło już w 1205 roku, kiedy jego władza była jeszcze słaba. Wydaje się natomiast że wódz Greków walczących z łacinnikami również nazywał się Michał i został on po prostu błędnie utożsamiony z władcą Epiru. Jest to tym bardziej prawdopodobne że zagrożenie ze strony łacinników było na tyle poważne że Michał nawiązał kontakty z papiestwem, obiecując Innocentemu zawarcie unii kościołów. W 1209 roku zawarł także sojusz z cesarzem łacińskim. Jest jednak bardzo prawdopodobne że uznał Henryka za swojego suzerena. Przymierze zostało przypieczętowane ślubem córki Michała z bratem cesarza. Władca Epiru nie przywiązywał jednak zbyt dużej wagi do tego rodzaju zobowiązań i gdy tylko zmieniała się sytuacja, zmieniała się jego polityka.
W 1210 roku, w czasie gdy Henryk przebywał w Azji Mniejszej, prowadząc wyprawę przeciwko Nicei, Epiroci zaatakowali królestwo Tesaloniki. Państwo to było wówczas rządzone przez Małgorzatę, sojuszniczkę i lenniczkę cesarza łacińskiego. Henryk musiał przeprawić się przez Bosfor i wspomóc łacinników z Tesali. Odsiecz sprawiła, że Michał musiał się wycofać bez żadnych nabytków terytorialnych. Na wieść o agresji, papież ekskomunikował władcę Epiru, co jednak nie miało dla niego większych konsekwencji. Jedynym poważniejszym zagrożeniem była teraz Wenecja. 20 czerwca 1210 roku Michał zawarł traktat z Republiką, na mocy którego uznawał się za jej wasala i nadawał weneckim kupcom liczne przywileje handlowe. Epir dokonał wówczas tymczasowej reorientacji swojej polityki zagranicznej i na pewien czas sprzymierzył się z łacinnikami. W 1211 roku Strez, bułgarski arystokrata i władca na wpół niezależnego państwa w Macedonii, zaatakował Tesalonikę. Michał pomagał wówczas krzyżowcom w walkach, które zakończyły się pokonaniem Bułgarów. Epiroci zaatakowali również zachodnią Macedonię, gdzie dzięki pomocy rycerstwa zachodniego odnieśli zwycięstwo w okolicach Pelagonii. Strez został uratowany dzięki interwencji Boriła.
Po śmierci Henryka Flandryjskiego, Epir przystąpił do sukcesywnego podboju Tesaloniki. W 1212 roku wojska epirskie zajęły Larisę, dzięki czemu przecięły szlak komunikacyjny między państwami łacińskimi na południu i w środkowej i północnej Grecji. Dzięki pomniejszym wyprawom, udało mu się opanować większość środkowej Tesali. W 1213 roku Michał złamał umowę z Wenecją i zajął Durazzo. W 1214 roku odbił także Korfu z rąk Republiki. Krótko później jego wojska zajęły znaczną część południowej Macedonii i Albanii. Michał próbował także opanować Zetę, ale przeszkodził mu w tym zacięty opór ze strony Serbów. Pod koniec 1214 albo na początku 1215 roku Michał został zamordowany w niejasnych okolicznościach.
Władzę w Epirze odziedziczył jego przyrodni brat, Teodor. Kontynuował on ekspansję, zajmując coraz więcej ziem należących wcześniej do Bizancjum. Epir stał się na tyle silny, że jego władcy zaczęli myśleć o odbudowie cesarstwa i zaczęli zgłaszać pretensję do Konstantynopola. Teodor, zanim zjawił się w Epirze, przebywał w Azji Mniejszej, gdzie złożył hołd Laskarysowi. Rządzone przez niego państwo szybko jednak stało się konkurencją dla Nicei i weszło z nią w otwarty konflikt.

## Henryk I
Po tym jak Baldwin I dostał się do niewoli po bitwie pod Adrianopolem w 1205 roku, a wojska bułgarskie zajęły prawie całą Trację i ruszyły na Konstantynopol, baronowie Cesarstwa Łacińskiego wybrali Henryka Flandryjskiego na regenta. Na szczęście dla Henryka, główne siły bułgarskie, dowodzone przez samego Kałojana, ruszyły na Tesaloniki, po drodze dokonując rzezi w Seres, która sprawiła, że wielu trackich Greków zaczęło odwracać się od Bułgarów. Niedługi czas później Kałojan dokonał podobnej rzezi Greków w Filipopolis, którzy po wyparciu łacinników nie chcieli zgodzić się na poddanie miasta carowi. Kilka tygodniu później w Tyrnowie doszło do buntu przeciwko carowi i wojska bułgarskie musiały na pewien czas wycofać się z Tracji.
Rzezie Greków (którzy wówczas sami określali siebie jako Rzymian) przez które Kałojan zyskał sobie przydomek „Rzymianobójcy”, miały ogromy wpływ na dalsze losy Cesarstwa Łacińskiego. Sprawiły bowiem że traccy Grecy zaczęli widzieć w łacinnikach jedynych sojuszników zdolnych powstrzymać Bułgarów. Jesienią 1205 roku wiele miast i twierdz w Tracji dobrowolnie poddało się łacinnikom i otworzyło przed nimi swoje garnizony. Cesarstwo odzyskało znaczną część tego regionu, prawie całą wschodnią Trację, w zasadzie bez walki. Ponadto w armii Kałojana służyło wielu Greków, którzy zaczęli dezerterować. Tak stało się na przykład w czasie kampanii z 1206 roku, kiedy to Bułgarzy próbowali odbić utracone ziemie. Najazd ten zakończył się zdobyciem i rzezią Demotyki, ale nie przyniósł zmian terytorialnych.
W 1206 stało się też jasne że Baldwin I nie żyje, dlatego też Henryk został koronowany na nowego cesarza. Koronacja miała miejsce 20 sierpnia. W międzyczasie Henryk dalej walczył z Bułgarami, ale była to teraz wojna podjazdowa. Obydwie strony najeżdżały na swoje części Tracji, łupiąc i niszcząc osady. W wyniku tego konfliktu Tracja z bardzo bogatego regionu, swoistego „spichlerza Konstantynopola”, stała się regionem zniszczonym i wyludnionym. Jako że Kałojan poważnie zagrażał również Bonifacemu, dwaj najważniejsi liderzy łacinników odłożyli na bok dawne urazy i zawarli sojusz. W 1207 Henryk poślubił córkę markiza, Agnieszkę. Wcześniej jednak wybuchły walki z wojskami Laskarysa z Nicei. Zagrożony przez Bułgarów Henryk nie był w stanie walczyć na dwa fronty i musiał zawrzeć pokój z Nicejczykami i oddać im twierdze w Kyzikos i Nikomedii. Krótko po tym, we wrześniu 1207, w ręce podjazdu bułgarskiego wpadł Bonifacy. Żołnierze Kałojana zamordowali władcę Tesaloniki. Bułgarzy wprawdzie nie zdobyli Saloniki ani nie zajęli zbyt wiele ziem królestwa, jako że Kałojan został zamordowany miesiąc później i państwo bułgarskie zaczęło borykać się z dużymi problemami wewnętrznymi.
Nowy car, Borił, nie cieszył się tak dużym poparciem jak Kałojan i miał spore problemy z opozycją. Próbował jednak kontynuować ekspansję w Tracji, ale jego wojska zostały pobite przez Henryka w bitwie pod Filipopolis w 1208 roku. Następne starcia nie przyniosły rozstrzygnięcia, ale łacinnicy zaczęli powoli odbijać zachodnią Trację. Na domiar złego, Aleksy Sław, bułgarski możny, któremu udało się utworzyć w zasadzie niezależne państwo obejmujące tereny wokół Rodopów, zawarł sojusz z Henrykiem. Wziął ślub z jego naturalną córką i otrzymał tytuł despoty. Bułgaria został również zaatakowana przez Streza, krewnego Boriła, który również zgłaszał pretensje do korony carskiej. Udało mu się nakłonić Serbów do sojuszu i dzięki ich pomocy opanował część władztwa Boriła i rządził niezależnie. Pogrążona w chaosie Bułgaria w zasadzie przestała być zagrożeniem dla łacinników.
Nie był to jednak koniec problemów krzyżowców. Śmierć Bonifacego doprowadziła bowiem do bardzo poważnych zawirowań w niedawno powstałym państwie, uchodzącym dotąd za najsilniejsze w Grecji. Kłopoty Tesaloniki oznaczały kłopoty dla wszystkich krzyżowców.

### Rewolta lombardzka
Po tym jak ustało zagrożenie ze strony Bułgarów, doszło do ostrych podziałów wśród baronów królestwa Tesaloniki. Przeciwko rządzącej państwem w imieniu małoletniego Demetriusza Małgorzacie, wystąpił Oberto de Biandrate z popierającymi go baronami. Jako że praktycznie wszyscy z tego obozu pochodzili z północnych Włoch, wystąpienie to nazwano rewoltą lombardzką. Obóz na czele którego stał de Biandrate opowiadał się za całkowitą niezależnością Tesaloniki od Cesarstwa Łacińskiego i domagał się przyznania królestwu ziem od Durazzo aż po Macri, miasteczko leżące nieopodal Stagiry. Ponadto lombardzcy baronowie planowali zdetronizować nieletniego Demetriusza, a koronę oddać jego starszemu bratu, Wilhelmowi IV, markizowi Montferratu. Lombardowie uważali też, że księstwo Achai powinno być lennikiem ich królestwa. Z ważniejszych lenników Bonifacego, tylko pan Aten i Teb, Otto de la Roche oraz Berthold z Katzenelnbogen, nie wzięli udziału w rewolcie. Jako że Kadmea, tebańska twierdza, była obsadzona żołnierzami Alberta z Canossy, który był jednym z buntowników, de la Roche utracił kontrolę nad miastem. Ich bunt oznaczał zerwanie zależności lennej od Konstantynopola i w zasadzie zniszczenie jedności państw łacińskich w Grecji. Gdyby spiskowcom udało się zrealizować ich zamiary, Cesarstwo Łacińskie zostałoby odcięte od pozostałych państw co wobec naporu Nicei, której władca w 1208 roku ogłosił się cesarzem Rzymian, oznaczało jego zagładę.
Henryk Flandryjski okazał się jednak władcą silnym i energicznym. Za pomocą gier dyplomatycznych udało mu się doprowadzić do rozłamu w królestwie Tesaloniki. Namówił Małgorzatę Węgierską na złożenie mu hołdu lennego, obiecując chronić interesy Demetriusza jako króla. W 1209 wojska cesarza łacińskiego wkroczyły do Saloniki i Henryk doprowadził do koronacji nieletniego syna Bonifacego. Biandrate otwarcie wystąpił przeciwko cesarzowi co doprowadziło do jego aresztowania i osadzenia w zamku w Seres, gdzie znajdował się pod nadzorem Bertholda z Katzenelnbogen. Nie był to jednak koniec rebelii, gdyż Biandrate nadal miał wpływowych stronników. Chcąc doprowadzić do ugody Henryk ogłosił zwołanie parlamentu wszystkich łacińskich panów w Grecji, który miał odbyć się nieopodal Rawenniki. Zgromadzenie odbyło się w 1209 roku, a na miejscu stawiło się około sześćdziesięciu baronów. Buntownicy odmówili jednak wzięcia udziału w obradach i schronili się w Kadmei, twierdzy w Tebach. Wobec tego Henryk ruszył zbrojnie do Teb. Został tam przyjęty z honorami przez greckich mieszkańców miasta, którzy łącznie z najwyższym duchowieństwem uznali go za swojego władcę.
Po przybyciu Henryka do Teb, baronowie ufortyfikowani w Kadmei powiadomili go że nie mają zamiaru się poddawać. Kiedy jednak zobaczyli jak wojska cesarskie szykują się do oblężenia, budują maszyny i zamykają dostęp do twierdzy, poprosili o pokój. Henryk zaoferował im bardzo korzystne warunki- buntownicy mieli zatrzymać wszystkie swoje tytuły i wasali pod warunkiem że poddadzą Kadmeę. Rebelianci przystali na te warunki i całe Teby zostały podporządkowane władzy cesarskiej. Henryk przekazał miasto Ottonowi de la Roche. Skutkiem rewolty lombardzkiej było umocnienie władzy i autorytetu cesarza łacińskiego. O ile wcześniej jego zwierzchność nad panami z Europy Zachodniej w Grecji była dyskusyjna bowiem wiele władztw zostało założonych w wyniku prywatnej inicjatywy, o tyle teraz stawał się on niekwestionowanym suzerenem miażdżącej większości z nich. W czasie swojej podróży po Grecji Henryk spotkał się z wieloma przedstawicielami duchowieństwa łacińskiego i widząc konflikty między rycerstwem a klerem w 1210 zwołał kolejny zjazd w Rawennice. Na to spotkanie przybyli praktycznie wszyscy znaczniejsi możni, a także wielu arcybiskupów i biskupów. W toku negocjacji wypracowano konkordat, porozumienie między władzą świecką a kościołem. Doszło tam również do uporządkowania organizacji kościelnej. Wszystkie biskupstwa i klasztory na terenie północnej Grecji, od Salonik po Korynt, zostały podporządkowane patriarsze Konstantynopola. Kościoły uzyskały zabezpieczenie prawne dla posiadanych przez siebie ziem i bogactw. Duchowni, niezależnie od wyznania, zostali też obciążeni podatkiem od posiadanych ziem. Postanowiono również, że synowie popów greckich, jeśli sami nie zostaną księżmi, muszą służyć w wojsku (w przypadku gdy ich ojciec posiada jakieś ziemie). Konkordatu nie podpisał jednak książę Morei, gdzie organizacja kościelna była niezależna od Konstantynopola.
Rewolta lombardzka zakończyła się zwycięstwem Henryka i wzmocnieniem Cesarstwa łacińskiego, z drugiej jednak strony taki jej finał miał katastrofalne skutki dla królestwa Tesaloniki. Wielu rycerzy lombardzkich wobec porażki zaczęło porzucać Grecję i wracać w rodzinne strony. Migracja ta zmniejszyła siłę militarną królestwa co miało ogromne znaczenie wobec rosnącego zagrożenia ze strony greckich despotów z Epiru, którzy od 1210 roku zaczęli regularnie najazdy. Kolejnym ubocznym skutkiem rebelii był wzrost wpływów weneckich na Euboi, której władca, szukając wsparcia w walce z Konstantynopolem, uznał się lennikiem republiki. Po jego śmierci faktyczną władzę na wyspie sprawował wenecki namiestnik, a Euboia stała się tak naprawdę kolonią Republiki.

### Dalsze rządy
W 1210 roku Henryk wyruszył na kampanię przeciwko Nicejczykom i zaatakował ich posiadłości w Azji Mniejszej. Mimo początkowych sukcesów musiał się wycofać, a nawet oddać część twierdz Grekom. Był to efekt zdradzieckiego ataku Michała z Epiru na Teslaloniki. Dzięki interwencji cesarza udało się jednak ocalić zagrożone królestwo. Przez pewien czas Henryk przebywał w Salonikach. Musiał je jednak opuścić w 1211 roku, na wieść o spodziewanym ataku Nicejczyków na Konstantynopol. Despota epirski zastawił na niego pułapkę, ale Flandryjczykowi ostatecznie udało się jej uniknąć i zorganizować obronę stolicy. Udało mu się również nakłonić Turków z sułtanatu Ikonium do uderzenia na Niceę od wschodu, co zmusiło Laskarysa do porzucenia planów ataku na Konstantynopol. Henryk próbował zaatakować Niceę, licząc na to że Grecy nie poradzą sobie walcząc na dwa fronty, ale po zwycięskiej dla nich bitwie pod Antiochią nad Meandrem zagrożenie tureckie ustało i łacinnicy byli zmuszeni wycofać się.
W międzyczasie Borił uderzył na Tesaloniki, ale miejscowi baronowie, dzięki pomocy władcy Rodopów, odparli atak. W wyniku kolejnej klęski cara, w Bułgarii doszło do wybuchu rebelii. Była ona na tyle silna że Borił o mało nie stracił tronu. Zarówno łacinnicy, jak i Bułgarzy zdali sobie sprawę z konieczności zawarcia pokoju. Henryk musiał koncentrować swoje szczupłe siły na walkach z coraz mocniejszą Niceą, a Borił, zagrożony przez Aleksego, Michała z Epiru i wewnętrzną opozycję, zrozumiał, że nie jest w stanie walczyć na tylu frontach. W 1213 roku doszło zatem do zawarcia pokoju i sojuszu, którego przypieczętowaniem był ślub Henryka z córką Boriła (która tak naprawdę była córką Kałojana, którą Borił zaadoptował żeniąc się z jej matką). Borił ożenił się natomiast z siostrzenicą Henryka, odsyłając swoją dotychczasową żonę, wdowę po Kałojanie, do klasztoru. Do sojuszu dołączyli także Węgrzy, których król, Andrzej II ożenił się z inną siostrzenicą Henryka. Strez, jako wasal Boriła, również był częścią koalicji.
Sojusznicy w 1214 roku wspólnie zaatakowali Serbię. W kampanii brały udział dwie armie – pierwsza należała do Boriła i łacinników, a druga do Streza. Serbowie nie mieli wystarczających sił aby walczyć na dwa fronty, atakujący liczyli więc na szybkie i łatwe rozstrzygnięcie. Tak się jednak nie stało ponieważ w trakcie wyprawy Strez zmarł, a jego wojska rozpierzchły się. Bułgarzy i łacinnicy wycofali się wówczas z terenów serbskich. Śmierć Streza oznaczała koniec istnienia jego państewka w Macedonii. Jego dalsze losy nie są do końca znane – zostało ono albo podzielone między Michała z Epiru, a Boriła albo całkowicie zajęte przez wojska despoty.
W międzyczasie gdy Henryk walczył z Nicejczykami i układał się z Bułgarami, Michał sukcesywnie, kawałek po kawałku podbijał Tesaloniki. Królestwo traciło ziemie i rycerzy, którzy wobec beznadziejnej sytuacji często wracali w rodzinne strony. Henryk zdał sobie w końcu sprawę ze skali zagrożenia i w 1216 roku zorganizował wyprawę przeciwko Epirotom. Nie doszła ona jednak do skutku bowiem zaraz po wkroczeniu do Tesali Henryk zmarł, prawdopodobnie otruty. Jego śmierć oznaczała bardzo poważny kryzys dla państw łacińskich w Grecji.

## Organizacja państw łacińskich
Po podboju łacinnicy zaczęli organizować swoje nowo powstałe władztwa od strony prawnej. W miażdżącej większości przypadków oznaczało to usunięcie większości zastanego porządku i zaimplementowanie systemu feudalnego z Zachodniej Europy. System ten nie był całkowicie obcy Grekom. Za rządów Komnenów wiele rodów i osób prywatnych otrzymywało nadania ziemskie od cesarzy. Łacinnicy sięgnęli również po tak zwane Asyzy Jerozolimskie, czyli zbiór traktatów prawnych regulujących różnorakie kwestie, stworzony w królestwie Jerozolimskim. Podobnie, kilka lat wcześniej postąpił łaciński król Cypru, Amalryk de Lusignan. Niestety, zachowane źródła pozwalają na prześledzenie procesu wprowadzania prawa łacińskiego w zasadzie tylko w przypadku księstwa Achai.

### Księstwo Achaii
Wilhelm z Champlite w zasadzie tylko założył księstwo Achajskie. Krótko po podboju dowiedział się o śmierci Ludwika, jego starszego brata, w związku z czym powrócił do Francji aby objąć swoje burgundzkie dziedzictwo. Przed opuszczeniem Grecji zwołał jednak radę która miała zająć się zorganizowaniem porządku prawnego i dokonać nowego podziału zdobytych ziem. W jej skład weszli dwaj biskupi łacińscy, dwaj rycerze i czterech lub pięciu, lokalnych, greckich dostojników. Komisji przewodził Vilehardouin. Komisja dokonała podziału ziem, który następnie Wilhelm zatwierdził. Po mianowaniu swojego bratanka Hugh, bailifem, w 1209 roku książę powrócił na Zachód. Zmarł jednak w drodze, w czasie pobytu w Apulii, a jego bratanek umarł wkrótce potem. Vilehardouin sam ogłosił się bailifem i został faktycznym władcą księstwa.
Pierwszą decyzją Villehardouina było zwołanie parlamentu, czyli posiedzenia możnych, w Andrawidzie. Zapadła tam decyzja o stworzeniu komisji która dokonała spisu majątków i dóbr na terenie księstwa. Z Achajskiego odpowiednika Domesday Book wynika że księstwo zostało podzielone na dwanaście baronii. Rządzący nimi baronowie zasiadali, obok innych posiadaczy ziemskich (kleru i możnych greckich) w Wysokim Sądzie, który nie tylko rozstrzygał spory prawa feudalnego, ale pełnił także rolę doradczą. Wiemy również, że każdy baron wzniósł swoją twierdzę, prawdopodobnie z obawy przed podbitymi Grekami. Świadczy o tym choćby nazwa jednego z najważniejszych zamków- Matagrifon, dosłownie „Zabij Greka” (łacinnicy często określali Greków mianem Grifon), co wskazuje że nowi władcy liczyli się z możliwością rebelii. Rody założycielskie nie przetrwały zbyt długo, wiemy, że już w 1278 roku zaledwie jeden ród przybył do Morei razem z Champlite i Gotfrydem.
Oprócz dwunastu świeckich, dziedzicznych baronii, funkcjonowało jeszcze siedem dużych kościelnych posiadłości ziemskich, przypisanych do urzędów arcybiskupich i niektórych biskupstw. Organizacja kościoła łacińskiego w księstwie Morei pokrywała się z siecią biskupstw greckich. Na czele kościoła stał arcybiskup Patras, noszący tytuł primusa Achai. Podlegało mu sześciu sufraganów w Modon, Koron, Olenie, Veligosti, Amyklai i Lakonii. Arcypiskup posiadał osiem lenn rycerskich, biskupi po cztery. Po cztery lenna przyznano także trzem zakonom rycerskim: Krzyżakom, Joannitom i Templariuszom. Biskupi mieli ponadto prawo do zasiadania w Wysokim Sądzie, pod warunkiem że rozpatrywana przezeń sprawa nie dotyczyła morderstwa. Biskup Oleny, rezydujący w Andravidzie, stolicy księstwa, często korzystał z tego prawa.
Po podziale ziemskim Villehardouin zabrał się za uregulowanie sprawy służby wojskowej. Wszyscy wasale byli zobowiązani do służenia pod bronią przez cztery miesiące w roku. Kolejne cztery miesiące w roku musieli służyć w garnizonach. Pozostałe cztery miesiące mogli spędzać w domu, tam jednak także musieli pozostawać w gotowości na każde wezwanie księcia. Po przekroczeniu sześćdziesiątego roku życia, rycerz był zwolniony ze służby, musiał go jednak zastąpić syn albo inny męski przedstawiciel rodziny. Ci spośród rycerzy którzy posiadali cztery lenna, musieli ponadto wystawić jeszcze jednego rycerza i dwunastu giermków. Ci którzy mieli więcej niż cztery lenna, za każde dodatkowe musieli wystawić dwóch konnych giermków albo jednego rycerza. Każdy rycerz i giermek musiał ponadto posiadać przynajmniej jednego służącego, którego musiał sam utrzymywać. Społeczeństwo łacińskie w Grecji było więc mocno zmilitaryzowane co częściowo tłumaczy łatwość z jaką w większości przypadków narzucali władzę podbitym Grekom.
Oprócz Wysokiego Sądu w księstwie Morei istniał także sąd mieszczański, w którym zasiadali przedstawiciele mieszczaństwa. Przewodził mu, nominowany przez księcia urzędnik z tytułem Wicehrabiego. Kronika Morei wspomina o kilkunastu posiedzeniach takiego sądu. Wydaje się, że każda z większych, wymienionych wcześniej dwunastu baronii również posiadała własny sąd, który rozstrzygał w sprawach lokalnych. Z czasem, w księstwie Morei pojawiły się typowe dla łacinników tytuły dworskie. I tak na dworze znajdował się dziedziczny marszałek, kanclerz (który zasiadał w Wysokim Sądzie podczas nieobecności księcia, mógł również z jego upoważnienia podpisywać traktaty i inne oficjalne dokumenty), szambelan, wielki konstabl, skarbnik oraz inspektor (sprawdzał zaopatrzenie i stan garnizonów).
Najwięcej o organizacji samego społeczeństwa w księstwie Achai mówi Księga Zwyczajów Cesarstwa Romanii, kodyfikacja asyz, dokonana najprawdopodobniej w pierwszej połowie XIV wieku. Na jej podstawie możemy stwierdzić, że społeczeństwo w księstwie Morei dzieliło się na sześć kategorii- książę, dwunastu baronów, znaczniejsi i pomniejsi wasale (wśród których znajdowali się także Grecy), wolni ludzie oraz ludność służebna. Po objęciu władzy, książę musiał przysięgać na ewangelie że będzie przestrzegał wszystkich praw i zwyczajów cesarstwa Romanii. Po zaprzysiężeniu dwunastu baronów i ważniejsi wasale składali mu bezpośrednio hołd. Książę dzierżył władzę zwierzchnią, ale nawet on nie mógł ukarać żadnego ze swych wasali bez zgody Wysokiego Sądu. Prawo do wznoszenia zamków na terenie księstwa było zarezerwowane dla księcia i dwunastu baronów. Żaden z wasali nie mógł opuszczać księstwa bez powiadomienia władcy, jeśli tego nie zrobił ryzykował utratę posiadłości. Książę nigdy nie odmawiał prawa do wyjazdu jeśli dotyczył on spraw dziedziczenia lub pielgrzymki, ale wówczas wasal musiał powrócić do Morei przed upływem dwóch lat i dwóch dni. Na księciu spoczywał również obowiązek pomocy wasalowi gdyby ten utracił swoje posiadłości. Książę nie mógł również nakładać nowych podatków na rycerstwo, wolnych ludzi ani ludność służebną należącą do któregoś z wasali. Opodatkowywany musiał wyrazić zgodę na zapłacenie nowego podatku. Poddani księcia mieli prawo oskarżyć go przed Wysokim Sądem, a ten (zdarzało się to w praktyce) rozpoczynał wówczas sprawę przeciwko władcy. Pokazuje to że książęta Achai nie byli autokratami, a raczej „primus inter pares”.
Poza księstwem Naksos w okresie panowania dynastii Crispo, w żadnym państwie łacińskim w Grecji nie obowiązywało dziedziczenie na zasadach prawa salickiego. Tymczasem wielu łacińskich książąt i ważniejszych baronów, umierało bez męskich potomków, a władza przechodziła w ręce ich córek. William Miller zauważa, że „rzadko kiedy w historii udział kobiet w rządzeniu był tak znaczący”. Fakt ten jest o tyle ciekawszy, że społeczeństwa łacińskie w Grecji były mocno zmilitaryzowane. Doprowadzało to jednak do wielu sporów dotyczących mariaży i dziedziczenia. W przypadku wygaśnięcia męskiej linii rodu, prawo chroniło księcia przed przejściem lenna w ręce któregoś z jego rywali bądź nieprzyjaciół. Ponadto żaden z lenników księcia nie mógł odsprzedać bądź oddać swoich ziem bez zgody suzerena. W razie śmierci dotychczasowego pana, dziedzic miał dwa lata i dwa dni aby pojawić się i objąć należne mu władztwo. Wszyscy wolni ludzie w księstwie Achai mogli czynić zapisy testamentowe, ale żaden z rycerzy nie mógł przekazać swoich ziem kościołowi, zakonom ani ludziom, których książę uważała za swych nieprzyjaciół.
Niektórzy Grecy również należeli do wyższych warstw społecznych, ale była to bardzo nieliczna grupka. Źródła wspominają o greckich feudałach, wiemy na przykład że archontowie Elis i Arkadii zawarli z Wilhelmem z Champlite specjalny układ na mocy którego zachowali wszystkie swoje przywileje i ziemie wraz ze służbą. Bardzo podobne ugody zawarli mieszkańcy Koroni, Kalmaty, Arkadii, Niklii i Lakonii. Miażdżąca większość Greków należała jednak do najniższej grupy społecznej, czyli była ludnością służebną. Ich prawa i swobody były bardzo mocno ograniczone. Nie mogli oni na przykład zawierać małżeństw bez zgody pana. Jeśli zmarli nie pozostawiając żadnego syna- cały ich majątek przepadał na rzecz władcy, a córki czy wdowa zostawały z niczym. Pan miał ponadto prawo do dysponowania majątkiem swoich poddanych za życia z tym jednak zastrzeżeniem że musiał im pozostawić tyle aby mogli przeżyć. Panowie mogli też „wymieniać” się poddanymi. Zeznania ludności służebnej nie mogły służyć za dowód w sądzie przeciwko rycerstwu. Uzyskanie pełnej wolności osobistej było możliwe tylko dwiema drogami- albo przez specjalny akt wystawiony przez księcia albo przez małżeństwo z wolnym mężczyzną (opcja ta była więc możliwa tylko dla niewolnych kobiet). Źródła wskazują jednak że panowie łacińscy nie byli zbyt surowi dla swoich greckich poddanych, nie naruszali ich własności i przyznali im też kilka praw jak na przykład prawo do wypasu zwierząt czy używania pańskich lasów.

### Kościół
Zwierzchnikiem wszystkich kościołów na łacińskim Wschodzie miał być patriarcha Konstantynopola, który był Wenecjaninem i w związku z tym na stanowiska arcybiskupie powoływał innych Wenecjan. Duchowni łacińscy w księstwie Achai byli zaś w przeważającej mierze Francuzami i sami chcieli obsadzać wyższe stanowiska. Doprowadziło to do poważnego sporu, który zakończył dopiero papież Honoriusz III, przyznając kościołowi achajskiemu niezależność od Konstantynopola. Wówczas jednak pojawiły się problemy innego typu. Wielu duchownych nie przejmowało się zbytnio swoją pracą i prowadziło bardzo świecki styl życia. Wielu było też takich którzy pojawili się w swojej diecezji tylko po nominację, a później wracali do Francji, pobierając tylko pensję z Grecji. Nie brakowało również takich duchownych którzy wydawali majątek kościoła na prywatne potrzeby. Poza tym dochodziło do częstych sporów ze świeckimi baronami. Arcybiskup Patras chciał na przykład wybudować swój własny zamek za co Aleman, miejscowy baron, aresztował go, jego sekretarza pozbawił nosa, a kościół świętego Teodora obrał na swoją siedzibę i zamienił w twierdzę. Villehardouin nie był w tym względzie lepszy od swoich baronów – nie płacił dziesięciny, mimo że zobowiązał się do tego, składając przysięgę przed bitwą w Gaju Oliwnym. Ponadto nie zezwalał na istnienie sądów dla duchownych i kler był sądzony przed świeckimi trybunałami. Nie wspierał również kościoła łacińskiego w próbach pozyskania wiernych wśród Greków.

### Księstwo Aten
Sytuacji panującej w księstwie Achai nie można jednak przenosić na wszystkie państwa łacińskie. Na przykład w księstwie Aten Otton de la Roche nie był „pierwszym wśród równych”. Władza centralna była bardzo mocna, prawdopodobnie wynikało to z faktu że towarzyszący mu Burgundczycy pochodzili z bardzo niskich warstw społeczeństwa i w związku z tym łatwiej godzili się na większe uprawnienia władcy. Znaczniejsze lenna przypadły przedstawicielom rodziny de la Roche, pozostali łacinnicy dostali niewielkie i mało dochodowe ziemie. W księstwie Aten szybko zniszczono również lokalnych archontów, prawdopodobnie poprzez konfiskatę ich dobytku i ziem. Posiadłości samego księcia w stosunku do posiadłości jego wasali były bardzo rozległe. Na jego księstwo składały się Attyka, Beocja, Megaris, Nauplia, Argos i wschodnia Lokryda. Państwo sąsiadowało z markizatem Bodonitzy na północy i senioratem Salony na zachodzie. Posiadało również bardzo dobrze rozwiniętą linię brzegową i co najmniej cztery, pełnomorskie porty. Nigdy jednak nie rozwinęło własnej floty z prawdziwego zdarzenia. Nie do końca wiadomo gdzie rezydował sam książę, ale prawdopodobnie jego stolicą były Teby. Ateny były zarządzane przez specjalnego gubernatora, a Akropol był silnie obsadzoną twierdzą. W obydwu miastach znajdowały się stolice arcybiskupie. Kościół ateński był zorganizowany na wzór kościoła francuskiego. Biskup ateński był również zwierzchnikiem jedenastu innych biskupów i posiadał znaczne posiadłości ziemskie, a papież Innocenty III nadał mu daleko idące przywileje. Rozwojowi kościoła łacińskiego w księstwie patronował sam de la Roche, zwrócił się na przykład do papieża o wyznaczenie jednego duchownego dla każdej osady w której mieszka przynajmniej dwunastu łacinników. Nie znaczy to jednak że stawiał on na pierwszym miejscu dobro kościoła. Nie płacił dziesięciny i nie zmuszał swoich poddanych do jej uiszczania. Nie uznawał nominacji papiestwa na stanowiska kościelne jeśli były one sprzeczne z jego zdaniem. Nie zezwalał swoim poddanym na oddawanie ziem kościołowi. Ponadto potrafił zająć znaczną część kościelnego majątku i przeznaczyć ją na swoje wydatki. Otton cenił sobie zakony rycerskie i sprowadził do swojego księstwa Joannitów i Templariuszy. Nie traktował jednak źle kościoła greckiego i odnosił się do niego neutralnie.

## Gotfryd I Villehardouin
Po uporządkowaniu spraw wewnętrznych Villehardouin zaczął przyłączać do swojego państwa tereny pozostające pod kontrolą Greków. Jako pierwsze zaatakowano Veligosti i Nikli, rozdzielone już pomiędzy baronów, ale jeszcze nie opanowane. Pierwsze miasto zostało bardzo szybko zdobyte, ale drugie stawiało zacięty opór. Miasto ostatecznie udało się zdobyć dzięki zaangażowaniu greckich możnych, poddanych Villehardouina, którzy namówili swoich rodaków do kapitulacji. Aby odstraszyć Tzakonów, łacinnicy wysłali przeciwko nim kilka ekspedycji. Wojska Villehardouina dotarły aż do Monemwazji. Ta twierdza – razem z Koryntem, Argos i Nauplią – była sporym problemem dla księstwa Achai. Miały one bowiem duże znaczenie strategiczne, a ciągle pozostawały poza kontrolą łacinników. Villehardouin wiedział, że dla Greków o wiele ważniejsze od politycznej niezależności jest możliwość kultywowania własnej wersji chrześcijaństwa i zachowanie dotychczasowych praw i zwyczajów. Aby nakłonić miejscowych możnych do współpracy, Geoffrey oficjalnie potwierdził wszystkie przywileje i jako że nie był religijnym fanatykiem, tolerował działalność kościoła greckiego i nie mieszał się w jego sprawy dopóki ten nie wtrącał się do polityki. Geoffrey wziął również udział w zjeździe w Ravenice, na którym uznał się za wasala cesarza łacińskiego i otrzymał tytuł seneszala Cesarstwa Łacińskiego.
Następnym palącym problemem była kwestia stosunków z Wenecją. Sporo terenów zajętych przez Villehardouina na Peloponezie została przyznana Wenecji w myśl traktatu rozbiorowego. Wenecjanie obsadzili tylko Modon i Koroni, ale mogli w każdej chwili zacząć zgłaszać pretensje do pozostałych terenów. Książę Achai spotkał się z weneckim gubernatorem Peloponezu na wyspie Sapienza. Zawarli tam porozumienie, na mocy którego Villehardouin zrzekał się roszczeń do Modonu i Koroni. Miejscowe biskupstwa miały jednak podlegać arcybiskupowi achajskiemu. Ponadto księstwo zobowiązywało się do udzielania gościny wszystkim obywatelom weneckim oraz zezwalało na powstanie faktorii kupieckich wraz z kościołem, magazynem i własnym sądem. Wenecjanie zaś przyznali Villehardouinowi i jego potomkom status obywateli Republiki oraz uznawali go za pana całej Morei. Sojusz z Wenecją opłacił się Geoffreyowi bardzo szybko. Robert z Champlitte, kuzyn Wilhelma, który ruszył na wschód aby objąć po nim władzę w Achai, został przez Wenecjan przetrzymany tak, by minął czas (jeden rok i jeden dzień) przewidziany na zgłoszenie roszczeń po zmarłym krewniaku. Villehardouin mógł w końcu ogłosić się księciem.
W 1210 łacinnikom z księstwa Achai, dzięki wsparciu greckich archontów i Ottona de la Roche, udało się w końcu zdobyć Akrokorynt. Nauplion skapitulowała krótko potem, choć Grecy wynegocjowali tam korzystne dla siebie warunki i udało im się utrzymać część ziem jako wasale Villehardouina. W 1212 roku padło Argos. Książęta Achai pan Aten i Teb podzielili między siebie skarby jakie zdobyli w Koryncie i Argos, także majątki kościelne co wywołało oburzenie w Rzymie. Za pomoc zbrojną, de la Roche otrzymał Argos i Nauplion jako lenna. Jedyną liczącą się twierdzą pozostająca w rękach Greków była Monemwazja. Po zakończeniu podbojów Villehardouin mógł wcielić w życie plan podziału ziem między wasali i dokończyć organizowanie Kościoła.

## Kryzys
W 1216 roku łacińskie posiadłości na północy Grecji znalazły się w poważnych tarapatach. Po śmierci Henryka, którego autorytet i umiejętności przywódcze spajały łacinników, brakowało organizacji i zdolnego wodza. Henryk nie pozostawił po sobie bowiem męskiego potomka. Wielu historyków uważa, że „przetrwanie Cesarstwa Łacińskiego jeszcze przez ponad dwie generacje jest jednym z największych fenomenów w historii łacinników w Grecji”.
Nowym cesarzem ogłoszono Piotra II de Courtenay, bardzo bogatego i wpływowego możnego francuskiego. Piotr był jednym z najznaczniejszych francuskich możnowładców, gdyż rządził hrabstwami Auxerre, Tonnerre, Namur i Nevers. Opuszczając Francję, Piotr pozostawił swoje ziemie we władaniu synów, Filipa i Roberta. Na czele armii liczącej około 6 tysięcy żołnierzy, ruszył do Rzymu. Tam został koronowany przez papieża Honoriusza i potwierdził wszystkie przywileje i nadania poczynione przez jego poprzedników.
Po koronacji, w 1217 roku, Piotr ruszył ze swoimi wojskami do Brindisi, skąd statki zabrały ich na drugi brzeg Adriatyku, w okolice Durazzo. Tam Piotr uległ namową Wenecjan i obległ miasto należące do despoty Epirskiego. Oblężenie zakończyło się najprawdopodobniej niepowodzeniem i wojska łacińskie ruszyły w drogę do Tesaloniki. Piotr wpadł jednak w zasadzkę i został pojmany przez Epirotów, a jego armia rozpierzchła się. Do Konstantynopola dotarła za to żona Piotra, cesarzowa Jolanta, która była wówczas w ciąży. Krótko po przybyciu do miasta basileusów, narodził się trzeci syn Piotra, Baldwin. Jolanta zmarła w 1219 roku, a nowym regentem ogłoszono Roberta z Courtenay, starszego brata Baldwina. Sytuacja łacinników w środkowej i północnej Grecji była wówczas bardzo skomplikowana, z zachodu napierał Epir, a ze wschodu Nicea.

### Ekspansja Epiru
Pierwszy epirski najazd na Tesalonikę miał miejsce w 1210 roku, ale został odparty dzięki interwencji cesarza Henryka. Jednak już w 1212 roku wojskom epirockim udało się zająć znaczne tereny w okolicach Larisy, co doprowadziło do znacznych utrudnień w komunikacji Salonik z łacinnikami z południa. Po śmierci Michał I w 1215 roku tron objął jego brat Teodor Angelos. Wspierany przez Albańczyków i Serbów zaatakował w 1216 roku Bułgarów, którym odebrał między innymi Ochrydę i Prilep, a północne granice jego państwa sięgnęły Monastiru.
Teodor Angelos i jego brat Konstantyn znakomicie wykorzystywali chaos w północnych państwach łacinników, spowodowany brakiem silnego władcy. W 1218 roku ponownie najechali Tesalonikę i zajęli ważne twierdze w Neopatras i Zeitounion. Teodorowi udało się także zdobyć bardzo ważną twierdzę w Platamonie, która umożliwiała kontrolę nad pobliską zatoką. W 1219 Epiroci opanowali Prosek, ważną twierdzę leżącą nad rzeką Wardar. W 1221 roku Teodor odniósł jeszcze większy sukces- udało mu się zdobyć Seres co w zasadzie odcinało Tesalonikę od Cesarstwa Łacińskiego. Wkrótce potem padły Berrhoea, Kastoria i Serwia. Sukcesy Teodora sprawiły, że wielu możnych greckich zaczęło go postrzegać jako tego, który odbuduje Cesarstwo i przywróci ortodoksyjny patriarchat. Jego państwo było teraz największą siłą na Bałkanach i do jego obozu przeszło wielu Greków. Teodor był bardzo sprytnym władcą, doskonale wiedział kogo i kiedy należy atakować, a z kim szukać sojuszu. Nigdy na przykład nie zaatakował księstwa Achai, mimo iż jego państwo graniczyło z ziemiami rządzonymi przez ród Villehardouin. Wiedział bowiem że o ile Tesalonika i Cesarsto Łacińskie są pogrążone w kryzysie, to łacinnicy na południu są o wiele mocniejsi i mogli by być poważnym zagrożeniem.
W 1223 roku Teodor obległ Saloniki. Przed przybyciem wojsk epirskich miasto opuściła królowa- matka Małgorzata Węgierska i młody król Demetriusz. Obroną dowodził zatem markiz Bodonitzy, Guy Pallavicini. Małgorzata udała się na Węgry, a Demetriusz do Włoch, gdzie próbował zabiegać o pomoc dla swojego ginącego państwa. Papież Honoriusz kilkukrotnie apelował do Teodora o odstąpienie od oblężenia, ale gdy to nie pomogło, ogłosił krucjatę w obronie miasta. Nikt jednak nie zgłosił się do wzięcia udziału w wyprawie. Honoriusz zwrócił się zatem z prośbą do Wilhelma IV, markiza Montferratu, aby pomógł młodszemu bratu, Demetriuszowi. Przed wyruszeniem na Wschód, Piotr z Courtenay nadał Wilhelmowi w zasadzie wszystkie możliwe tytuły w królestwie Tesaloniki, z wyjątkiem korony królewskiej. Dla markiza Montferratu była to więc znakomita okazja do przejęcia faktycznej władzy nad królestwem które założył jego ojciec. Bracia zebrali swoje siły w Brindisi, skąd mieli ruszyć do Grecji. Demetriusz został zmarginalizowany, gdyż to jego brat dysponował realną siłą i nawet papież tytułował go władcą Tesaloniki. Honoriusz III zwrócił się ponadto z prośbą do duchowieństwa we Włoszech i południowej Francji o wystosowanie apelu do wiernych o wzięcie udziału w wyprawie. Wyruszenie wojsk z Brindisi opóźniło się jednak, gdyż Wilhelm ciężko zachorował.
Tymczasem Teodor zintensyfikował swoje działania zmierzające do zdobycia Saloniki. Mimo papieskich apelów, ani książę Morei ani Otton de la Roche, pan Aten i Teb, nie ruszyli z odsieczą. Prawdopodobnie nie było do spowodowane złą wolą tych łacińskich władców, a raczej faktem że Teodor opanował znaczą część środkowej Grecji i w zasadzie odciął miasto. Pod koniec 1224 roku, prawdopodobnie w grudniu, po dwunastu miesiącach oblężenia, łacińska załoga Saloniki poddała się. Teodor wkroczył do zdobytego miasta i odbył triumf. Wydarzenie to oznaczało faktyczny koniec królestwa Tesaloniki.

### Ekspansja Nicei
Równolegle z postępami Teodora, zwycięstwa nad łacinnikami odnosili również Nicejczycy. Po śmierci Teodora Laskarysa w 1222 roku, władzę objął jego szwagier, Jan III Watatzes. Przeciwko niemu wystąpili jego starsi bracia, Aleksy i Izaak, którzy zawarli sojusz z cesarzem łacińskim, Robertem. W 1224 roku doszło do rozstrzygającej bitwy pod Pojmanenonem w której Jan odniósł druzgocące zwycięstwo. Nicejczycy od razu przeszli do kontrofensywy i najechali pozostałości łacińskich posiadłości w Azji Mniejszej. Po zwycięskiej kampanii Watatzes narzucił Robertowi pokój na mocy którego łacinnicy zrzekali się wszystkich posiadłości po wschodniej stronie cieśniny Bosfor, poza niewielkim fragmentem wybrzeża i okolicami Nikomedii. Pokój ten nie przeszkodził jednak Nicejczykom objąć w posiadanie Adrianopola, którego mieszkańcy zbuntowali się przeciwko Frankom. W międzyczasie flota nicejska odbiła Lesbos, Chios, Samos, Ikarię i Kos, a po długotrwałych walkach w latach 1232–1233, udało się jej także częściowo opanować Rodos. Wojska nicejskie znajdowały się już w pobliżu Konstantynopola i wydawało się, że miasto wpadnie w ręce Watatzesa. Nieoczekiwanie jednak ocaliła je interwencja Teodora Angelosa.

### Cesarstwo Tesaloniki
Po odniesieniu zwycięstwa nad łacinnikami, Teodor zaczął otwarcie zgłaszać roszczenia do korony cesarskiej. Arcybiskup Saloniki, Konstantym Mesopotamites, uznawał patriarchę z Nicei za ekumenicznego, a co za tym idzie uważał władcę nicejskiego za cesarza Rzymskiego. Gdy więc Teodor zwrócił się do niego z prośba o koronację cesarską, Konstantyn odmówił. Nie zatrzymało to jednak ambitnego władcy Epiru, którego stronnik, Demetriusz Chomatianus piastował urząd arcybiskupa Ochrydy. Chomatianius koronował Teodora na cesarza Rzymian w Tesalonice w 1227 lub 1228 roku. Koronacja ta dała początek tak zwanemu Cesarstwu Tesaloniki, choć dla Teodora i jego podwładnych było to odrestaurowane cesarstwo Rzymskie. Koronacja ta doprowadziła też do powstania ostrych podziałów między Grekami sprzeciwiającymi się władzy łacińskiej i rozłamu w obrębie kościoła greckiego. Dla Nicejczyków i ich stronników akt ten był uzurpacją, ale część duchowieństwa i społeczeństwa greckiego na zachodzie uznała Teodora za swojego władcę. Oznaczało to nie tylko odrzucenie roszczeń cesarza nicejskiego, ale także praw biskupa Nicei do nazywania się patriarchą ekumenicznym. Nicea i Epir znalazły się w stanie otwartej wojny.
Wojska nicejskie operowały wówczas w pobliżu Konstantynopola i zbliżały się do samego miasta. Równolegle jednak na Konstantynopol maszerowała armia Teodora, zajmując po drodze twierdze łacińskie we wschodniej Macedonii i Tracji. Padły Christupolis, Ksanti, Mosynopolis, Makri i Demotyka. Wojska nicejskie, widząc przewagę liczebną Epirotów, poddały Adrianopol i wycofały się całkowicie z Tracji. Teodor dotarł do Konstantynopola i udało mu się nawet zająć jego przedmieścia. Musiał jednak wycofać się spod murów, gdyż doszły do niego wieści że w Tesali wylądowała armia prowadzona przez Wilhelma, markiza Montferratu, który chciał odzyskać królestwo ojca. Ekspedycja ta zakończyła się co prawda fiaskiem, gdyż Wilhelm zmarł na samym jej początku, a jego wojska w większości powróciły do Europy, jednak samo ich pojawienie się w Grecji prawdopodobnie uratowało Cesarstwo Łacińskie. Nie zmieniało to jednak faktu że Teodor był teraz najpotężniejszym władcą na terenie kontynentalnej Grecji. Cesarstwo łacińskie mogło jeszcze istnieć tylko, dlatego że pretensje do Konstantynopola zgłaszał też car Jan II Asen i Jan Watatzes. Gdyby ktoś z trójki Nicea, Bułgaria lub Tesalonika zaatakował miasto, pozostali natychmiast wystąpili by przeciwko niemu, zmuszając do walki na kilku frontach.

### Cesarstwo Łacińskie
Cesarz Robert miał duże problemy nie tylko z Grekami, ale zmagał się także z opozycją wewnętrzną. Zagrożony przez Teodora, zwrócił się z prośbą o sojusz do Watatzesa. Cesarz nicejski przystał na to przymierze, chciał jednak w zamian wszystkich łacińskich ziem w Azji Mniejszej. Frankowie wycofali się więc z resztek swoich posiadłości po drugiej stronie Bosforu. W międzyczasie doszło jednak do ostrych tarć z baronami cesarstwa. Łacińscy możni zarzucali Robertowi nieudolność i nawet wtargnęli do pałacu cesarskiego. Rebelianci domagali się reorganizacji państwa i zdecydowanych działań, mających zapobiec jego upadkowi. Zagrożony Robert opuścił wówczas miasto i schronił się w Rzymie, prosząc o interwencję papieża Grzegorza IX. Papież przychylił się do jego prośby i Robert mógł powrócić do swojej stolicy. W drodze powrotnej zatrzymał się jednak w księstwie Morei, gdzie zmarł. Regentem został jeden z ważniejszych baronów, Narjot z Toucy. W 1228 roku, udało mu się zawrzeć roczny pokój z Teodorem Angelosem. Szukając ratunku dla upadającego państwa, Narjot w 1229 roku zawarł sojusz z Janem z Brienne, królem Jerozolimy i doświadczonym krzyżowcem. Córka Jana poślubiała Baldwina II, dziedzica Cesarstwa Łacińskiego, a on sam zostawał współwładcą swojego zięcia. Papież zobowiązał się do zapewnienia ludzi i środków koniecznych dla przetrwania państwa. Jan z Brienne, przebywający w południowej Francji, zaczął rekrutować ludzi na wyprawę która miała ocalić Konstantynopol dla łacinników.

### Upadek cesarstwa Tesaloniki
W czasie kiedy Narjot negocjował sojusz z Janem z Brienne, Jan II Asen zaoferował łacinnikom przymierze i pomoc pod warunkiem że jego córka Helena poślubi Baldwina II, a baronowie uznają go regentem. W zamian car bułgarski obiecywał, że odzyska dla cesarstwa ziemie w Macedonii i Tracji. Oferta ta została jednak odrzucona, mimo że część baronów skłaniała się ku Asenowi. Aby jednak nie urazić potężnego sąsiada, łacinnicy cały czas przedłużali negocjacje i mamili Bułgarów, nawet po tym jak w 1229 roku ostatecznie zawarto porozumienie z Janem z Brienne. Teodor dowiedział się o negocjacjach łacińsko- bułgarskich i uznał, że nie może zaatakować Konstantynopola, nie uporawszy się wcześniej z zagrożeniem bułgarskim. Jego państwo posiadało bowiem bardzo rozległą granicę z Bułgarią i w razie ataku na Cesarstwo Łacińskie, Asen mógł z łatwością uderzyć na tyły Teodora.
W 1230 roku Teodor zebrał więc swoje wojska i z Adrianopola wyruszył w stronę Filipopolis, kierując się prawdopodobnie na Tyrnowo. Gdy Asen dowiedział się o ataku, natychmiast zebrał własne wojska i ruszył naprzeciw Grekom. Do spotkania obydwu armii doszło w kwietniu tego samego roku, nieopodal wsi Kłokotnica. Według legendy Bułgarzy nieśli na włóczni podarty traktat pokojowy, który wcześniej Teodor zawarł z Janem. Wojska greckie zostały okrążone i niemal doszczętnie zniszczone. Jedynie niewielkiemu oddziałowi, prowadzonemu przez Manuela, brata Teodora, udało się zbiec. Reszta wojska została albo zabita albo dostała się do niewoli. Do niewoli dostali się także niemal wszyscy najwyżsi dostojnicy cesarstwa, na czele z samym cesarzem. Jan II Asen nakazał oślepić Teodora, co w greckiej tradycji oznaczało wykluczenie z życia politycznego. Bitwa ta oznaczała w zasadzie koniec cesarstwa Tesaloniki.
Wojska bułgarskie natychmiast zaatakowały posiadłości Angelosów w Tracji i Macedonii, podbijając je całkowicie w bardzo krótkim czasie. Następnie Asen wkroczył do Tesali i zajął znaczną jej część. Manuel, który po uwięzieniu Teodora, objął władzę w Salonikach, został zmuszony uznać cara bułgarskiego za swojego suzerena. Asen podporządkował sobie także znaczną część Albanii. Prędkość z jaką państwo stworzone przez Teodora uległo rozpadowi wskazuje że jego poszczególne części nie były ze sobą dobrze zintegrowane. Jan prawdopodobnie nadal nie wiedział o ustaleniach z 1229 roku i cały czas liczył, że uda mu się bezkrwawo opanować Konstantynopol, dlatego też pozostawił Cesarstwo łacińskie w spokoju, zadowalając się obietnicami że po zakończeniu negocjacji zostanie regentem nieletniego Baldwina II.

### Wojna z Niceą
W 1231 roku Jan z Brienne w końcu wylądował na czele swych sił w Konstantynopolu, gdzie został koronowany na cesarza i uznany regentem Baldwina II. Państwo, w którym obejmował rządy znajdowało się jednak w opłakanym stanie. Zagrożenie ze strony Teodora wprawdzie ustało, ale łacinnicy kontrolowali w zasadzie tylko miasto i jego obrzeża. Nadal byli zagrożeni przez Nicejczyków, którzy teraz, nie mając greckiego konkurenta, chcieli w końcu odbić Konstantynopol. W 1231 roku Watatzes zawarł sojusz z Genueńczykami którzy obiecywali mu pomoc swojej floty w oblężeniu w zamian za przywileje handlowe. Szybko okazało się też, że Jan nie dostanie obiecanych funduszy, a i Wenecjanie, którzy obiecywali pomoc, nie kwapią się aby faktycznie wywiązać się z tej obietnicy. Według relacji papieskiego posła z 1234 roku, cesarstwo nie miało ani wojsk ani funduszy, a zachodni kupcy pakowali swój dobytek na statki i sposobili się do opuszczenia Wschodu. Na domiar złego dwaj najwięksi wrogowie Cesarstwa Łacińskiego, Nicejczycy i Bułgarzy zawarli sojusz w 1234 roku.
Kilka miesięcy później Watatzes odbił Galipolli z rąk Wenecjan i podporządkował sobie tereny w Tracji aż po rzekę Maricę. Bułgarzy tymczasem zaatakowali Cesarstwo Łacińskie od północy i mimo że siły Jana z Brienne odniosły kilka zwycięstw to nie zatrzymało to najeźdźców. Prawdziwym wybawicielem Cesarstwa okazał się książę Achai, Gotfryd II Villehardouin. W 1236 roku wylądował w Konstantynopolu z silną armią i flotą. Udało mu się zadać znaczne straty Grekom i zmusił ich do wycofania się. Nicejczykom nie udało się zatem odbić samego miasta i zagrożenie z ich strony zostało na razie zażegnane.

## Angelosowie po Kłokotnicy
Bitwa pod Kłokotnicą oznaczała koniec Cesarstwa Tesaloniki i doprowadziła do załamania się greckiej potęgi zbudowanej przez dynastię Angelosów. Mimo to jej przedstawicielom udało się pozostać przy władzy i ocalić część terenów przez podbojem bułgarskim. Manuel, który zbiegł ze swoimi oddziałami z rzezi zgotowanej wojskom Teodora przez Bułgarów, powrócił do Saloniki i ogłosił się władcą. Udało mu się także opanować znaczną część południowej i wschodniej Tesali, podczas gdy reszta znalazła się pod panowaniem bułgarskim. Manuelowi udało się zatrzymać Bułgarów, choć musiał uznać się za wasala Jana II Asena i poślubić jego córkę, Marię. Jego państwo stale jednak było zagrożone i dlatego też Manuel próbował układać się z papiestwem, obiecując podporządkowanie kościoła greckiego na swoich ziemiach Rzymowi. Prawdopodobnie najbardziej obawiał się Gotfryda II i Michała II, syna despoty Michała, któremu udało się objąć władzę w Epirze i próbował on odbudować potęgę państwa swojego ojca. W tym samym czasie Manuel negocjował również z Watatzesem, obiecując podporządkować się Nicei i uznać patriarchę Germanusa II za ekumenicznego.
Jednak już trzy lata później, zagrożony przez Fryderyka II, Manuel znowu próbował nawiązać kontakty z papiestwem, obiecując unię kościołów. Fryderyk chciał zająć Korfu, strategicznie ważną wyspę należącą do władcy Tesaloniki. Ostatecznie jednak negocjacje zakończyły się fiaskiem bowiem w międzyczasie doszło do zerwania unii kościelnej Rzymu z Bułgarią- papież nie miał już wpływu na Jana II Asena, suzerena Tesaloniki. Oprócz Manuela po władzę nad terenami wchodzącymi w skład państwa Teodora sięgnęli także inni przedstawiciele rodu Angelosów. Konstantynowi udało się opanować Etolię i Akarnanię, a Michał II zajął Epir. Za jego trwających blisko 40 lat Epir ponownie stał się liczącym się państwem na Bałkanach. Władza zwierzchnia Manuela nad jego krewniakami była w zasadzie teoretyczna. Żona Michała II, Teodora, uchodziła za świętą już za życia i odgrywała znaczącą rolę w dyplomacji. W 1236 roku Michał opanował Korfu i pozyskał sobie mieszkańców wyspy licznymi przywilejami. Udało mu się także nawiązać bardzo dobre stosunki z Raguzą, dzięki czemu Epir zyskał duży udział w handlu. Po śmierci Manuela, który rządził później częścią Tesali, zaanektował jego ziemie.
Teodor tymczasem przebywał w niewoli bułgarskiej i jako że został oślepiony nie mógł nawet liczyć na powrót do władzy i osobiste rządy. Po kilku latach udało mu się jednak odzyskać wolność. Był to efekt tego że Jan II Asen zakochał się w jego córce Irenie i poślubił ją w 1237 roku. Teodor natychmiast powrócił do Tesaloniki, gdzie miał jeszcze wielu zwolenników. Dzięki ich pomocy udało mu się odsunąć od władzy Manuela, który zbiegł do Azji Mniejszej. Jako ślepiec nie mógł rządzić państwem, ale udało mu się osadzić na tronie swojego syna, Jana, który również ogłoszony został cesarzem. Car bułgarski, znajdujący się pod silnym wpływem swojej nowej żony, nie ingerował w przebieg wydarzeń.
Wygnany Manuel zatrzymał się na dworze Watatzesa, gdzie został dobrze przyjęty, a cesarz nicejski uznał jego pretensje do Tesaloniki. Manuel otrzymał pieniądze i wojska, które miały pozwolić mu na odzyskanie utraconej władzy. Musiał przy tym złożyć hołd Watatzesowi i uznać go za swojego cesarza. W 1239 roku jego wojska wylądowały na terenie kontynentalnej Grecji w okolicach zatoki Volos. Wysłani wcześniej posłańcy zmobilizowali także jego stronników. Manuel zajął Farsalę, Platamonę i Larisę. Mimo obiecującego początku, na prośbę swoich braci, zgodził się na zawieszenie broni i negocjacje. Po spotkaniu z Teodorem i Konstantynem, Manuel zerwał przysięgę daną Watatzesowi i porozumiał się co do podziału ziem z braćmi. Ponadto wszyscy trzej Angelosowie zawarli przymierze z łacińskimi triarchami Negroponte i księciem Achai, Gotfrydem II. Sojusz ten był skierowany przeciwko Nicejczykom, którzy wyrośli teraz na największą, obok Bułgarii, siłę na terenach dawnego Bizancjum. Ich znaczenie i siły cały czas rosły. W 1241 roku zmarł Jan II Asen, a państwo bułgarskie znalazło się w bardzo ciężkim kryzysie. Wydawało się, że nic nie powstrzyma Nicei przed podbojem kontynentalnej Grecji. W tym samym czasie jednak we wschodniej Europie i zachodniej Azji pojawili się Mongołowie.

## Postępy Nicei
Początkowo wydawało się, że pojawienie się Mongołów przysłuży się dążeniom Watatzesa. I tak też się stało. W 1241 roku armia mongolska prowadzona przez Batu najechała na Polskę i Węgry, pokonując wojska miejscowych władców. Marsz na zachód został jednak zatrzymany, gdyż zmarł wielki chan, Ugedej i Batu liczył na objęcie po nim władzy, wobec czego powrócił do Mongolii, zabierając ze sobą główne siły. Pomniejsze oddziały mongolskie najechały Bałkany, łupiąc pomniejsze miejscowości na terenie Bułgarii, Bośni i Serbii. Chcąc wykorzystać chaos, Jan Watatzes wyruszył w 1242 roku do Europy i zaczął podporządkowywać sobie ziemie w Macedonii. Jego ostatecznym celem były Saloniki, ale po dotarciu w okolice tego miasta doszły do niego wieści o najeździe mongolskim na Azję Mniejszą. Wieści te sprawiły, że armia nicejska wycofała się. Jedynym osiągnięciem tej wyprawy przeciw Tesalonice był fakt że Jan Dukas zrzekł się tytułu cesarskiego. Watatzes wycofał się ze swoimi wojskami do Nimfeo i zawarł sojusz obronny z Turkami. Ostatecznie najazd mongolski okazał się korzystny dla Nicei, gdyż Mongołowie nie dotarli na tereny rządzone przez Watatzesa, zadali jednak duże straty jego lokalnym rywalom- Turkom z Ikonium i Trapezuntowi. Tesalonika, rządzona teraz przez despotę, nie cesarza, nie była już poważnym zagrożeniem. Gdy w 1244 roku zmarł Jan Dukas, Teodor prosił Jana Watatzesa o zatwierdzenie wyboru swojego młodszego syna, Demetriusza na nowego władcę. Pokazuje to że Angelosowie z Tesali uznawali władcę Nicei za swojego zwierzchnika.
W 1246 roku Watatzes na czele bardzo szczupłych sił przeprawił się do Europy, z zamiarem odwiedzenia swoich posiadłości w kontynentalnej Grecji. Jego sytuacja była teraz bardzo dobra. Od wschodu chronił go sojusz z Turkami. Na Zachodzie zaś miał potężnego sojusznika w postaci cesarza Fryderyka II, którego córkę, Konstancję, poślubił w 1244 roku. W czasie swojego pobytu w Tracji dowiedział się o śmierci cara bułgarskiego, Kolomana. W państwie bułgarskim panował kryzys związany z sukcesją zatem Nicejczycy w zasadzie nie posiadali godnego siebie rywala na terenach Bizancjum. Jan postanowił wykorzystać sytuację i zaatakował Seres, który szybko zdobył. Po tym sukcesie, bez większych trudności podbił większość miast w górnej części doliny Maricy. Następnie ruszył w górę rzeki Strymon i zajął tereny aż po miasto Kiustendił. Później opanował tereny współczesnej Macedonii, zajmując Skopje, Sztip, Prilep, Wełes i Pelagonię. W mniej niż trzy miesiące niemal cała południowo-zachodnia część caratu bułgarskiego dostała się w ręce Jana III.
W połowie listopada 1246 roku Watatzes obozował z armią w okolicach Melnika, planując powrót do Azji Mniejszej na czas zimy. Do jego obozu przybyło jednak poselstwo z Tesaloniki. Znaczna część tamtejszych możnych miała dość nieudolnych rządów despoty Demetriusza i zawiązała spisek który miał na celu jego obalenia. Posłowie poprosili Nicejczyków o interwencję, obiecując w zamian uznać władzę Watatzesa. Wojska nicejskie, mimo że nie były liczne, ruszyły na Saloniki. Miasto posiadało potężne fortyfikacje i było dobrze obsadzone, ale dzięki współpracy ze spiskowcami, Jan III zajął je. Irena, wdowa po Janie II Asenie, ubłagała cesarza nicejskiego aby nie oślepiał jej brata. Wyprawa z 1246 roku zakończyła się więc ogromnym sukcesem. Jan III nie tylko zdobył znaczne tereny w Tracji, Tesali, Macedonii i Bułgarii, ale także podporządkował sobie Saloniki, miasto znacznie większe i ludniejsze niż Nicea.

## Próby ratunku Cesarstwa
Po zwycięstwie nad koalicją bułgarsko-nicejską w 1236 roku, łacinnicy podpisali dwuletni rozejm ze swoimi rywalami. Sukces ten nie oznaczał jednak, że sytuacja Cesarstwa Łacińskiego uległa poprawie. Tak naprawdę jego dalsze istnienie było zależne od pomocy z Europy i wsparcia księstwa Morei. To przecież dzięki odsieczy prowadzonej przez Gotfryda II łacinnikom udało się ocalić Konstantynopol. W 1240 roku papież Grzegorz IX, udzielił dyspensy Gotfrydowi II, zwalniając go ze ślubu zobowiązującego księcia Morei do wzięcia udziału w wyprawie do Ziemi Świętej, pod warunkiem że będzie pomagał Cesarstwu Łacińskiemu. W 1237 roku zmarł sędziwy Jan z Brienne, a jego następcą został młody Baldwin II z Courtenay. Na razie nie musiał on mierzyć się z Niceą, gdyż Jan III zajęty był walkami z Angelosami i nie był jeszcze pewny co do kondycji Bułgarii. W 1241 roku zawarto kolejny, dwuletni rozejm. W 1244 roku Jan zaproponował Baldwinowi kolejne zawieszenie broni, tym razem roczne.
W międzyczasie papież Grzegorz IX podejmował różnego rodzaju kroki aby ocalić upadające państwo. W 1238 roku zarządził, że wszyscy łacińscy duchowni na terenie Grecji mają zapłacić specjalny podatek, na który składały się: jedna trzecia wartości wszystkich dóbr ruchomych i trzecia część rocznych dochodów. Papież apelował również do hrabiego Mateusza, który rządził Kefalonią i Zante. Przypominał mu, że obrona Konstantynopola to także jego obowiązek, bo wraz z ewentualnym upadkiem miasta Grecy na pewno będą próbowali odbić także jego wyspy. Rok później papież ponownie nałożył specjalny podatek na duchowieństwo łacińskie. Wszystkie te zabiegi nie zmieniały jednak niekorzystnej sytuacji.
Zachód był zajęty swoimi sprawami i poza paroma ośrodkami, nigdy nie poświęcał szczególnej uwagi łacinnikom w Grecji. Na przykład śmierć cesarza Henryka Flandryjskiego nie wywołała takiego poruszenia w łacińskiej Europie jak w Grecji. Papiestwo, po tym jak stało się jasne, że realna unia kościołów to mrzonka, a Cesarstwo Łacińskie nie jest w stanie zmusić Greków do uległości, również straciło zapał. Ponadto papieże mieli też inne problemy, takie jak na przykład spór z Hohenstaufami i rywalizacja o prymat na Zachodzie. Cesarz Baldwin II pokładał szczególną nadzieję we Francji i królu Ludwiku IX, znanego z zainteresowania sprawami Wschodu. Ludwik roił jednak o krucjacie która wyzwoli Ziemię Świętą i mimo że okazywał sympatię łacinnikom w Grecji to jego celem była Jerozolima, a nie Konstantynopol. Zachód nie kwapił się zatem żeby w sposób zdecydowany zainterweniować w obronie zagrożonego cesarstwa. Łacińscy baronowie w Konstantynopolu byli słabi i nieliczni. Grecy nie poczuwali się do odpowiedzialności za kadłubowe państewko i nie uważali go za swoje. Nie znaczy to wprawdzie, że współpracowali z Niceą, ale byli po prostu bierni.

## Łacinnicy na południu
W 1229 roku zmarł Gotfryd Villehardouin, a władzę objął jego syn i imiennik. Najbardziej palącym problemem nowego władcy był konflikt z duchowieństwem łacińskim. Sprawę udało się rozwiązać dzięki mediacji papieża Honoriusza III. W wyniku negocjacji podpisano konkordat, który jasno określał wzajemne obowiązki kościoła i władzy świeckiej. Przy okazji ustalono również oficjalny status kościoła greckiego. Księstwo Morei było silnym i bogatym państwem o czym świadczą choćby sumy jakie przeznaczył Geoffrey II na pomoc zagrożonemu cesarzowi łacińskiemu. Gdy w 1235 roku Konstantynopol został najechany przez połączone siły bułgarsko- nicejskie to właśnie siły księstwa Morei odegrały kluczową rolę w uratowaniu oblężonego miasta. W zamian za odsiecz, cesarz łaciński oddał Gotfrydowi zwierzchność nad księstwem Archipelagu, Euboią (która tak naprawdę była rządzona przez Wenecjan, ale w teorii podlegała Konstantynopolowi) i markizatem Bodonitzy. Księstwo Morei stało się najsilniejszym państwem łacińskim w Grecji i to do Geoffreya o pomoc zwracali się cesarze łacińscy gdy ich stolica była zagrożona. Zwierzchność Villehardouina uznawał także Mateusz, hrabia Kefalonii i Zante, oraz, przez pewien czas, Michał II z Epiru.
Otton de la Roche, książę Aten, powrócił w 1225 roku do rodzimej Burgundii, powierzając władzę w Grecji swojemu bratankowi, Guyowi. Jego siedzibą były Teby, które w owym czasie prężnie się rozwijały. Cały czas działał tu przemysł jedwabniczy, a handlem zajmowali się głównie Genueńczycy i Żydzi, którzy licznie zamieszkiwali to miasto. Na rządach Guya korzystali również Grecy, których władca ten traktował życzliwie, a kościół grecki nie spotykał się z żadnymi prześladowaniami ze strony władz. Guy nie brał udziału w wyprawach przeciwko Grekom i Bułgarom, konsekwentnie odmawiał papieskim prośbom. Jego największym zmartwieniem była rosnąca presja ze strony despoty Epirskiego, a teraz cesarza, Teodora Angelosa, która skończyła się jednak wraz z Kłokotnicą.
W 1246 roku zmarł Geoffrey II Villehardouin, a księciem Achai został jego brat Wilhelm. W czasie swoich ponad trzydziestoletnich rządów
władca ten odegrał bardzo istotną rolę w historii Grecji, mając znaczący wpływ na niemal wszystkie ważniejsze wydarzenia. Był on pierwszym przedstawicielem swojej dynastii urodzonym w Grecji i władającym płynnie greką. Przez kronikarzy chwalony był za rycerskość i odwagę. Jego pierwszym posunięciem jako księcia była próba podporządkowania sobie Monemwazji, która nadal pozostawała w rękach greckich; co więcej, drogą morską utrzymywała nieustającą łączność z Cesarstwem Nicejskim. Wilhelm zapewnił sobie kontyngenty od wszystkich swoich wasali, w tym od księcia Aten, triarchów Negroponte i władców Cyklad. W przeciwieństwie do swoich poprzedników wiedział, że Gibraltaru Grecji nie da się zdobyć bez pomocy floty. W tym celu zawarł porozumienie z Wenecją, która użyczyła mu swoich okrętów. Mimo to oblężenie trwało aż trzy lata i nie zakończyło się zwycięstwem żadnej ze stron, a obopólną ugodą- Grecy rządzący Monemwazją w zamian za uznanie władzy Wilhelma, mogli zachować wszystkie swoje prawa, dobytek i przywileje, a na dodatek nie byli zobowiązani do służby wojskowej poza morzem, gdzie jednak musieli otrzymywać zapłatę.
Wilhelmowi udało się również podporządkować sobie niepokornych Tzakonów, którzy od czasów łacińskiego podboju pozostawali w zasadzie niezależni i cały czas swoimi łupieżczymi rajdami dawali się we znaki nowym władcom Peloponezu. Ostatnim, niezależnym elementem w księstwie Morei byli Słowianie z Taygetos i górale z Mainy. Aby ich sobie podporządkować, Wilhelm stworzył cały system fortyfikacji okalający zamieszkałe przez nich tereny. Słowiańscy górale, odcięci od świata zewnętrznego uznali władzę księcia Morei i obiecali służbę w jego armii w zamian za zwolnienie ze wszystkich innych obowiązków feudalnych. Mimo ustaleń, górale nadal co jakiś czas urządzali łupieżcze wyprawy na okoliczne tereny. Miejscowy łaciński biskup otrzymał nawet od papieża zgodę na przebywanie we Włoszech z obawy przed najazdami.
Za rządów Wilhelma księstwo Morei przeżywało swój rozkwit i stało się sławne w całym łacińskim świecie jako ośrodek kultury rycerskiej. Odbywało się w nim wiele turniejów, a jego szlachetnie urodzeni mieszkańcy słynęli z umiejętności bojowych i rycerskiego obycia. Według źródeł książę Achai dysponował około tysiącem rycerzy. Oprócz wasali, na dworze Wilhelma znajdowało się wielu rycerzy francuskich, którzy zwabieni romantyczną legendą państwa krzyżowców przybywali na wschód, mając nadzieję na zdobycie sławy i zasłużenie się w walkach o wiarę. Rozkwitał również handel, a Andravida była często odwiedzana przez kupców z Florencji i Sieny. Wilhelm zaczął bić własną monetę, dając tym samym wyraz swojej zamożności i niezależności.

## Śmierć Watatzesa
Przed powrotem do Azji Mniejszej w 1247 roku Watatzes mianował namiestników swoich nowych, europejskich posiadłości. Znaleźli się wśród nich Andronik Paleolog i jego syn Michał, późniejszy cesarz, który otrzymał Seres i Melnik. Obecnie jedynym zagrożeniem dla nicejskiej hegemonii w północnej i środkowej Grecji był Epir Michała II. W 1251 roku, Teodor Angelos, żyjący od momentu odzyskania wolności w Wodenie, namówił swojego krewniaka na otwarte wystąpienie przeciwko Watatzesowi. Odpowiedź Nicei była bardzo szybka i kampania z 1252 roku sprawiła, że Epir utracił znaczną część posiadłości w Zachodniej Macedonii i Albanii. Michał II, oprócz uznania zwierzchnictwa Jana III musiał również wydać starego Teodora, który został przewieziony do Azji Mniejszej, gdzie spędził resztę życia w więzieniu.
Wydarzenia we Włoszech sprawiły, że papiestwo nie mogło poświęcać tyle środków i uwagi Cesarstwu Łacińskiemu. Watatzes wiedział, jak bardzo kościołowi rzymskiemu zależy na unii kościołów i uznaniu zwierzchności Rzymu. Dlatego też, aby bardziej osłabić łacinników w Grecji, był gotowy na negocjacje w tej sprawie. Prawdopodobnie przez bardzo długi czas nosił się z zamiarem rozpoczęcia rozmów, lecz dopóki żył Fryderyk II, jego stronnik i rywal papiestwa, nie mógł tego zrobić, aby nie zaszkodzić swojemu przymierzu z Hohenstaufami. W czasie pontyfikatu papieża Innocentego IV doszło do pierwszych rozmów i wymiany poselstw oraz listów. Patriarcha nicejski Manuel II zgłosił gotowość do zawarcia pełnej unii kościelnej, ale zastrzegał, że będzie to możliwe dopiero po rozwiązaniu kwestii spornych. Ostatecznie Grecy zaproponowali, że jeśli łacinnicy wycofają się z Konstantynopola i oddadzą miasto w ręce Jana III, a tron patriarszy Manuelowi II, oni ze swojej strony uznają zwierzchność papiestwa jako najważniejszego biskupa chrześcijaństwa. Ponadto kler grecki będzie mógł odwoływać się do papieża w razie konfliktów wewnątrz kościoła greckiego lub problemów ze strony świeckich rządów. Papieskie orzeczenia będą wiążące i papież będzie mógł kształtować greckie prawo kanoniczne. Papież będzie także mógł przewodzić wszystkim synodom. Jedyne, czego domagali się Grecy, to prawo do własnej interpretacji pochodzenia Ducha Świętego. Jan Watatzes był w zasadzie gotów poświęcić niezależność greckiego kościoła w zamian za Konstantynopol.
Innocenty IV był gotowy przystać na te warunki, ale zmarł w 1254 roku. Jego następca, Aleksander IV, zaraz po wybraniu wyraził troskę o dalszy los Cesarstwa Łacińskiego i rozesłał listy do wielu władców z zachodniej Europy, apelując w nich o pomoc dla łacinników w Grecji. Głębsza analiza jego polityki względem Wschodu pokazuje jednak, że papież ten nie był specjalnie zainteresowany sprawami greckimi. Jest bardzo prawdopodobne, że Aleksander próbował porozumieć się z Grekami, ale problem polegał na tym, iż nie bardzo miał on z kim negocjować. W lutym 1254 roku Jan III zmarł, a jego syn i następca, Teodor II Laskarys, nie popierał ugodowej polityki ojca względem Rzymu. Uważał on, że do unii może dojść tylko przy uznaniu równych praw obydwu kościołów.

## Teodor II Laskarys
Śmierć Jana III i koronacja Teodora II, który cierpiał na epilepsję w bardzo ostrej postaci, wydała się znakomitą okazją do ekspansji dla Michała II z Epiru i Michała Asena, który władał Bułgarią. W krótkim czasie Bułgarom udało się zając znaczną część europejskich posiadłości Laskarysa. Wieści o tym wywołały zamieszanie w Nicei. Teodor, znany z erudycji i wykształcenia, okazał się być także zdolnym wodzem. Mimo sprzecznych opinii doradców, zdecydował się na szybką kampanię. Regentem mianował Jerzego Muzalona, a sam wyruszył na czele wojsk do Adrianopola. Udało mu się zaskoczyć bułgarską amię i została ona rozbita w zasadzie bez walki. Cała wyprawa przebiegała pomyślnie i Grecy odbijali kolejne miasta i twierdze z rąk Bułgarów. Zimą 1255 roku Teodor powrócił do Azji Mniejszej i odbył triumf. Wiosną 1256 roku zebrał bardzo silną armię i ponownie przeprawił się przez Hellespont. Na samym początku kampanii udało mu się pokonać Kumanów, sojuszników Asena, którzy regularnie najeżdżali i łupili nicejskie posiadłości. Bułgarzy unikali otwartej bitwy, cały czas cofając się. Ostatecznie doszło do rokowań i zawarcia porozumienia na mocy którego obydwie strony wracały do granic sprzed konfliktu.
Klęską Bułgarii sprawiła, że Michał II, który w porozumieniu z Serbami i Albańczykami planował atak na Niceę, zawiesił swoje plany. Wiedząc, że Teodor II przebywa z bardzo silną armią w Tracji, wysłał swoją żonę z synem, Niceforem w celu zawarcia sojuszu. Przypieczętowaniem przymierza miał być ślub Nicefora z Marią, córką Laskarysa. Cesarz nicejski przedstawił swoje warunki i zażądał od Teodory, żony Michała, pisemnej zgody na przekazanie Durazzo i Serwii. Teodora, chcąc nie chcąc, musiała na to przystać. Michał II również nie miał dużego pola manewru, jako że jego żona i syn byli teraz de faco zakładnikami Teodora.
W czasie pobytu w Salonikach, do Teodora doszły wieści o tym że Michał Paleolog, pełniący wówczas urząd namiestnika Bitynii, zbiegł do Turków. Cesarz, przy atakach złości, często groził Michałowi, że go oślepi. Paleolog został ciepło przyjęty przez Sułtana Ikonium, który powierzył mu rolę dowódcy chrześcijańskich oddziałów, wspierających sułtanat w walce z mongolskimi najeźdźcami. Kolejny najazd mongolski na Azję Mniejszą sprawił, że Teodor wycofał się z większością sił z Europy, powierzając administrowanie tą częścią swojego państwa Jerzemu Akropolicie. Mimo formalnego zawarcia sojuszu, Michał II cały czas spiskował przeciwko Teodorowi. W czasie pobytu w Prilepie, Akropolita dowiedział się, że wojska Konstantyna Chabarona, jednego z generałów nicejskich, zostały oblężone przez Epirotów. Jednocześnie doszło do rebelii plemion albańskich, a Stefan Urosz stanął po stronie Michała II. Cesarz był jednak zbyt zajęty sprawami na Wschodzie, gdzie armia turecka została rozbita przez Mongołów, a sułtan Kaj Chusrau II, zbiegł na tereny zajmowane przez Greków i prosił o tymczasowy azyl. Razem z tureckimi uciekinierami do Nicei powrócił Michał, który uzyskał cesarskie przebaczenie.
Krótko po powrocie Paleolog został mianowany wodzem wojsk, które Teodor wysłał na odsiecz swoim poddanym w Europie. Armia ta nie była jednak zbyt liczna, a jej wartość bojowa była bardzo niska. W międzyczasie sytuacja wojsk nicejskich w Grecji kontynentalnej uległa znacznemu pogorszeniu. Główne oddziały zostały odcięte w twierdzy Prilep, a Serbowie łupili okolice. Michał Paleolog przyłączył się ze swoimi oddziałami do wojsk Michała Laskarysa, wuja cesarza. Rozbili oni obóz w Wodenie, gdzie zostali zaatakowani przez przeważające siły prowadzone przez Teodora, syna Michała II z Epiru. Brawurowe kontrnatarcie prowadzone przez Paleologa doprowadziło do rozbicia epirskiej armii. Armia nicejska ruszyła pod Prilep, na ratunek oblężonemu garnizonowi. Gdy byli już bardzo blisko miasta zdali sobie jednak sprawę z olbrzymiej dysproporcji sił i wycofali się, pozostawiając oblężonego Akropolitę.
Michałowi II udało się w końcu opanować to miasto, dzięki stronnikom, których miał wśród mieszkańców. Jerzy został pojmany i przewieziony do Arty. Po upadku Prilepu wielu wodzów nicejskich skapitulowało przed Michałem i przeszło na jego stronę. Epirowi udało się opanować znaczną część zachodniej Macedonii. Obawiając się lojalności Michała Paleologa, Teodor II nakazał go aresztować i odesłać do Azji Mniejszej. Przy okazji próbował nakłonił patriarchę Arseniusza do ekskomunikowania władcy Epiru, ale interwencja Nicefora Blemmydesa sprawiła, że ostatecznie do tego nie doszło. Niedługi czas po tym Teodor II zmarł. Miało to miejsce w sierpniu 1258 roku. Jego syn i następca, Jerzy IV, miał zaledwie osiem lat. Regentem miał zostać Jerzy Muzalon, ale znajdował się on w ostrym konflikcie z nicejską arystokracją, która czuła się zagrożona przez reformy Teodora II i jego dworu. Dziewięć dni po śmierci cesarza odbyła się ostateczna ceremonia pogrzebowa. Muzalon został zamordowany w trakcie jej trwania, razem ze swoimi braćmi i wieloma stronnikami. Michał Paleolog wykorzystał tę sytuację i dzięki sporej popularności na dworze został w końcu uznany za współrządcę Jana IV.

## Wojna o sukcesję eubejską
W 1255 roku zmarła żona Wilhelma, która była jednym z triarchów Negroponte. Wilhelm uznał, że jako mąż dziedziczy tytuł po swojej żonie i zgłosił swoje roszczenia. Książę Morei był de iure suzerenem wyspy. Jednak jego plany zostania jednym z triarchów i osobistego przejęcia posiadłości zmarłej żony nie podobały się ani pozostałym triarchom ani Wenecji która de facto kontrolowała wyspę. Gugielmo de Verona, mąż siostrzenicy Wilhelma, razem z drugim triarchą, Narzotto dalle Carceri zawiązali sojusz i na spornej baronii obsadzili Grapellę, siostrzeńca Gugielmo. Poparła ich Wenecja, która ogłosiła, że w razie konfliktu weźmie stronę triarchów.
Książę Achai zajął północną baronię, należącą do zmarłej żony i wykorzystał ją jako swoją bazę wypadową. Jego siły były na tyle znaczne, że zbuntowani triarchowie nie podjęli walki. Wilhelm postawił ich przed sądem feudalnym, jako swoich wasali. Zostali oni aresztowani i uwięzieni. Ich rodziny i stronnicy zwrócili się wówczas do Wenecji z prośbą o interwencję. Wenecki baliw poprosił Republikę o interwencję, ale w międzyczasie wojska księstwa Achai zajęły już Chalkis. Weneckie oddziały przysłane na wyspę odbiły miasto, ale jeszcze dwukrotnie zmieniło ono właściciela, zanim ostatecznie opanowali je Wenecjanie. W międzyczasie konflikt zdążył rozprzestrzenić się na niemal całą łacińską Grecję. Inni władcy łacińscy obawiali się rosnącej siły księstwa Morei i nie bali się, że jeśli Wilhelmowi uda się pokonać Wenecjan, stanie się dominującą siłą w regionie i narzuci swoją władzę również im. Po stronie buntowników opowiedzieli się zatem Wilhelm de la Roche, baron Veligosti i Damali (nominalny wasal księstwa Achai); Guy I de la Roche, książę Aten (który jako baron Naupli i Argos również był wasalem Wilhelma Villehardouina); Tomasz II ze Stromoncourt, senior Salony; Ubertino Pallavicini, markiz Bodonitzy; Geoffroy de Bruyeres, baron Karytainy.
Zaniepokojony konfliktem papież Aleksander IV, który obawiał się, że wojna doprowadzi do wzmocnienia Greków, zaapelował do Wilhelma II o uwolnienie więzionych baronów, co też książę Achai uczynił. Mimo że większość panów łacińskich wystąpiła przeciwko niemu, nie był on osamotniony. Po jego stronie opowiedzieli się bowiem Genueńczycy którzy dostrzegli w konflikcie szansę na osłabienie pozycji Wenecjan w handlu na Morzu Śródziemnym. Genueńska flota regularnie wspierała lądowe siły księstwa Achai, znacznie zwiększając ich mobilność i skuteczność. Wilhelm II prowadził działania wojenne w sposób zdecydowany, nie dawał swoim przeciwnikom chwili wytchnienia i atakował zarówno Wenecjan, jak i ich sojuszników. W 1258 roku najechał księstwo Aten z zamiarem całkowitego podporządkowania sobie Guya de la Roche. Wojska achajskie spotkały się z siłami koalicji w okolicach przełęczy nieopodal góry Karydi. Walki zakończyły się druzgocącą porażką Ateńczyków, a ich książę został zmuszony do ucieczki i pozostawienia znacznej części swoich sił.
Guy zbiegł do Teb, a Wilhelm na czele wojsk podążył jego śladem, chcąc ostatecznie pokonać rywali. Arcybiskup Teb wystosował jednak apel do księcia Aten o wstrzymanie działań wojennych i wezwanie to bardzo chętnie podchwycili rycerze Wilhelma. Greccy łacinnicy byli bowiem często ze sobą skoligaceni, a zatem w tej wojnie zmuszeni byli do walki przeciwko swoim krewnym i powinowatym. Guy zaproponował pokój i obiecał stawić się przed sądem baronów achajskich. Wilhelmowi, wobec sprzeciwu wielu rycerzy z jego armii, nie pozostawało nic innego jak przystać na te warunki. Sąd nad Guyem odbył się w Nikli, gdzie jednak baronowie mający wydać wyrok orzekli, że nie, jako że nie są wasalami księcia Aten nie mogą go sądzić. Zaproponowali żeby wyrok wydał Ludwik IX, król Francji, mający bardzo duże poważanie wśród greckich łacinników. Wilhelm nie miał innego wyjścia jak tylko przyjąć orzeczenie sądu. Guy udał się zatem w długą i kosztowną podróż do Francji gdzie stanął przed obliczem Ludwika i został osądzony przez parlament paryski. Zebrani tam możni orzekli, że konieczność przebycia drogi dzielącej Grecję i Paryż jest wystarczającą karą za występki Guya. Przy okazji król Ludwik potwierdził tytuł książęcy władcy Aten i Teb. Sąd baronów achajskich obszedł się również bardzo łagodnie z Geoffroyem de Bruyeres. Rycerz ten był bezpośrednim wasalem księcia Achai i jako buntownik musiał liczyć się z bardzo ciężkimi karami. Zebrani baronowie zmusili jednak Wilhelma do pozostawienia de Bruyeresa jako barona Karytainy.
Po rozbiciu koalicji łacińskich władców, mimo braku nabytków terytorialnych, Wilhelm odniósł kolejny sukces. Udało mu się bowiem pokonać Wenecjan i zająć Orei. Doża wenecki upoważnił nawet baliwa w Negroponte do zawarcia pokoju z księciem Morei. Tymczasem jednak sytuacja uległa bardzo gwałtownej zmianie, a triumfujący Wilhelm znalazł się w bardzo ciężkim położeniu.

## Pelagonia
Po śmierci Teodora II Laskarysa, panowanie nicejskie w zachodniej części Grecji załamało się. Michał II z Epiru opanował większość ziem cesarstwa na zachód od Wardaru i szykował się do ataku na Saloniki. Jego plany zostały jednak pokrzyżowane przez Manfreda Sycylijskiego. W 1257 roku, rzeczony Manfred, książę Tarentu, dziedzic królestwa Sycylii, zaatakował i zajął większą część albańskiego i epirskiego wybrzeża, wraz z wyspami należącymi do despotatu na Adriatyku. Michał, wiedząc, że nie jest w stanie skutecznie przeciwstawić się wojskom Manfreda zaoferował mu sojusz i rękę swojej córki, Heleny. Władca Sycylii zgodził się na to, gdyż dawało mu to prawa do zajętych przez niego ziem. W 1258 roku wysłał duża flotę i silną armię, dowodzoną przez Filipa Chinarda, który został mianowany wcześniej gubernatorem greckich posiadłości Manfreda. Zadaniem Filipa było wsparcie Epiru w walce z Nicejczykami.
Po zawarciu sojuszu z Manfredem, Michał II pozyskał kolejnego potężnego sojusznika- Wilhelma, księcia Achai. Oddał mu rękę swojej drugiej córki, Anny. Wiano Anny obejmowało 60 000 hyperpyronów oraz posiadłości ziemskie w południowej Tesali. W grudniu 1258 roku Michał II spotkał się z Wilhelmem i ustalili, że po wspólnej kampanii przeciwko Cesarstwu Nicei Epir otrzyma region znany jako Wielka Wołoszczyzna, a księstwo Morei pozostałe tereny wchodzące niegdyś w skład królestwa Tesaloniki. Wracając z Achai, Michał poinformował Manfreda o ustaleniach i poprosił o pomoc wojskową. Wilhelm natomiast zwołał pod broń wszystkich swoich wasali, ogłaszając, że mają być gotowi na wyprawę na wiosnę.
Sytuację próbowali wykorzystać łacinnicy z Konstantynopola, którzy w zamian za działania na rzecz Nicei próbowali uzyskać od Michała VIII terytoria leżące wokół stolicy. Cesarz nicejski nie tylko nie odstąpił swoich ziem, ale zagroził wojną jeśli Baldwin II nie zapłaci znacznego trybutu. Znając siłę koalicji, Paloeolog próbował układać się z jej członkami. Wysłał poselstwo do Michała II, Manfreda i Wilhelma z Villehardouin. Michał II odmówił zwolnienia przetrzymywanych jeńców i oznajmił, że nie ma zamiaru paktować. Manfred i Wilhelm również odmówili negocjacji. Michał VIII poprosił wówczas o interwencję papieża Aleksandra IV, ale i to poselstwo nie przyniosło oczekiwanych rezultatów. Wojna była zatem nieunikniona.
Cesarz nicejski wzmocnił swoje wojska w Europie, wysyłając nowe oddziały dowodzone przez swojego brata, teraz noszącego tytuł sebastokratora, Jana Paleologa. Towarzyszyli mu Aleksy Strategopulos i Jan Raoul Petralifas. Ich głównym zadaniem była obrona Saloniki. Próbowali posuwać się w głąb terytoriów zajętych przez Epir, ale ich postępy zostały zatrzymane przez Jana Dukasa, nieślubnego syna Michała II, który miał pod swoją komendą liczne oddziały wołoskie. Michał VIII zdał sobie sprawę, że potrzebuje znacznie liczniejszych wojsk i zaczął szukać najemników wśród Turków, Kumanów, Bułgarów, Serbów, a nawet w Rzeszy. Udało mu się zaciągnąć znaczne oddziały z Bałkanów, Węgier, Azji Mniejszej i Niemiec. W międzyczasie, wiosną 1259 roku, Jan Paleolog odniósł znaczący sukces, zaskakując armię epirska w okolicach Kastorii. Armii Michała II udało się wprawdzie uciec i nie została całkowicie rozbita, ale poniosła duże straty i musiała wycofać się do starego Epiru. Jan następnie zajął znaczne tereny okupowane przez Epirotów, w tym Ochrydę, Deabolis, Prespę i Pelagonię. W praktyce cała zachodnia Macedonia znalazła się w rekach Nicejczyków. Inne źródła podają, że Jan zajął również znaczną część starego Epiru i Albanii w tym Berat i Kaninë. Michał II musiał wycofać się w okolicy Avlony, gdzie oczekiwał na wojska swoich sojuszników.
Zarówno Manfred, jak i Wilhelm odpowiedzieli na wezwania swojego epirskiego sojusznika. Władca Sycylii wysłał armię w skład której wchodziło czterystu ciężkozbrojnych jeźdźców. Gregoras twierdzi, że Manfred objął osobiste dowództwo, ale wydaje się to raczej mało prawdopodobne. Pewne jest natomiast, że książę Morei osobiście przewodził swoim wojskom, a na wyprawę zmobilizował niemal wszystkie swoje siły. Wojska achajskie wkroczyły na tereny despotatu w okolicy Nafpaktos i ruszyły do Arty. Tam doszło do spotkania sojuszników i połączone siły koalicji antynicejskiej ruszyły przez Kaninë do południowej Tesali, unikając przedwczesnego spotkania z armią Jana Paleologa. W międzyczasie siły łacinników z Aten i Teb, senioratu Salony, Triarchii Negroponte i księstwa Archipelagu minęły Grawię i Sideroportes i również znalazły się w południowej Tesali w okolicach Neopatras, gdzie rządził Jan Dukas, nieślubny syn despoty Epiru. Do połączenia się z głównymi siłami koalicji doszło w okolicach równiny Trachinian.
Po zebraniu całej armii doszło do narady wojennej przywódców, na której zadecydowano, że koalicja nie będzie tracić czasu na zdobywanie silnie ufortyfikowanych fortec, a zamiast tego należy dążyć do walnej bitwy z Nicejczykami i jak najszybszego rozbicia ich głównych wojsk. Sprzymierzone siły ruszyły na Serwię, gdzie udao im się dowiedzieć, że sebastokrator Jan przebywa ze swoją armią w okolicach Ochrydy i Pelagonii. Mając nadzieję na szybkie rozstrzygnięcie konfliktu, wojska koalicji ruszyły w tym kierunku. Ciężko jest dokładnie oszacować liczebność obydwu armii. Nie wiadomo na ile dokładne są źródła, a poza tym liczba żołnierzy ulegała ciągłym zmianom z powodu dezercji, śmierci z powodu chorób i ran odniesionych w wyniku potyczek. Na korzyść Nicejczyków przemawiał na pewno fakt, że armia przeciwnika była bardzo niejednorodna i nie miała jednolitego dowództwa. Oddział przysłany przez Manfreda miał swojego wodza. Wilhelm przywiódł ze sobą oddziały z różnych państw łacińskich, nierzadko ze sobą skłóconych i każdy z nich również miał osobnego dowódcę. Armia epirska składała się w dużej mierze z najemników i kontyngentów przysłanych przez Albańczyków, Serbów i Bułgarów. Jan Dukas stał na czele oddziałów wołoskich. Brak powszechnie uznanego przywódcy był potencjalnie bardzo niebezpieczny.

### Walki
Obydwie strony bardzo dokładnie szykowały się do bitwy. Do spotkania doszło w dolinie Pelagonii. Jan Paleolog obawiając się frontalnego starcia z ciężkozbrojną konnicą łacińską ustawił swoje główne siły na wzniesieniach i uderzył na przeciwnika oddziałami kumańskimi i tureckimi, złożonymi z lekkozbrojnych, konnych łuczników. Zasypywali oni wroga strzałami i wycofywali się gdy ten próbował doprowadzić do bezpośredniego starcia. Do pierwszych walk doszło w okolicach miejsca znanego jako Borilla Longos. Konni nicejscy łucznicy bezustannie nękali wypadami wojska wroga, zarówno w dzień, jak i w nocy. Straty spowodowane ich atakami sprawiły, że Michał II postanowił wycofać swoje oddziały i próbował przebić się w stronę Prilepu. Jego armia została jednak zatrzymana, a on sam zbiegł pod osłona nocy. Gdy wieści o jego ucieczce rozeszły się w obozie, zdemoralizowani Epiroci zaczęli dezerterować na masową skalę, potęgując chaos i obniżając morale sojuszników. Wielu wodzów epirskich przeszło ze swoimi oddziałami do o obozu nicejskiego i przysięgło wierność Michałowi VIII. Tak samo uczynił bastard Jan Dukas. Ten przebieg wydarzeń pochodzi z relacji Akropolity.
Inaczej mówi jednak relacja Jerzego Pachymeresa. Według niego doszło do sporu między baronami księcia Achai, Wilhelma a Janem Dukasem. Miał on zostać ciężko znieważony przez fakt, że wielu z nich zaczęło zalecać się do jego żony. Jan zaczął im grozić przez co doszło do eskalacji sporu. Poproszony o interwencję Wilhelm wypomniał Janowi jego pochodzenie z nieprawego łoża. W wyniku tego konfliktu Jan Dukas nawiązał sekretne kontakty z wodzem nicejskim i w zamian za gwarancje bezpieczeństwa dla ojca i brata, zaoferował przyłączenie się do ataku na koalicję. Po otrzymaniu gwarancji Jan Dukas przekonał Michała II do wycofania się i zaatakował od tyłu wojska łacińskie. Zdradzeni Frankowie znaleźli się w potrzasku i wielu z nich zginęło w walkach, a wielu innych dostało się do niewoli, na czele z księciem Wilhelmem i wieloma baronami księstwa Achai. Jeńcy zostali następnie wysłani na dwór cesarza nicejskiego. Niezależnie od tego, która z wersji jest prawdziwa, wiadomo że Wilhelm, gdy zorientował się w sytuacji, próbował wycofać swoje siły. Akropolita podaje że książę zbiegł do Kastori, gdzie jednak został odnaleziony i pojmany. Do niewoli dostało się także wielu żołnierzy Manfreda i innych panów łacińskich. Oni również zostali wysłani do Nicei. Wieści o druzgocącym zwycięstwie wojsk Michała VIII szybko obiegły Europę i Zachodnią Azję.
Zaraz po bitwie wojska nicejskie pomaszerowały przez Tesalię, zajmując napotkane miasta i twierdze. Jan Paleolog rozbił swój obóz w Neopatras. W międzyczasie Aleksy Strategopulos i Jan Rauol, przekroczyli góry Pindos, oblegli Kaninë i zajęli Artę, stolicę despotatu, gdzie uwolnili przy okazji Jerzego Akropolitę. Relacje między Grekami z Nicei, a tymi z Epiru nie były jednak zbyt dobre, mało kto witał wojska Michała VIII jako wybawicieli. Akropolita przyznaje, że dochodziło do rabunków i gwałtów. Tymczasem Jan Paleolog przekroczył Liwadię i zajął Teby, stolicę państwa należącego do rodu de la Roche. Po wycofaniu się głównych sił greckich z Neopatras, Jan Dukas, zbiegł od swoich nowych sojuszników i schronił się na Kefalonii, gdzie przebywał jego ojciec.

### Skutki
Bitwa pod Pelagonią miała duże znaczenie w dalszych dziejach łacinników w Grecji. Wszyscy wrogowie Michała VIII zostali pokonani i wielu z nich dostało się do niewoli. Losy Cesarstwa Łacińskiego były już przesądzone, a Konstantynopol został zajęty przez Stategopulosa dwa lata później. Bitwa złamała potęgę księstwa Achai, które teraz musiało przejść do defensywy. Paradoksalnie nie doszło jednak do zniszczenia państwa epirskiego, mimo że krótko po zwycięstwie wojska nicejskie zajęły znaczną część ziem należących do Michała II, a on sam musiał uciekać na Kefalonię.

### Walki w Epirze
Angelosom udało się utrzymać strategicznie ważną fortecę, Wonitzę, leżącą na południowym wybrzeżu zatoki Arty, której użyto później do odbicia Epiru. Grabieże i złe traktowanie miejscowych Greków sprawiły, że pozostali oni oddani swoim starym władcą i już rok po Pelagonii, Angelosowie na powrót rządzili w Epirze. Zimą 1259 roku, Nicefor, syn Michała II, udał się do Włoch aby spotkać się z papieżem Aleksandrem IV i Manfredem Sycylijskim. Manfred zgodził się na wysłanie kolejnych oddziałów swoim sojusznikom. Jego wojska, dowodzone przez Nicefora, wylądowały w Grecji w 1260 roku i młodemu despocie udało się pokonać armię nicejską w bitwie pod Tricoryphus, nieopodal Salony. Nicejczycy ponieśli ciężkie straty, a Aleksy Strategopulos dostał się do niewoli. Nicefor zmusił Nicejczyków do wycofania się ze świeżo zajętych terytoriów należących wcześniej do Epiru. Michał VIII ponownie wysłał swojego brata, Jana Paleologa, aby uniemożliwić Niceforowi zajęcie Macedonii.
W 1262 roku wojska dowodzone przez Strategopoulosa, zwolnionego wcześniej z niewoli, ponownie zaatakowały Epir, ale i tym razem zostały pokonane przez Nicefora, a Aleksy po raz kolejny dostał się do niewoli. W 1265 roku na czele wyprawy przeciwko Epirotom stanął Jan Paleolog i zadał wojskom Michała II tak duże straty, że despota był zmuszony prosić o pokój. Jego starania poparło wielu możnych i duchownych w tym patriarcha Konstantynopola, którzy uważali że dalsze walki między Grekami niczemu nie służą w obliczu tego, że południowa Grecja nadal znajduje się pod panowaniem łacinników. Ostatecznie zawarto pokój i został on przypieczętowany ślubem Nicefora Angelosa z siostrzenicą Michała VIII.

## Upadek Cesarstwa Łacińskiego
Bitwa pod Pelagonią oznaczała wzmocnienie pozycji Cesarstwa Nicejskiego w Europie i sprawiła, że wszyscy jego wrogowie w Grecji mieli bardzo poważne problemy. Nie mogli zatem interweniować na rzecz łacinników w Konstantynopolu w razie ewentualnych walk. Już latem 1260 roku Michał VIII podjął próbę zdobycia miasta, ale jako że liczył na pomoc zdrajcy, niejakiego Anseau, jego armia nie była należycie przygotowana do oblężenia. Gdy stało się jasne, że rzeczony Anseau nie ma zamiaru pomagać, cesarz zawarł roczny pokój z łacinnikami i wycofał się z powrotem do Azji Mniejszej. W czasie podróży do Nimfeo, cesarz zatrzymał się w Pegae, gdzie zawarł sojusz z Genueńczykami. W zamian za pomoc genueńskiej floty w planowanym oblężeniu Konstantynopola, Michał nadawał Włochom rozliczne przywileje handlowe i podatkowe. Konsekwencją tego traktatu był wzrost wpływów genueńskich we wschodniej części basenu morza Śródziemnego i na morzu Czarnym.
Tymczasem Wenecjanie, jako jedyna siła nienaruszona przez klęskę pod Pelagonią, podjęli próbę ocalenia zagrożonego cesarstwa. Wenecki baliw Negroponte, Tommaso Giustinian, otrzymał od doży wszelkie niezbędne pełnomocnictwa do rozpoczęcia negocjacji ze wszystkimi panami łacińskimi w Grecji. Wenecjanie proponowali aby wszyscy łacinnicy wspólnie złożyli się na tysięczny garnizon, stale utrzymywany w Konstantynopolu. Tymczasem Michał VIII intensyfikował swoje wysiłki zmierzające do zdobycia dawnej stolicy basileusów. W 1260 roku wysłał Jerzego Akropolitę do Bułgarii, chcąc zapewnić sobie neutralność cara Konstantego Ticha. Car miał powody do wrogości wobec Michała, jako że jego żoną była Irena Laskarys, siostra marginalizowanego Jana IV. Niewiele wiadomo o przebiegu całego poselstwa i jego skutkach, ale chyba nie było ono specjalnie udane bo latem 1261 roku Nicejczycy musieli wysłać wojska do ochrony swojej granicy z Bułgarią.
Na czele tych nielicznych oddziałów stał Aleksy Stategopulos. Jego wojska, na drodze do granicy bułgarskiej, miały przemaszerować w pobliżu Konstantynopola. Miał być to swoisty gest dominacji Nicei nad Cesarstwem Łacińskim. Grecy na pewno nie planowali zdobywać miasta. Wojska Aleksego nie były odpowiednio wyposażone i mało liczne. Poza tym między obydwoma państwami wciąż obowiązywał zawarty rok temu rozejm. Oddziały Aleksego wylądowały w Galipolli po czym ruszyły w kierunku stolicy łacinników. Obozy rozbito w pobliżu przedmieść miasta basileusów. Aleksy miał już ruszać dalej, ale do jego namiotów przyprowadzono miejscowych Greków, którzy poinformowali go, że miasto jest teraz praktycznie pozbawione wojsk, gdyż garnizon łaciński wyruszył wraz z Wenecjanami na wyprawę przeciwko wyspie Dafnusion (współczesne Kefken). Korzystając z pomocy niejakiego Kutrykzakesa, przywódcy miejscowych stronników Nicei, Aleksemu udało mu się przekonać swoich oficerów do planów zdobycia miasta. Kutrykzakes obiecał pomoc swoich ludzi, którzy przebywali także w mieście.
Pod osłoną nocy Grecy przedostali się w okolice murów, ale obawiając się zdrady ukrywali swoją obecność aż do pojawienia się umówionego ze spiskowcami znaku, którym była głośna aklamacja na cześć panujących cesarzy, Michała VIII i Jana IV. Potem żołnierze Aleksego dostali się do miasta. Według Pachymeresa zrobili to za pomocą drabin, a według Akropolity za pomocą wąskiego wyłomu w murach. Zaskoczeni strażnicy łacińscy w zasadzie się nie bronili i kolejne dzielnice zaczęły wpadać w ręce Nicejczyków. Rozochoceni sukcesem żołnierze zaczęli łupić miasto, ale zostali szybko przywołani do porządku przez swoich dowódców. Według Pachymeresa Aleksy źle oszacował liczebność łacińskiego garnizonu i zaskoczony jego przewagą liczebną nakazał odwrót, ale ludzie Kutrykzakesa walczyli z takim oddaniem, że udało im się przeważyć szalę zwycięstwa na korzyść Greków. Na wieść o pojawieniu się wojsk nicejskich cesarz Baldwin II zbiegł do portu i odpłynął z miasta. Flota wenecka z oddziałami łacińskimi powracała z nieudanej wyprawy do stolicy aby wspomóc jej obrońców, ale z powodu pożarów w portowych dzielnicach nie doszło do desantu. Po zabraniu jak największej liczby łacińskich uciekinierów, Wenecjanie odpłynęli. Grecy po 57 latach odzyskali Konstantynopol.
Zdobycie miasta oznaczało definitywny koniec Cesarstwa Łacińskiego. Wieści o sukcesie Strategopulosa doszły do cesarza Michała VIII gdy ten przebywał w okolicach Pergamonu. Z początku cesarz nie chciał w nie uwierzyć, ale wkrótce przybył poseł Aleksego, który oficjalnie je potwierdził. Nie zwlekając ruszył wówczas do Konstantynopola, zatrzymując się jedynie w Achyraus, gdzie otrzymał insygnia cesarskie, porzucone przez Baldwina II. Wkraczając do miasta Michał zdecydował się, że nie odbędzie triumfu, a zamiast tego odbędą się nabożeństwa dziękczynne. Msze, procesje i modły trwały cztery dni. Odbyła się również uroczysta koronacja Michała i jego syna, Andronika II.

## Sytuacja w Bizancjum
W historiografii przyjmuje się, że Cesarstwo Bizantyjskie odrodziło się wraz ze zdobyciem Konstantynopola przez Greków. Dla nich samych jednak Cesarstwo nigdy nie upadło, po prostu na czas łacińskiej okupacji nad Bosforem, cesarz i patriarcha przenieśli się do Nicei. Tym niemniej odzyskanie Konstantynopola było wielkim świętem i symbolem odrodzenia się potęgi Rzymian (jak nazywali siebie Grecy). Po zdobyciu miasta nie doszło do masakr i łupiestwa ani względem łacinników, którym nie udało się zbiec w czasie ataku, ani względem miejscowych Greków, którzy współpracowali z reżimem Baldwina II i jego poprzedników. Wprost przeciwnie, wielu z nich zostało zaproszonych do współpracy przez nowego władcę, który potrzebował ludzi znających języki Zachodniej Europy.
Atmosfera święta szybko jednak się rozwiała i okazało się, że odzyskane z rąk łacinników miasto znajduje się w katastrofalnym stanie. Wyludnione były całe dzielnice, wiele z nich strawiły pożary. Źródła donoszą, że jeszcze jakiś czas po odbiciu Konstantynopola, ludzie, korzystając z niezasiedlonych terenów, zaczęli tam uprawiać rolę i wypasać zwierzęta. Łacińscy cesarze, cierpiący na wieczny brak gotówki, rozbierali budowle, zdejmowali zdobienia i dachy, rabowali posągi i obrazy aby następnie je sprzedać. Mury i inne fortyfikacje znajdowały się w katastrofalnym stanie. Populacja miasta była nieliczna w stosunku do okresu rządów greckich basileusów. Michał VIII rozpoczął proces zwracania majątków w obrębie miasta i rozpoczął zasiedlanie opuszczonych dzielnic mieszkańcami innych części swojego państwa. I tak na przykład jedna z dzielnic została zasiedlona Tzakonami, którzy stanowili później znaczną część obsady marynarki wojennej Bizancjum. Inna przypadła Genueńczykom, nowym strategicznym sojusznikom Cesarstwa. Michał VIII cały czas obawiał się ataku z zachodu i dlatego jego pierwszym celem była odbudowa umocnień miasta i odbudowanie floty bizantyjskiej, bez której skuteczna obrona była niemożliwa.
Wszystkie te przedsięwzięcia były bardzo kosztowne i doprowadziły do szybkiego wyczerpania się zasobów zgromadzonych przez Laskarysów. Cesarze nicejscy prowadzili bardzo ostrożną i rozważna politykę finansową, wiedząc że dysponują ograniczonymi środkami, poza tym większość podatków była reinwestowana tam gdzie je pobierano. Odbicie Konstantynopola sprawiło, że na nowo odżył stary problem: stolicę trzeba było utrzymać i czyniono to, zabierając pieniądze z prowincji. Aby zapobiec brakom, Michał VIII uciekł się do obniżenia zawartości złota w bizantyjskim hyperpyronie. Doprowadziło to oczywiście do spadku jego wartości i miało fatalne konsekwencje dla bizantyjskiej gospodarki w XIV wieku. Jego kolejnym krokiem, który miał na celu poprawić sytuację ekonomiczną, było ściągnięcie włoskich kupców, bez których handel bizantyjski w zasadzie nie funkcjonował. Cesarz zdawał sobie sprawę, że wiąże się to z ogromnym ryzykiem, ale w zasadzie nie miał innego wyjścia. Doszło nawet do tego, że Wenecjanie ponownie otrzymali prawo do własnej dzielnicy. Chcąc zapobiec zbyt dużym wpływom łacińskich kupców na sprawy polityczne, podpisywał z każdą kupiecką republiką osobna umowę, która ściśle regulowała prawa i przywileje. Próbował także rozgrywać je przeciwko sobie.
Sytuacja Bizancjum po odzyskaniu Konstantynopola była, wbrew pozorom, bardzo trudna. Fakt ten wynikał z tego, że odbicie miasta wiązało się nie tylko z korzyściami, ale miało i swoje złe strony. Przykładem są wspomniane już obciążenia podatkowe prowincji, z których dochody nie były teraz reinwestowane na miejscu, ale szły na utrzymanie stolicy. Kolejnym problemem było nieustanne zagrożenie ze strony łacinników, którzy cały czas planowali odzyskanie miasta. Michał VIII poświęcał tyle uwagi utrzymaniu Konstantynopola, że zaniedbywał sprawy prowincji wschodnich, które były poważnie zagrożone przez Turków. Te dwa czynniki i to że Michał dążył do zdetronizowania Jana IV, sprawiły, że w Nicei powstała silna opozycja, odwołująca się do tradycji dynastii Laskarysów, niechętna poczynaniom nowego rządu. Ambicje dynastyczne „nowego Konstantyna” (jak nazywał siebie Michał VIII) doprowadziły do oślepienia Jana IV w grudniu 1261. W greckiej tradycji osoba oślepiona nie mogła sprawować władzy, fakt ten był zatem równoznaczny z detronizacją. Wywołało to wiele problemów wewnętrznych i zewnętrznych. Wrzeniu w Nicei towarzyszyła ekskomunika Michała VIII przez patriarchę ekumenicznego, Arseniusza. Siostry Jana były żonate z władcami sąsiednich państw i ich władcy, rywalizujący z Bizancjum, zyskiwali teraz świetny pretekst do ewentualnej wojny. Maria Laskarys była żoną Nicefora, syna despoty Michała II z Epiru, a Irena była żoną cara bułgarskiego, Konstantyna Ticha.
W Nicei pojawił się człowiek utrzymujący, że jest cudownie ocalałym Janem Laskarysem i zyskał na tyle duże poparcie, że doszło do otwartej rebelii, którą musiały tłumić wojska. Arseniusz odmówił zdjęcia ekskomuniki i zakazał cesarzowi wstępu do swojego kościoła. Michał VIII, nie radząc sobie z Kościołem greckim, zaczął odwoływać się do papiestwa, ale nie mógł doprowadzić do usunięcia niewygodnego patriarchy. Arseniusz nie miał zbyt wielu zwolenników w Konstantynopolu, ale znalazł ich w Azji Mniejszej, gdzie wielu biskupów i mnichów było przeciwna polityce Paleologów. Doprowadziło to do tak zwanej schizmy arseniańskiej i podziałów w obrębie społeczeństwa i kościoła greckiego. Niepokoje wewnętrzne sprawiły, że Cesarstwo stało się obiektem najazdów. Azję Mniejszą zaatakowali Turcy, a kontynentalna Grecję Bułgarzy. Wojska Konstantyna Ticha zostały wprawdzie pokonane w 1263 roku i musiał się on zrzec na rzec Bizancjum kilku ważnych twierdz nad morzem Czarnym, ale Turcy czynili stałe postępy na Wschodzie. W 1262 roku Bizancjum zostało także najechane przez Angelosów z Tesali i Epiru. Po początkowych sukcesach armia sebastokratora Jana Paleologa pokonała Epirotów i zawarto pokój, który utrzymywał się przez dłuższy czas. Bizancjum nie udało się jednak podporządkować sobie Epiru, na co Michał VIII liczył.

## Reakcja łacińska

### Zachód
Baldwin II, po udanej ucieczce z miasta, wylądował na Negroponte, gdzie został dobrze przyjęty przez miejscowych triarchów. Po upadku Konstantynopola, jedyne co mu pozostało to cesarski tytuł i kilka drogocennych relikwii. Z Negroponte ruszył do Aten i Teb, gdzie został ugoszczony przez Guya de la Roche. Liczni panowie łacińscy przysięgali pomóc mu w odzyskaniu utraconego tronu i ofiarowali pieniądze na planowaną wyprawę. Później Baldwin opuścił Grecję i udał się do Francji, gdzie bezskutecznie próbował zgromadzić sojuszników. Zdetronizowany cesarz najbardziej liczył na pomoc papiestwa, ale Konstantynopol dostał się w ręce Greków w czasie gdy urząd papieski pozostawał nieobsadzony. Nowy papież, Urban IV, został wybrany 29 sierpnia 1261 roku. Zaraz po jego wyborze do Rzymu przybyło poselstwo z Konstantynopola, oferując wznowienie rozmów na temat unii kościelnej. Zostali oni jednak chłodno przyjęci i Michał VIII zrozumiał, że musi zagwarantować swoje panowanie innymi drogami. Urban IV nie marnował czasu i po spotkaniu z Baldwinem napisał do króla Ludwika IX z prośbą o zorganizowanie wyprawy przeciwko „greckim schizmatykom”. Zakony we Francji zaczęły zbierać pieniądze na ten cel, a papież zadecydował, że wszystkie opłaty z Francji na rzecz Rzymu z trzech lat zostaną przeznaczone na sfinansowanie ekspedycji. Ekskomunikował również Genueńczyków, sojuszników Michała VIII. Papiescy wysłannicy ruszyli do Anglii i Kastylii, zbierać fundusze na wyprawę. Do krucjaty nawoływali również papiescy posłowie w Aragonie i w Polsce.
Szybko okazało się jednak, że europejskie rycerstwo nie jest zbytnio zainteresowane wyprawą, a zebrane fundusze okazały się bardzo szczupłe. Nie chcieli płacić nawet dostojnicy kościelni, którym papież nakazał oddać część swoich dochodów na krucjatę. Niechętne do dzielenia się majątkiem okazało się nawet łacińskie duchowieństwo w Grecji. Z drugiej strony, bardzo zainteresowani ewentualną wyprawą byli Wenecjanie, zagrożeni utratą zysków z handlu po tym jak odrodzone Bizancjum nawiązało współpracę z Genuą. Wenecja obiecywała fundusze i zapewniała flotę. Pomoc zaoferował również Manfred Sycylijski, który obiecał, że jego wojska wezmą udział w wyprawie na Konstantynopol pod warunkiem uznania jago praw do władzy na południu Italii przez papieża. Propozycja ta była jednak nie do przyjęcia dla papiestwa, które było skonfliktowane z Hohenstaufami. Ewentualny sojusz Manfreda z Baldwinem II i Wenecjanami sprawił nawet, że Urban IV zaczął poważnie zastanawiać się nad propozycją unii kościelnej ze strony Michała VIII. Łacinnicy na Zachodzie byli więc podzieleni i uwikłani w wewnętrzne konflikty.

### Grecja
Bitwa pod Pelagonią miała bardzo daleko idące skutki dla księstwa Achai. Książę Wilhelm dostał się do niewoli i został wysłany do Lampsakos gdzie stanął przed obliczem cesarza. Ten zaproponował mu uwolnienie w zamian za zrzeczenie się księstwa Achai, obiecywał także pieniądze na zakup rozległych posiadłości w Zachodniej Europie. Wilhelm II odmówił, tłumacząc, że nie jest władcą absolutnym i nie może zrzec się ziem w imieniu swoich wasali. Razem z towarzyszącymi mu rycerzami został wtrącony do więzienia. Tron achajski był pusty, a księstwo cały czas znajdowało się w stanie konfliktu z Wenecją. Ci spośród baronów którzy nie zginęli w bitwie pod Pelagonią i nie dostali się do niewoli, zwrócili się z prośbą do księcia Aten o zostanie regentem w czasie nieobecności Wilhelma. Guy de la Roche nadal przebywał we Francji i był świeżo po procesie przed parlamentem paryskim. Pozałatwiał wszystkie niecierpiące zwłoki sprawy i powrócił na Peloponez.
Jego pierwszą decyzją jako regenta było uwolnienie więzionych jeńców z wojny o sukcesję eubejską. Zaczął również bić własną monetę jako książę Aten i zarządca Achai. Jego rządy zadowalały baronów Morei i sytuacja wewnętrzna obydwu państw zaczęła się poprawiać, ale w 1261 roku łacinnicy otrzymali kolejny, bardzo mocny cios. Konstantynopol został zdobyty przez wojska Cesarstwa Nicejskiego, co oznaczało kres istnienia Cesarstwa Łacińskiego. Ostatni łaciński władca Konstantynopola, Baldwin II, został zmuszony do ucieczki. Przebywał on jeszcze jakiś czas na wschodzie, próbując nakłonić pozostałych łacinników do działań przeciwko odrodzonemu Bizancjum. Po bezowocnych staraniach, Baldwin powrócił do Europy.
Nowy Konstantyn, jak oficjalna propaganda nazywała Michała VIII, po odzyskaniu ziem cesarstwa w Tracji, Macedonii i Tessali, chciał również odbić południową część Grecji. Po trzech latach więżenia Wilhelma, udało mu się w końcu nakłonić władcę Achai do zrzeczenia się trzech strategicznie ważnych twierdz w Morei: Monemwazji, Mainy i Mistry. Ponadto Wilhelm uznawał Michała VIII swoim suzerenem i składał mu hołd. Sąd baronów Achai zgodził się na te warunki mimo sprzeciwów Guya de la Roche i w zamian za ich spełnienie Villehardouin został uwolniony i powrócił do Morei. Po odzyskaniu władzy książęcej natychmiast zawarł pokój z Wenecją i triarchami, na jego mocy pozostawał zwierzchnikiem wyspy, ale nie przejmował na własność baronii Orei. Wojna o sukcesję eubejską dobiegła końca, a jej wszystkie strony ostatecznie doszły do porozumienia. Taki obrót spraw był koniecznością dla łacinników – teraz ich głównym powodem do obaw była rosnąca siła odrodzonego Cesarstwa Bizantyjskiego, które dążyło do odzyskania bezpośredniej władzy nad wszystkimi utraconymi terenami. Trzy twierdze w Morei, które w myśl ugody odstąpił Wilhelm, zostały obsadzone bardzo silnymi załogami. Cesarz obiecywał wszystkim Grekom zamieszkującym Peloponez pomoc i jego propaganda buntowała ich przeciwko łacinnikom. Jedność księstwa została zatem zniszczona, a Bizancjum bardzo szybko podjęło próbę opanowania Morei.

## Walki w księstwie Achai
Krótko po powrocie Wilhelma z niewoli i przekazaniu części terytorium księstwa Bizantyjczykom, doszło do walk między łacinnikami a Grekami. Bezpośrednią przyczyną była prowokacja ze strony Villehardouina, który objeżdżał całe swoje państwo na czele silnego oddziału, odwiedzając wszystkie ważniejsze ośrodki podległe jego władzy. Jego regiment odwiedził także okolicę Mistry, co Grecy uznali za znakomity pretekst do rozszerzenia swojej władzy na Peloponezie. Bizantyjski namiestnik zawarł sojusz z Melingami i zaczął atakować łacińskie posiadłości. Wraz z wybuchem walk, Wilhelm otrzymał wsparcie finansowe od papieża Urbana IV, który zwolnił go również od obietnic danych Michałowi VIII. W odpowiedzi cesarz bizantyjski wysłał na Peloponez silną armię, dowodzoną przez jego brata, Konstantyna. Bizantyjska flota zaczęła również nękać wyspy rządzone przez łacinników na morzu Egejskim, których Wilhelm był suzerenem. Po stronie Greków stanęli Genueńczycy i ich flota wspierała wojska greckie w atakach. Wilhelmowi pomagali łacinnicy z Negroponte i księstwa Achai.
W czasie gdy Frankowie zbierali swoje siły, Grekom udało się zająć Lacedemonię, a Konstantyn pisał do brata iż „zajął trzecią część Peloponezu”. Konstantyn otrzymał znaczne posiłki i ruszył na stolice księstwa, Andrawidę. Po drodze udało mu się opanować Weligosti i Karitainę. W okolicach Prinitsy wojska greckie natknęły się na oddziały łacińskie i doszło wówczas do bitwy, która zakończyła się druzgocącą klęską Bizantyjczyków, a sam Konstantyn musiał ratować się ucieczką do Mistry. W 1263 roku podjął jeszcze jedną próbę opanowania stolicy księstwa i na czele wojsk, w skład których wchodziły także siły Melingów i Tzakonów, ponownie zaatakował księstwo Morei. Po początkowych sukcesach musiał jednak ponownie się wycofać. Doszło wówczas do sporu między Konstantynem, a jego tureckimi najemnikami, którym zalegał z żołdem. Turcy nawiązali kontakty z niejakim Ancelinem de Toucy, łacińskim możnowładcą, który po upadku Konstantynopola przeniósł się do Morei. Znał on język turecki i dzięki jego pośrednictwu, Turcy przeszli na stronę łacinników.
Wzmocnione wojska Wilhelma pomaszerowały na południe w stronę Makryplagi. Doszło tam do spotkania z wojskami greckimi i do bitwy, która zakończyła się zwycięstwem łacinników, mimo początkowych trudności i masakrą Bizantyjczyków. Konstantynowi udało się zbiec, ale do niewoli dostali się praktycznie wszyscy dowódcy greccy. W ciągu kilku tygodni które upłynęły od bitwy Grecy utracili wszystkie swoje dotychczasowe zdobycze. W ich posiadaniu zostały tylko twierdze nadane im przez Wilhelma w zamian za uwolnienie. Klęska pod Makrypylagi oznaczała załamanie się ofensywy bizantyjskiej i pogrzebała plany szybkiego odbicia Peloponezu z rąk Franków. Wielu tureckich najemników zostało osiedlonych w Morei i przyjęło chrześcijaństwo. Chcąc zapewnić sobie spokój na tym froncie, Michał VIII zaoferował, że jego syn Andronik, poślubi Izabelę, córkę Wilhelma. Propozycja ta została jednak odrzucona przez łacińskich baronów, którzy upatrywali swojej szansy na przetrwanie w osobie Karola Andegaweńskiego.

## Andegawenowie a Bizancjum
Papiestwo, najważniejszy sojusznik łacinników w Grecji, nie było w stanie skutecznie przeciwstawić się rosnącej przewadze Greków na Wschodzie. Kiedy Michał VIII zdobywał Konstantynopol, Stolica Apostolska była zajęta rywalizacją z Manfredem Sycylijskim i nie mogło szerzej angażować się w sprawy wschodnie. Nowy papież, Klemens IV, apelował o zaprzestanie walk i negocjował z Michałem VIII unię kościelną. W 1266 doszło jednak do przełomu w sprawie Sycylii. Wojska Manfreda zostały pokonane w bitwie pod Benewentem przez siły papieskiego sojusznika, Karola Andegaweńskiego. Karolowi udało się opanować południe Italii i był on teraz żywo zainteresowany ekspansją na Wschód, zgłaszał pretensje do ziem Manfreda w Zachodniej Grecji. Poza tym Andegaweńczyk był bratem Ludwika IX, który był uważany za zwierzchnika greckich Franków. Łacińscy panowie szybko zaczęli apelować do niego o pomoc w walce z Cesarstwem Bizantyjskim. Karol zaczął szykować się do wyprawy przeciwko Grekom. Michał VIII podjął wytężone dyplomatyczne starania, mające uchronić jego państwo przed tym atakiem. Słał posłów do wielu państw europejskich, poza tym uznał papieża za „duchowego ojca i pierwszego wśród biskupów”. Klemens pozostawał jednak zdystansowany i apelował aby za tymi deklaracjami poszły także czyny, chciał aby Michał VIII wspomógł wyprawę Ludwika IX przeciwko Egiptowi, czego cesarz bizantyjski nie chciał robić, wiedząc, że jego państwo jest zagrożone.
24 maja 1267 w Viterbo, na dworze papieskim, doszło do spotkania między Klemensem IV, Karolem Andegaweńskim, zdetronizowanym Baldwinem II i Wilhelmem z Villehardouin. Zagrożony książę Morei uznał Karola za swojego suzerena i dziedzica. Po śmierci Wilhelma księstwo miało przypaść dynastii Andegawenów, nawet gdyby książę miał męskiego potomka (jego ewentualny syn miał jedynie otrzymać część ziem jako lennik). Załogi andegaweńskie miały obsadzić wszystkie ważniejsze twierdze w państwie. W zamian Karol zobowiązywał się chronić swojego nowego wasala i odzyskać dla niego utracone ziemie na Peloponezie. 27 maja tego samego roku, również w Viterbo, Karol zawarł również umowę z Baldwinem II. Na jej mocy władca Sycylii zobowiązywał się pomóc zdetronizowanemu cesarzowi odzyskać tron w ciągu siedmiu lat, a w zamian Baldwin przekazywał mu wszystkie prawa zwierzchnie do ziem w Grecji oraz wszystkie terytoria Cesarstwa łacińskiego poza Konstantynopolem i wyspami Chios, Samos, Kos i miastem Mitylena. W razie wygaśnięcia dynastii z Courtenay, Andegawenowie mieli również odziedziczyć tytuł cesarski. Na mocy tych ugód Karol i jego dziedzice, stawali się de iure zwierzchnikiem łacińskich panów w Grecji. Po umocnieniu swojej władzy i pokonaniu Konradyna, pretendenta do tronu sycylijskiego, Karol zaczął energiczne przygotowania mające na celu realizacje swojej polityki wschodniej.
Na przeszkodzie stał mu jednak Ludwik IX, planujący krucjatę i jej poświęcający wszystkie środki. Michał VIII słał doń posłów prosząc o unię kościelna. Król francuski odmawiał podejmowania jakichkolwiek decyzji, twierdząc, że nie może uzurpować sobie praw Stolicy Apostolskiej i odsyłał Greków do Rzymu. Tron papieski pozostawał jednak nieobsadzony, a kardynałowie i inni dostojnicy podzieleni byli na frakcje i nie mogli dojść do ugody co do wyboru papieża i określenia polityki kościoła. Ostatecznie uzgodniono, że dojdzie do synodu, na którym pojawić mieli się wszyscy ważniejsi dostojnicy świeccy i duchowni, zarówno greccy, jak i łacińscy. Na tym synodzie miano ustalić szczegółowe warunki które Grecy będą musieli spełnić aby zakończyć schizmę. Jednym z nich było na pewno przyjęcie katolickiego wyznania wiary i uznanie papiestwa za najwyższą instytucję w kościele. W 1270 roku doszło do krucjaty przeciwko „niewiernym”, ale zakończyła się ona fiaskiem. Po zawarciu pokoju, Karol Andegaweński uznał, że nic nie stoi mu już na przeszkodzie aby przedsięwziąć wyprawę na Wschód. W listopadzie tego samego roku jego flota została jednak zniszczona przez sztorm u wybrzeży Sycylii i do ekspedycji nie doszło.

### Królestwo Albanii
Spory w kurii zakończyły się wybraniem Grzegorza X na papieża w 1271. Był on orędownikiem krucjat i z tego tytułu Karol Andegaweński liczył na jego wsparcie. Kościół miał jednak wiele innych zmartwień. Olbrzymie problemy finansowe, nierozstrzygnięta kwestia korony cesarskiej na zachodzie i upadające królestwo Jerozolimskie, bezsilne wobec Mameluków. Poza tym doszło do zmian w postrzeganiu krucjat przez rycerstwo europejskie. Ogłaszanie wypraw krzyżowych przeciwko politycznym wrogom papiestwa (Manfred czy Piotr III), znacznie obniżyło prestiż całego przedsięwzięcia. Zwolennicy krucjat nadal istnieli i ich wielkie plany podboju Wschodu i jego chrystianizacji były szeroko rozpowszechnione, ale nie szła za tym chęć wzięcia faktycznego udziału. Nie zniechęcało to jednak Karola Andegaweńskiego, który oprócz przygotowań wojskowych, szukał sojuszników przeciwko Grekom na Bałkanach. Filip Chinnard nadal kontrolował bałkańskie posiadłości Manfreda. Zagrożony przez Epir, którego władca chciał wykorzystać upadek Hohenstaufa i odzyskać okupowane przez niego tereny, ogłosił się poddanym Karola.
Andegawenowie wzmocnili tamtejsze garnizony, co skutecznie zniechęciło Epirotów. Karolowi udało się przekonać do siebie Albańczyków, którzy ogłosili go swoim królem w 1272 roku. Ziemie albańskie stały się bazą wypadową dla ekspedycji Andegawenów i były nieodłączną częścią ich domeny, rządzoną przez mianowanego przez króla namiestnika. Pierwszym namiestnikiem został Gazo Chinnard, syn Filipa. Po zawarciu umów z plemionami albańskimi wojska andegaweńskie w nowo powstałym królestwie zostały wzmocnione posiłkami z Europy. Próby odwrócenia sojuszy i porozumienia się z Albańczykami, podjęte przez Michała VIII, zakończyły się fiaskiem. Stwarzało to bardzo niebezpieczną dla Bizancjum sytuacje, Karol mając taką bazę wypadową, wsparcie papiestwa i rycerstwa zachodniego oraz sojuszników wśród Serbów, Albańczyków i Bułgarów, miał duże szanse w przypadku podjęcia wyprawy przeciwko Konstantynopolowi. Była to jedna z głównych przyczyn, dla których Michał niemal rozpaczliwie szukał porozumienia z papiestwem w gestii którego leżało ogłoszenie ewentualnej krucjaty.

## Sobór lyoński
W sytuacji olbrzymich problemów wewnętrznych, otoczone przez wrogów, Cesarstwo Bizantyjskie nie było w stanie efektywnie bronić się przed, zdaniem jego władców, największym zagrożeniem, czyli łacinnikami z Zachodu. Dlatego też Michał VIII prowadził bardzo aktywną politykę zagraniczną względem Zachodniej Europy i rozpaczliwie szukał porozumienia z papiestwem, które stanowiłoby najlepsze zabezpieczenie przed ewentualną krucjatą. Jego sytuacja była na tyle rozpaczliwa, że o ile wcześniej Grecy wychodzili z propozycją unii to chcieli zwołania soboru, który rozstrzygnąłby kwestie sporne. Teraz, Michał VIII był gotowy przyjąć wszystkie warunki jakie zaproponuje papież. O kształcie i zasadach zawarcia unii decydowało zatem papiestwo z pozycji siły, wiedząc, że cesarz zgodzi się na najbardziej nawet upokarzające warunki.
W tym celu do Włoch wysłano wiele poselstw, których przedstawiciele obiecywali przyjąć niemal wszystkie warunki, których zażąda papież, tylko aby ten ogłosił unię kościołów. Nie było to jednak takie proste, gdyż tron Świętego Piotra pozostawał nieobsadzony od 1268 do 1271 roku. W 1269 roku Michał wysłał więc swoich ambasadorów do Ludwika IX, który był uważany za protektora greckich łacinników. W listach do króla Francji zwracał się z prośbą o zwołanie soboru, który miałby zakończyć schizmę i na nowo zjednoczyć kościoły. Ludwik skierował te prośby do kardynałów rzymskich, którzy odpowiedzieli mu, że odpowiednie kroki zostaną poczynione w tej sprawie i ostrzegali go przed manipulacjami ze strony Greków. Karol Andegaweński i wielu kardynałów nie śpieszyło się wcale z wyborem nowego papieża, gdyż brak centralnej władzy w kościele sprzyjał ich dążeniom i interesom. Ostatecznie jednak w 1271 roku konklawe wybrało Grzegorza X. Został on konsekrowany w 1272 roku i krótko po tym wydarzeniu ogłosił on plan zwołania czternastego, soboru powszechnego. Datę wyznaczono na 1 maja 1274 roku, a zgromadzenie miało odbyć się w Lyonie.
O soborze zostali powiadomieni wszyscy wyżsi rangą duchowni oraz wielu świeckich możnowładców, w tym Michał VIII. W liście papieża do cesarza bizantyjskiego znajdowało się zaproszenie do wzięcia udziału w soborze, którego jednym z celów miało być zakończenie schizmy. W tym samym czasie na dwór papieski przybył grecki franciszkanin, Jan Parastron, który pełnił rolę posła bizantyjskiego. Był on orędownikiem unii i współpracownikiem Michała VIII. Zapewnił papieża o gotowości Bizancjum do zawarcia unii. Parastronowi na podróż powrotną przydzielono Wawrzyńca z Ascoli i kilku franciszkanów, którzy mieli pełnić role nuncjuszy w Bizancjum. Grzegorz przybył do Lyonu w listopadzie 1273 roku i natychmiast wysłał posłów do Karola Andegaweńskiego, domagając się od niego zapewnienia swobodnego przejścia bizantyjskim posłom do na sobór. Parę dni później wysłał listy do Wawrzyńca z Ascoli, który przebywał w Bizancjum, z instrukcjami aby ten zwrócił się do Michała VIII z prośbą o natychmiastowe wysłanie posłów na sobór. Grzegorz wymagał od Michała VIII aby ten bezwarunkowo podpisał się pod katolickim wyznaniem wiary, uznał biskupa Rzymu za głowę kościoła i dostosował nauczanie kościoła greckiego do poglądów głoszonych przez Rzym.
7 maja 1274 roku rozpoczęto obrady soboru w Lyonie, od uroczystej mszy. Zgromadzenie to było wielkim wydarzeniem i zebrało wielu biskupów i kardynałów. Wszyscy ważniejsi dostojnicy świeccy wysłali swoich posłów. Sobór miał bowiem obradować nad wieloma problemami nękającymi kościół i Europę Zachodnią, nie tylko nad ewentualną unią z Grekami. Pierwsze obrady poświęcone były zorganizowaniu krucjaty do Ziemi Świętej, która znajdowała się już wówczas całkowicie w rękach muzułmanów. Druga sesja poświęcona była sprawie korony cesarskiej, ostatecznie otrzymał ją Rudolf Habsburg. 24 czerwca do Lyonu przybyło greckie poselstwo złożone z byłego patriarchy Germana III, metropolity nicejskiego Teofanesa i wielkiego logotety, Jerzego Akropolity.
Zostali oni zaprowadzeni przed oblicze papieża, gdzie oznajmili, że przybyli aby ślubować posłuszeństwo Stolicy Apostolskiej, przyjąć katolickie wyznanie wiary i uznać prymat papiestwa w kościele. Przywieźli ze sobą list z chryzobullą, w którym Michał VIII wyznaje katolickie credo. Większość dyskusji i negocjacji w sprawie zawarcia unii odbyło się w kuluarach. 29 czerwca papież odprawił mszę w języku greckim i łacińskim. Kazanie poświęcone było konieczności zawarcia unii kościelnej. Nicejskie wyznanie wiary zostało odśpiewane po grecku trzykrotnie wraz z kontrowersyjnym filioque. 6 lipca 1274 roku rozpoczęto czwartą sesje obrad. Papież rozpoczął od przemowy w której wyraził radość z obecności Greków. Odczytano też przetłumaczony na łacinę list od Michała VIII zawierający katolickie wyznanie wiary. Następnie posłowie greccy wygłosili przemowy. Jerzy Akropolita powiedział:

Ja, Jerzy Akropolita, wielki logoteta, poseł naszego pana, cesarza greckiego, Michała Dukasa Angelosa Komnena, posiadając wszelkie pełnomocnictwa od niego, całkowicie wyrzekam się schizmy. Wyznanie wiary które przyjmujemy to te które zostało przeczytane i przedstawione w imieniu mojego władcy. Jest ono tym które uznaje za jedynie prawdziwie, święte, powszechne i prawowierne. Akceptuję je. Wyznaje je swoim sercem i ustami i przysięgam że zachowam je w niezmienionej formie tak jak prawdziwie i świątobliwie naucza i głosi przenajświętszy Kościół Rzymski. Przysięgam że nigdy i nigdzie od niego nie odstąpię ani go nie zmienię ani nie odrzucę w jakikolwiek sposób...

Po zakończonych przemowach odśpiewano pochwalne hymny. Sobór zatwierdził zawarcie unii między kościołem rzymskim a greckim. Stroną narzucającą warunki było papiestwo i cesarz bizantyjski musiał uznać katolickie wyznanie wiary i uznać papieża za głowę kościoła. Wszystkie spory teologicznie miały zostać rozstrzygnięte na korzyść kościoła łacińskiego.

## Bizancjum po soborze w Lyonie
Zawarcie unii lyońskiej oznaczało, że Michał VIII jest teraz katolickim władcą, na takiej samej zasadzie jak królowie francuscy czy angielscy. Poza tym oznaczała również, że jest on prawowitym władcą Konstantynopola i wschodniego cesarstwa. Ten punkt widzenia był jednak, oczywiście, absolutnie nie do przyjęcia dla Karola Andegaweńskiego i jego łacińskich sojuszników. Ogłaszanie krucjaty przeciwko Bizancjum byłoby teraz wojną przeciwko katolickiemu monarsze, a co więcej, w dobie zagrożenia posiadłości chrześcijańskich na Wschodzie- działaniem na szkodę całego chrześcijaństwa. Wiedząc, że jego państwo jest zabezpieczone przed krucjatą, Michał zaatakował w 1274 roku albańskie posiadłości Karola. Armia stacjonująca w Macedonii obległa Berat i Durazzo, najważniejsze twierdze Andegawenów w kontynentalnej Grecji. Mający problemy we Włoszech, Karol nie był w stanie wysłać znaczących posiłków na Wschód i jego wojska były tam w ciągłej defensywie.

### Walki w Grecji
Problemem dla Bizancjum byli jednak spadkobiercy Michała II. Despota Epiru zmarł w 1267 roku, a jego ziemie zostały podzielone pomiędzy jego synów. Nicefor otrzymał Epir, a Janowi przypadły posiadłości Angelosów w Tesali, skupione wokół Neopatras. Bracia, wrogo nastawieni do Bizancjum, które naturalnie próbowało ich sobie podporządkować jako władców greckich, pozostawali w dobrych stosunkach ze wszystkimi jego wrogami. Nicefor został w orbitę wpływów cesarstwa, poprzez ślub z Anną, siostrzenicą Michała VIII, co powstrzymywało go przed podejmowaniem decyzji otwarcie wrogich Bizancjum. Cesarz próbował tej samej taktyki z Janem i nadał mu tytuł sebastokratora, oddając mu przy tym jedną ze swoich krewnych za żonę. Jan nie miał jednak zamiaru zmieniać swojej polityki zagranicznej.
W 1274 roku Michał wysłał posłów do Angelosów, nawołując do zaakceptowania unii lyońskiej. Nie mieli oni jednak zamiaru tego robić i dostrzegli w tym znakomitą okazję dla siebie. Wiedząc o istnieniu licznej opozycji w Bizancjum, zaczęli kreować się na obrońców ortodoksji. Jan bardzo chętnie przyjmował wszystkich dysydentów na swoim dworze i aktywnie działał na ich rzecz. Korzystając z tego, że przebywało u niego wielu duchownych, zwołał nawet synod, który ekskomunikował Michała VIII jako heretyka i schizmatyka. Prześladował również zwolenników unii. Wiedząc, że ze strony Zachodu nic mu nie grozi, Michał VIII postanowił zająć się wrogimi sąsiadami. W 1274 roku wysłał bardzo silną armię i flotę. Wojska lądowe miały podbić ziemie rządzone przez Jana Dukasa, a flota miała zaatakować łacińskie państewka na wyspach morza Egejskiego. Na czele floty stanął Aleksy Filantropenos, a armią dowodził doświadczony Jan Paleolog. Obległ on Neopatras i wydawało się, że Jan Dukas jest bez szans, ale wojska bizantyjskie zostały zaskoczone przed odsiecz z księstwa Aten i musiały się wycofać. Flota grecka została zaatakowana przez łacinników z Negroponte, ale odniosła zdecydowane zwycięstwo, a w bitwie zginęło wielu ważnych łacińskich możnowładców. Filantropenosowi nie udało się jednak opanować wyspy, bronionej przez oddziały weneckie.
Neopatras pozostało więc w rękach Jana Dukasa, ale sukces floty zachęcił Michała VIII do podjęcia działań wymierzonych w łacińskie władztwa na wyspach morza Egejskiego. Najważniejsza z nich była Eubea, która pozwalała Wenecjanom kontrolować żeglugę i zabezpieczała łacińskie posiadłości w środkowej i południowej Grecji. Bizancjum znalazło sojusznika w osobie niejakiego Licario, łacinnika z Negroponte, który znajdował się w konflikcie z triarchami. Licario złożył Michałowi hołd lenny w zachodnim stylu, a w zamian otrzymał środki na prowadzenie walk. Licario opanował Karystos, na południu wyspy, które uczynił swoją bazą. W toku kilku kampanii lądowych i morskich udało mu się opanować niemal całą wyspę (poza Chalkis). Zajął także Skopelos, Skiros, Skiatos i Amorgos. W następnych kampaniach opanował także Kithirę i Andikitirę oraz Kieę, Astipaleę i Santoryn. Po trzech latach walk podporządkował sobie również Limnos. Jego flota nękała łacinników w kontynentalnej Grecji. Zdobycze Licario nie były trwałe i Bizancjum utraciło większość z nich po jego śmierci, ale sukcesy jakie odnosił znacznie zwiększyły prestiż Michała VIII w oczach łacinników.
Licario nie był odosobnionym przypadkiem, a cesarz chętnie przyjmował łacinników na swoją służbę. Dwóch Genueńczyków, Benedykt i Manuel Zaccaria otrzymało od Michała Fokaję, leżącą na północ od Smyrny. Wydobywali tam ałun, niezbędny do barwienia tkanin, dzięki któremu dorobili się fortuny. Posiadali prywatną flotę i armię, których używali do obrony ziem bizantyjskich przed Turkami i łacinnikami. Cesarz używał ich jako swoich ambasadorów w kontaktach z Zachodem, dzięki czemu byli znani w całej Europie. Wielu innych łacinników szło za ich przykładem i w zamian za nadania ziemskie wstępowało na służbę Bizancjum. Za rządów Michała VIII znaczna część morza Egejskiego na powrót znalazła się pod kontrolą Greków, ale nie udało im się do końca wyprzeć łacinników, którzy nadal kontrolowali niektóre wyspy. Negroponte na powrót wpadło w ręce Wenecjan po śmierci Licario. Cyklady i Sporady pozostawały pod kontrolą rodziny Sanudo.

### Unia kościelna
Unia kościelna była strategicznie ważna dla Michała VIII. Stanowiła gwarancję, że Zachód nie zorganizuje krucjaty wymierzonej w jego państwo, co przy wszystkich problemach wewnętrznych i konfliktach z bezpośrednimi sąsiadami Cesarstwa, stanowiło śmiertelne zagrożenie. Wielu Greków nie podzielało jednak poglądów swojego władcy i sprzeciwiało się polityce kościelnej jaką przyjął. Religia odgrywała bardzo znaczącą rolę w społeczeństwie bizantyjskim i była bardzo mocno związana z polityką. Patriarcha Józef był przeciwnikiem unii i został zdjęty ze stanowiska, a jego następcą został Jan XI Bekkos, unionista. Cesarz planował wykorzystać unię nie tylko do zapewnienia sobie spokoju ze strony zachodu. Kontaktował się z Grzegorzem X w sprawie zorganizowania krucjaty przeciwko Turkom w Azji Mniejszej, którzy cały czas naciskali na wschodnie prowincje cesarstwa. Grzegorz, autor i entuzjasta unii, zmarł jednak w 1276 roku, a jego następcy byli bardziej sceptyczni co do szczerości intencji Bizantyjczyków. Domagali się konkretnych czynów i cały czas mnożyli żądania dotyczące dostosowania nauczania kościoła greckiego, liturgii i podporządkowania hierarchii kościelnej Rzymowi. Papież Innocenty V zdawał się ufać Michałowi. Jego następca, Jan XXI, otrzymał informację, że synod w Konstantynopolu, który odbył się w 1276 roku, ratyfikował unię i obłożył ekskomuniką wszystkich jej przeciwników. W kwietniu następnego roku Andronik II i Michał VIII publicznie ogłosili że papież jest teraz głową kościoła greckiego, a rzymskie credo jedynie prawdziwym. Dokumenty potwierdzające unię zostały opieczętowane, podpisane przez cesarza i wysłane do Rzymu.
Wydawałoby się, że unia ma się dobrze i została faktycznie przyjęta w Bizancjum. Papieże jednak szybko zorientowali się, że rzeczywistość wygląda inaczej. Zdetronizowany patriarcha Józef stał się bohaterem dla przeciwników unii i dlatego nazywano ich „Józefitami”. Józefici bardzo szybko porozumieli się z Arsenitami, którzy również sprzeciwiali się unii. Opozycja była silna i wpływowa i zdecydowanie występowała przeciwko cesarzowi, nazywając go zdrajcą i heretykiem. Do tego obozu należało wielu mnichów, wyższych duchownych i arystokratów. Cesarz szukał porozumienia i próbował tłumaczyć się względami politycznymi, ale zdecydowana większość przeciwników unii nie przyjmowała tych argumentów i wzywała do obrony ortodoksji. Wobec zdecydowanego oporu względem unii cesarz rozpoczął zakrojone na szeroką skalę prześladowania i ogłosił opozycjonistów zdrajcami. Wielu z nich zostało aresztowanych bądź zmuszonych do opuszczenia Bizancjum. Ich majątki zostały skonfiskowane. Stosowano tortury i kary takie jak oślepienie. Polowanie zataczało coraz szersze kręgi, wielu zostało uwięziony na podstawie bardzo wątpliwych przesłanek. Wśród przeciwników unii nie brakowało najbliższych krewnych cesarza, wielu z nich było uwikłanych w spiski przeciwko niemu. Na przykład Eulogia, siostra Michała, ogłosiła, że prędzej pozwoli żeby Bizancjum przestało istnieć niż wyrzeknie się ortodoksji. Krótko potem zbiegła do Bułgarii, skąd wzywała do walki przeciwko cesarzowi. Wielu innych członków arystokracji, bogatych mieszczan, mnichów i duchownych również opuszczało Bizancjum, szukając schronienia w innych państwach greckich (Trebizond, Neopatras, Epir), których władcy szybko wykorzystali sytuacje i zaczęli mienić się obrońcami ortodoksji.
Szczególnie aktywny był Jan Dukas, który nie tylko pozostawał w dobrych stosunkach z łacinnikami z Aten i Morei, ale szukał również sojuszu z Karolem Andegaweńskim. Nicefor z Epiru podążył za przykładem brata i do 1279 roku złożył hołd lenny Karolowi, oddając mu przy okazji część swoich ziem, strategicznie ważnych w przypadku przeprawy wojsk z Włoch do Grecji. Karol utracił wcześniej Berat, ale zyskał teraz nowe bazy i robił wszystko, aby były one właściwie obsadzone i gotowe na przyjęcie głównych sił. Wobec postępów Andegawenów i ich rosnącej siły na Bałkanach, Michał VIII musiał utrzymać unię kościelną za wszelką cenę. W 1277 roku papieżem został Mikołaj III. Nie był on stronnikiem Andegawenów i w sposób otwarty zabronił Karolowi ataku na Bizancjum. Z drugiej jednak strony domagał się od Greków bardziej przekonujących dowodów na ich nawrócenie i uznanie władzy Rzymu. Zażądał aby patriarcha i wszyscy członkowie greckiego kleru podpisali się pod wyznaniem wiary i przysięgli wierność papiestwu. Nie było mowy o żadnych dyskusjach teologicznych, o próbie porozumienia i dojścia do kompromisu. Papież zażądał także aby w Konstantynopolu rezydował jego stały legat, do którego grecki kler miałby się zwracać z każdą ważniejszą sprawą. Papież chciał po prostu dosłownie podporządkować sobie cały grecki kościół.
Michał VIII zdawał sobie sprawę, że pretensje papieskie są nie do przyjęcia nawet dla umiarkowanego greckiego kleru, ale z drugiej strony nie miał innego wyjścia jak tylko się im podporządkować. Ze swojej strony cały czas informował papieża o postępach i prosił o więcej czasu, wskazując na silną opozycję. W 1278 roku, specjalny wysłannik papiestwa spotkał się z Michałem VIII. Cesarz narzekał na opór ze strony innych władców greckich (których uważał za swoich wasali) i na pomoc jakiej udzielali im łacinnicy. Tłumaczył też, że unia ma wielu wysoko postawionych przeciwników, jej wrogowie znajdują się nawet wśród rodziny cesarskiej. Próbował nakłonić Mikołaja III aby ten zakazał władcom łacińskim udzielania pomocy wrogom Bizancjum, które było teraz przecież wierne kościołowi rzymskiemu. W 1279 roku do Konstantynopola przybyła następna delegacja z Rzymu. Sytuacja w stolicy uległa znacznemu pogorszeniu, patriarcha Jan Bekkos musiał opuścić miasto i schronić się w klasztorze. Michał VIII nie zmieniał jednak swojej polityki. Aby pokazać papieżowi swoje zaangażowanie, kazał oprowadzić posłów bo specjalnym więzieniu, w którym przetrzymywano tylko przeciwników unii. Znajdowało się w nim wielu krewnych cesarza.
Papież nadal domagał się jednak tego aby każdy członek greckiego kleru ślubował mu posłuszeństwo i podpisał się pod rzymskim wyznaniem wiary. W 1279 roku w Konstantynopolu odbył się kolejny synod, na którym Michał próbował zmusić wierne sobie duchowieństwo do uległości względem papiestwa. Miażdżąca większość z nich odmówiła. Był to tym dotkliwszy cios, że kler zebrany na synodzie składał się właściwie wyłącznie ze zwolenników Michała. Mówi się, że wówczas cesarz, chcąc zadośćuczynić papieskim żądaniom, mianował wielu swoich ludzi biskupami, choć oczywiście nie posiadali oni żadnych biskupstw. Później podpisali się oni pod stosownym dokumentem, który został następnie wysłany do Rzymu. Papież nie był jednak zadowolony z postępów, a Karol Andegaweński cały czas przemieszczał swoje oddziały do Albanii, fortyfikował twierdze i szukał sojuszników.

## Łacinnicy w Grecji
Zawarcie unii lyońskiej stawiało greckich łacinników w niezręcznej sytuacji. Ich śmiertelny wróg, Michał VIII, dążący do odzyskania wszystkich ziem wchodzących w skład Bizancjum przed IV krucjatą, stawał się, w pewnym sensie, jednym z nich- katolickim władcą. Działanie na jego szkodę, wobec postępów muzułmanów na Wschodzie, oznaczało zatem działanie na szkodę sprawy chrześcijaństwa i tak też przedstawiała to propaganda bizantyjska. Nie powstrzymywało to jednak łacinników przed otwartą wrogością. Większość z nich, zdając sobie sprawę z dysproporcji sił, szukała sojusznika w osobie Karola Andegaweńskiego, który cały czas planował wyprawę mająca na celu zdobycie Konstantynopola i odbudowę Cesarstwa łacińskiego. Michał również nie próżnował, wiedząc że na razie co jest zabezpieczony przez łacińską krucjatą, nie miał zamiaru okazywać względów swym „współwyznawcom”. Księstwa Morei i Aten były jednak póki co względnie bezpieczne. Bizantyjczycy dokonywali co prawda rajdów łupieżczych, ale nie próbowali na większą skalę odbijać zajmowanych przez nie ziem.

### Spory feudalne
Reszta panowania Wilhelma z Villehardouin upłynęła na uporządkowywaniu spraw wewnętrznych. Wielu jego baronów było zainteresowanych tylko swoimi interesami i nie ustawało w wysuwaniu roszczeń, mimo rosnącego zagrożenia bizantyjskiego. Tak było na przykład z niejakim Pestelem, krewnym Izabelli de la Roche, wdowy po Gotfrydzie de Bruyeres. Jego władztwo miało przypaść księciu Morei, ale Pestel uzyskał korzystny dla siebie werdykt Karola Andegaweńskiego, który był teraz suzerenem Wilhelma. Książę zlekceważył wprawdzie ten wyrok, ale w 1277 roku Izabela wyszła ponownie za mąż, poślubiając Hugh, hrabiego Lecce i Brienne, należącego do rodu pretendującego do tytułu królów Jerozolimy. Hugh był oddanym stronnikiem Andegawenów i domagał się teraz praw do Karytainy dla swojej żony, która była jedyną dziedziczką Gotfryda z Bruyeres. Karol poparł te żądania i chcąc nie chcąc, Wilhelm musiał oddać znaczną część baronii Izabelli. Kolejną problematyczną sprawą była baronia Akowy. Która doprowadziła do poważnego sporu między Wilhelmem a Rodem St Omer, bardzo wpływowym w Księstwie Achai. Ostatecznie sprawa została rozstrzygnięta polubownie, ale w jej wyniku książę stracił sporo czasu. Krótko po zakończeniu sporu Wilhelm zmarł.

### Kryzys
Wilhelm nie pozostawił po sobie męskiego potomka, a na mocy układów z Viterbo, księstwo Achai miało przypaść Andegawenom i tak też się stało. Według wstępnych ustaleń Peloponez miał otrzymać Filip Sycylijski, syn Karola I, jako mąż Izabeli z Villehardouin. Filip zmarł jednak jeszcze przed śmiercią Wilhelma. Jedynymi dziedziczkami były wówczas czternastoletnia Izabela i Małgorzata, mająca zaledwie dwa lata. Ich matka, Anna Epirska, przez Franków nazywana Agnieszką, wyszła za mąż za Mikołaja II St Omer, pana połowy Teb. Karol I nie miał jednak zamiaru oddawać księstwa w ręce Agnieszki i mianował swoich baliwów, którzy mieli tu rządzić w jego imieniu. Rządy namiestników Andegawenów były jednak niezbyt udane i księstwo zaczęło słabnąć, a jego znaczenie cały czas malało.
Baliwowie pochodzili z Europy Zachodniej, nie znali lokalnych uwarunkowań, często wchodzili w konflikt z miejscowymi zwyczajami, które dla achajskich łacinników były święte i nienaruszalne. Ponadto wielu z nich traktowało tę posadę tylko jako etap w karierze bądź możliwość szybkiego wzbogacenia się. Z tego tytułu często przekładali oni swój interes nad interes księstwa, którym zarządzali. Poważnym problemem było także wymieranie łacińskich rodów i odpływ łacinników na Zachód. Nowi baronowie nie troszczyli się specjalnie o powierzone sobie ziemie i dążyli do jak najszybszego wzbogacenia się. Kolejnym problemem były postępy czynione przez Greków z Mistry, którzy krok po kroku dążyli do odzyskania Peloponezu. Nie do końca wiadomo co stało się z łacinnikami żyjącymi na zajętych przez Bizancjum terenach. Przykład Jana z Nivelet, barona Geraki, który złożył hołd cesarzowi i został przyjęty doń na służbę, sugeruje, że ci którzy nie opuścili swoich ziem po bizantyjskiej rekonkwiście, zostali pozostawieni w spokoju, jeśli tylko uznali nową władzę. Z czasem zasymilowali się z Grekami o czym świadczą na przykład nazwiska spotykane do dzisiaj w tej części Grecji.
Podobnie sprawy miały się w łacińskich władztwach w środkowej Grecji. Łacińska Salona i Bodonitza przetrwały grecki napór, ale zostały zepchnięte do defensywy, a inicjatywa znajdowała się po greckiej stronie. Łacińscy panowie w Tesali musieli uznać zwierzchność bizantyjską bądź przystać na służbę u Jana Dukasa z Neopatras, który dzięki zmyślnej polityce był niezależnym władcą i udało mu się obronić swoje państwo przed przyłączeniem do Bizancjum. Łacińskie panowanie na tych terenach, mimo że krótkie, miało na nie duży wpływ. Wraz z łacinnikami pojawił się feudalizm, który pozostał tutaj po odbiciu Konstantynopola i Tesali przez Greków. Cesarz często nadawał zdobyte ziemie greckim rodom na zasadach feudalnych, a nie jako pronoja. Do dużego znaczenia doszły takie rody jak Melissenosowie czy Gabrielopulosowie. Trend ten utrzymał się aż do podboju tych terenów przez Turków.
Inaczej miała się sytuacja Księstwa Aten, które choć małe, było bardzo bogate. Ze strony Bizancjum nie musiało obawiać się niczego więcej niż łupieżczych rajdów od strony morza, które, choć czasami dotkliwe, nie zagrażały integralności terytorialnej państwa. O dobrej kondycji finansowej Aten świadczy choćby fakt że Jan de la Roche był w stanie pokryć koszty utrzymania wojsk andegaweńskich w Morei. Duże zmiany zaszły także na wyspach morza Jońskiego. Leukas pozostało pod rządami Epiru, ale Korfu wpadło w ręce Andegawenów. Kefalonia, Zante i Itaka znajdowały się we władzy rodu Orsinich, który był jednak lennikiem Andegawenów. Po odrodzeniu się Bizancjum, Wenecja zachowała Modon, Koron i zwierzchność nad Eubeą, która była teraz strategicznie najważniejsza dla Republiki. Poważnym problemem, nękającym cała Grecję, było wówczas piractwo. Trudnili się nim wszyscy- etniczni Grecy, łacinnicy, a nawet Turcy, którzy po zdobyciu zachodnich wybrzeży Azji Mniejszej, zaczęli coraz pewniej czuć się na wodach morza Egejskiego. Piraci napadali nie tylko statki i wyspy, ale dokonywali również najazdów łupieżczych na stałym lądzie. Jednym z najsławniejszych piratów tego okresu był Jan de lo Cavo. Miejscowi władcy, nie mogąc pozwolić sobie na utrzymanie stałej floty, często zatrudniali pirackich kapitanów, wysyłając ich do walki przeciwko swoim przeciwnikom.

## Morea Andegawenów
Po śmierci Wilhelma, Karol Andegaweński mianował baliwem swojego zaufanego współpracownika, Galerana z Ivry. Miał on otrzymać Korynt, Chlemoutsi, Pontikokastro i Kalamatę. Baronowie Achai i ważniejsi władcy łacińscy w Grecy zostali uprzedzeni o jego przybyciu i powiadomieni, że powinni złożyć mu hołd, jako przedstawicielowi króla. Galeran wylądował w mieście Glarentza, gdzie zebrani baronowie achajscy odmówili złożenia mu hołdu, powołując się na swoje zwyczaje, które wymagały aby władca osobiście pojawił się przed swoimi poddanymi i przysiągł na Biblię, że będzie przestrzegał wszystkich ich praw i przywilejów. Ostatecznie nie doszło do złożenia hołdu, zamiast tego obydwie strony złożyły przysięgi, obiecując respektować zawarte wcześniej ustalenia. Administracja Galerana nie była zbyt popularna. Jedną z jego pierwszych decyzji było usunięcie niemal wszystkich miejscowych urzędników i zastąpienie ich swoimi współpracownikami. Na jego korzyść nie przemawiały również porażki jakie poniósł walcząc z Grekami. W 1280 roku poselstwo baronów achajskich stanęło przed obliczem Karola w Neapolu, domagając się zmiany baliwa. Nowym namiestnikiem Andegawenów został Filip z Lagonesse. Szybko jednak okazało się, że Filip również wszedł w konflikt z miejscowymi w związku z czym i on został odwołany.
Karol postanowił teraz mianować swoich namiestników spośród lokalnych łacinników. Baliwem został Guy de la Tremouille, potomek rodu, który podbijał księstwo Achai. Jednak i ten wybór nie okazał się trafiony, gdyż rodzina Guya, mimo cenionego pochodzenia, była niezamożna. Możni nie liczyli się specjalnie z jego zdaniem i odmawiali wykonywania niektórych poleceń. Doszło do sytuacji w której służbę wojskową musieli pełnić tureccy i bułgarscy najemnicy. W 1285 roku, po śmierci Karola Andegaweńskiego, regent królestwa Neapolu mianował baliwem Wilhelma, księcia Aten. Był on wówczas najważniejszym panem łacińskim w Grecji. Jako baron Naupli i Argosu, wchodzących w skład Morei, był żywo zainteresowany dobrobytem księstwa. Zbudował nawet zamek Dimatra w okolicach Skorty aby lepiej chronić łacińskie tereny przed najazdami Greków i ich sojuszników. Jego rządy były popularne wśród baronów Achai, a księstwo weszło w bardzo krótki okres rozwoju. Zmarł on jednak po dwóch latach w 1287 roku. Księstwo Aten odziedziczył po nim jego syn, Guy II, ale baliwem Achai został Mikołaj II z St Omer, znany jako „pan połowy Teb”. Mikołaj był mężem Anny, wdowy po Wilhelmie II z Villehardouin i z racji tego miał również posiadłości leżące na Peloponezie.
Mikołaj poświęcił część swojego majątku na wzmacnianie obronności księstwa, budując forty i twierdzę Avarino, zabezpieczającą zatokę, nad którą leżało miasto Navarino. Odniósł również kilka sukcesów w walkach z Grekami, udało mu się na przykład obronić zamek Bucelet, który został podstępem zajęty przez Gotfryda z Bruyeres (krewnego bardziej znanego możnego o tym samym mianie), który to chciał go wydać Bizantyjczykom. W 1289 roku król Karol II, został w końcu uwolniony przez Aragończyków. Jedną z jego pierwszych decyzji było mianowanie nowego baliwa Guya de Charpigny’ego, potomka ostatniego wielkiego rodu z czasów podboju Peloponezu przez łacinników. Ciągłe zmiany namiestników nie podobały się jednak baronom achajskim- w ciągu jedenastu lat przez księstwo przewinęło się sześciu baliwów. Poselstwo baronów zaapelowało do Karola II o wyznaczenie księcia, który rządziłby państwem jako lennik Andegawenów. W królestwie Neapolu cały czas przebywała Izabela z Villehardouin, jedyna dziedziczka Wilhelma II. Karol II przystał na prośby baronów i wydał Izabelę za Florensa z Hainaut, potomka rodu cesarzy łacińskich z Courtenay. Obydwoje zostali odesłani do Grecji, gdzie mieli objąć władzę i odebrać hołd od baronów achajskich.

## Andegawenowie w Grecji
Wraz z pojawieniem się Królestwa Albanii i zawarciem umów w Viterbo, Andegawenowie stali się jednymi z najważniejszych aktorów na greckiej scenie. Wygaśnięcie rodu z Villehardouin sprawiło, że uzyskali dodatkowe przyczółki na Peloponezie. Ich zwierzchnictwo uznawali ponadto pomniejsi panowie łacińscy, księstwo Aten, a także Despotat Epiru. Również Wenecja szukała porozumienia z Francuzami, widząc w ich działaniach szansę na odzyskanie monopolistycznej pozycji w handlu z Grecją. Można zatem śmiało stwierdzić, że Andegawenowie jednoczyli wszystkie antybizantyjskie siły w Grecji. Przez długi czas Karol nie był w stanie przeprowadzić planowanego ataku na Bizancjum ze względu na politykę brata, Filipa Świętego, potem na przeszkodzie stały mu zakazy papieskie, spowodowane unią lyońską. W 1280 roku zmarł jednak papież Mikołaj, gorący zwolennik unii, który choć podejrzliwy w stosunku do Bizancjum, nadal liczył, że porozumienie lyońskie zostanie w pełni wprowadzone w życie.
Karol na wieść o śmierci papieża nie zwlekał i w kwietniu 1280 roku spotkał się z przedstawicielami doży weneckiego i tytularnym cesarzem łacińskim, Filipem z Courtenay. Jednocześnie poświęcił ogromne środki na wypromowanie przychylnego mu kandydata na papieża. W lutym 1281 roku, nowym papieżem został Marcin IV. Był on Francuzem i stronnikiem Karola. Za jego pontyfikatu (choć nigdy nie rezydował w Rzymie, który zbuntował się przeciwko wyborowi konklawe), wiele wyższych godności kościelnych trafiło w ręce francuskie i dał on zielone światło dla planów Andegawenów. W czerwcu 1281, w Orvieto, Wenecjanie zawarli porozumienie z Karolem i Filipem z Courtenay, dotyczące wyprawy. Postanowiono, że Wenecjanie zapewnią okręty, a Karol i Filip co najmniej osiem tysięcy ciężkozbrojnej jazdy, a poza tym liczne oddziały lekkiej jazdy i piechoty i że wyprawa odbędzie się najpóźniej w 1283 roku.
Jeszcze wcześniej, Karol kontynuował umacnianie swoich baz w Albanii, stale zagrożonych przez Michała VIII, który czuł się bezpiecznie ze względu na unię, zapewniającą mu papieskie wsparcie. W 1279 roku namiestnikiem posiadłości Andegaweńskich w Albanii został niejaki Hugh de Sully i wylądował on tam z bardzo silną i liczną armią. Nowy namiestnik, zgodnie z rozkazami królewskimi, rozpoczął intensywne przygotowania do planowanej, głównej wyprawy. W 1280 roku Karol rozkazał mu odbić utracony w 1274 roku Berat. W tym celu wysłał do Albanii kolejne oddziały, pieniądze i zaopatrzenie. Według Sanudo były to znaczne siły bo aż osiem tysięcy żołnierzy. Sully ruszył zatem na Berat i opanował tereny leżące wokół twierdzy. Karol nakazał wszystkim swoim dowódcom w Albanii, przyłączyć się wraz ze swoimi oddziałami do wojsk Sully’ego.
Wieści o działaniach armii Sully’ego wywołały popłoch w Konstantynopolu. Plotki o tym, że to dopiero początek i na Bizancjum ruszyły już główne siły Wenecjan i Andegawenów, roznosiły się bardzo szybko. Michał VIII zdawał sobie sprawę, że Berat to klucz do Macedonii, z której do jego stolicy jest już bardzo blisko, dlatego bez zwłoki wysłał bardzo silną armię, dowodzoną przez dwóch najbardziej doświadczonych ludzi jakich miał: Michała Tarchaniotesa i Jana Synadenosa. Stanęli oni na czele wszystkich sił jakie Bizancjum było w stanie przeciwstawić łacinnikom, ewentualna klęska oznaczałaby najprawdopodobniej koniec Cesarstwa. Dlatego też obydwaj wodzowie byli nadzwyczaj ostrożni. Sully dowiedział się o zbliżających się oddziałach bizantyjskich na początku kwietnia 1281 roku. Zwiadowcy donieśli mu, że część wojsk greckich znajduje się już w pobliżu samego Beratu i udało im się nawet dostarczyć zaopatrzenie oblężonej twierdzy. Zebrał wówczas niewielki oddział, na czele którego ruszył na spotkanie forpoczty armii greckiej. Wpadł jednak w zasadzkę i został pojmany przez tureckich najemników na służbie cesarza.
Wieści o tym, że Sully dostał się do niewoli, rozeszły się bardzo szybko i doprowadziły do wybuchu paniki wśród wojsk andegaweńskich. Poszczególne oddziały zaczęły na własną rękę opuszczać okolice Beratu, próbując dostać się do bezpiecznych twierdz w Albanii. Grecy wykorzystali zamieszanie i atakowali rozproszone oddziały, zabijając wielu żołnierzy i biorąc wielu do niewoli. W ręce Synadenosa i Tarchaniotesa wpadł cały obóz wojsk Sully’ego, razem z pieniędzmi i maszynami oblężniczymi. Sully, wraz z innymi pojmanymi dowódcami, został odesłany do Konstantynopola, gdzie miał spędzić wiele lat jako więzień cesarza. Michał VIII odbył triumf, a zwycięstwo pod Beratem zostało uwiecznione jako malowidło na pałacu Blacherny. Michał mógł sobie pogratulować mądrej polityki zagranicznej- unia lyońska kupiła mu dość czasu aby odpowiednio zabezpieczyć się przed atakiem Andegawenów, a gdy ten nadszedł, dzięki odpowiednim przygotowaniom udało się go zatrzymać.

## Nieszpory sycylijskie
Klęska pod Beratem, choć dotkliwa, nie zniechęciła jednak Karola. Ekspedycja Sully’ego nie była sama w sobie krucjatą wymierzoną w Konstantynopol, miała tylko przygotować grunt pod planowaną wielką wyprawę. Wenecja nadal deklarowała chęć pomocy, a i na tronie papieskim zasiadał sojusznik Andegawenów. W listopadzie 1281 roku papież Marcin VI ekskomunikował Michała VIII. Jeśli Michał chciał obronić swoje cesarstwo, potrzebował sojusznika na Zachodzie. Idealnym kandydatem był Piotr III, król Aragonu. Był on mężem Konstancji, córki Manfreda i z racji tego rościł sobie prawa do panowania nad Sycylią. Nie wiadomo czy doszło do oficjalnego zawarcia sojuszu, a współpraca bizantyjsko- aragońska, wymierzona w Andegawenów, obrosła tyloma legendami że ciężko oddzielić to co naprawdę się wydarzyło od tego co pisarze historyczni myśleli, że się wydarzyło. Na przykład Jan z Procidy, który miał odbywać sekretne poselstwa między Rzymem, Sycylią a Konstantynopolem, był kanclerzem Piotra III i jest mało prawdopodobne aby mógł pogodzić pracę tajnego posła z administrowaniem kancelarią królewską.
Nic nie wiadomo o zawarciu pisanego porozumienia, precyzującego wzajemne zobowiązania obydwu stron, chociaż Ptolemeusz z Lukki, XIV-wieczny kronikarz, twierdzi że widział taki traktat na własne oczy. O ożywionej wymianie dyplomatycznej i wspólnocie interesów między Bizancjum a Aragonem, świadczy chociażby list Piotra III do Pizańczyków ze stycznia 1282 roku, w którym pisze o Michale VIII jako o swoim przyjacielu i sojuszniku. Celem współpracy był najprawdopodobniej wspólny atak na Sycylię, „miękkie podbrzusze” państwa Andegawenów. Sam cesarz Michał utrzymuje że był „użytecznym narzędziem w rękach Boga, dzięki któremu Sycylijczycy mogli zrzucić jarzmo Andegawenów i odzyskać wolność”.
W poniedziałek wielkanocny 30 marca 1282 roku, tłum wiernych w kościele Ducha Świętego w Palermo zmasakrował francuski oddział obstawiający uroczystość nieszporów. Według podań zaczęło się od tego, że jeden z Sycylijczyków ugodził mieczem francuskiego wojownika, który molestował jego żonę. Doszło do starcia między Sycylijczykami a Francuzami w wyniku którego żołnierze Andegawenów zostali zmasakrowani. Zamieszki rozniosły się na całe miasto i w krótkim czasie francuski garnizon Palermo przestał istnieć. Wieści o wydarzeniach szybko dotarły do innych miast i osad Sycylii i tam również doszło do buntu mieszkańców, który w efekcie zakończył się wygnaniem wojsk francuskich z wyspy. Wydarzenia te noszą nazwę „Nieszporów sycylijskich. W czasie zamieszek doszło także do zniszczenia floty zebranej w Messynie, która miała posłużyć do inwazji na Bizancjum. Sycylijczycy zwrócili się do Piotra III z prośbą o objęcie panowania nad wyspą. 30 sierpnia wojska aragońskie wylądowały w Trapani i wkrótce cała Sycylia znalazła się pod panowaniem władców Aragonu.

## Śmierć Michała VIII
Nieszpory sycylijskie przekreśliły politykę Wschodnią Karola. Zarówno on, jak i jego sojusznicy zostali teraz uwikłani w bardzo długi i kosztowny konflikt z ekskomunikowanym Piotrem III. Oznaczało to, że Bizancjum nie musiało się teraz obawiać bezpośredniej interwencji z Zachodu. Michał VIII zmarł pod koniec 1282 roku, pozostawiając tron swojemu synowi, Andronikowi II. Jego odbudowa Bizancjum była jednak niekompletna, a i polityka którą obrał okazała się w dłuższym czasie katastrofalna. Dla pierwszego z Paleologów największe zagrożenie stanowił łaciński Zachód, a priorytetem było odzyskanie europejskich posiadłości Cesarstwa. Doprowadziło to do zaniedbania bezpieczeństwa Azji Mniejszej, stanowiącej źródło znacznych dochodów i rekrutów. Przeniesienie stolicy do Konstantynopola odnowiło stare problemy – prowincje zostały zmarginalizowane, a dochody z nich służyły utrzymaniu stolicy i nie były reinwestowane na miejscu. Skupienie wszystkich sił na Zachodzie znacznie ułatwiło zadanie Turkom, którzy bez większych przeszkód posuwali się dalej na Zachód, zajmując greckie ziemie w Anatolii. Lokalni Grecy nie identyfikowali się zbytnio z odrodzonym Bizancjum. Ich ziemie przeżyły rozkwit w czasach Laskarysów i to członków tej rodziny uważali oni za prawowitych władców. Polityka religijna Michała pogłębiła jeszcze uczucie niechęci do rządu centralnego. Wielu z nich pozostawało zatem obojętnych względem postępów tureckich, a nawet przyłączało się do Turków.
Nowym cesarzem został dotychczasowym współrządca i syn Michała, Andronik. Głównym celem jego polityki było ponowne zjednoczenie społeczeństwa podzielonego na skutek polityki ojca. W związku z tym Andronik był zmuszony szukać oszczędności, bowiem oprócz kwestii religijnych, najbardziej uciążliwe dla mieszkańców cesarstwa były ogromne podatki. W tym celu, cesarz zaczął wycofywać się z aktywnego uczestnictwa w polityce zagranicznej, które polegało na subsydiowaniu sojuszników. Oznaczało to również przekazanie prawie całego handlu zagranicznego w ręce łacinników oraz mniejsze wydatki na wojsko, które było teraz niemal wyłącznie złożone z cudzoziemskich najemników. Andronik musiał poczynić te kroki jeśli chciał utrzymać się na tronie- nazwisko Paleologów było bowiem powszechnie znienawidzone. Jedną z pierwszych kwestii którą musiał rozwiązać była zmiana polityki religijnej. Złożył zatem z tronu patriarszego Jana Bekkosa i odrzucił unię lyońską. Zgodził się na żądania duchowieństwa i arystokracji, którzy domagali się aby jego ojciec nie otrzymał chrześcijańskiego pochówku. Pozwolił antyunionistom na zwołanie synodu, który potępił i skazał zwolenników unii. Nie oznaczało to jednak pełnego zjednoczenia, bowiem teraz stronnictwem dominującym w kościele stali się Józefici, co oczywiście nie podobało się Arsenitom, którzy nadal mieli wielu zwolenników, nawet wśród rodziny cesarskiej. Konflikt między nimi a resztą kościoła trwał zatem cały czas, mimo wysiłków Androdnika, którymi różnymi ustępstwami starał się nakłonić obydwie strony do porozumienia. Chcąc pozyskać sympatię ludu, zwłaszcza mieszkańców Azji Mniejszej, w 1290 roku Andronik spotkał się z ostatnim żyjącym przedstawicielem dynastii Laskarysów, Janem IV. Jan od momentu oślepienia i uwięzienia, przebywał w twierdzy Dakibyze, nad morzem Marmara. W czasie spotkania, Paleolog obiecał Janowi wszelkie możliwe wygody, poprosił o wybaczenie win ojca i o uznanie swojej władzy cesarskiej. Spotkanie to dmiało pewne znaczenie propagandowe i niejako legitymizowało władzę Paleologów.

## Grecja pod koniec XIII wieku
Na początku panowania Andronika II doszło do zmian w kontynentalnej Grecji. Osłabieni długotrwałą wojną Andegawenowie nie stanowili już śmiertelnego niebezpieczeństwa dla cesarstwa w związku z czym Andronik próbował podporządkować sobie resztę ziem w Grecji. Nie było to jednak łatwe zadanie, zwłaszcza że Bizancjum było stale zmuszone do walki na dwa fronty. Do znacznych zmian doszło w księstwie Achai. Władzę, z nadania Karola II, objęli tam bowiem Izabela z Villehardouin i Florens. Dotarli oni do Glarentzy w drugiej połowie 1289 roku. Zostali przywitani przez baronów i wyższe duchowieństwo achajskie po czym złożyli przysięgę zobowiązującą ich do przestrzegania zwyczajów i praw miejscowych oraz odebrali hołd od nowych poddanych. Florens, po wymianie starej administracji na swoich własnych ludzi, widząc opłakany stan państwa, w którym objął rządy, łupionego zarówno przez Greków, jak i administrację Andegawenów, uważał, że najważniejsze dla Morei jest teraz pokój. Za pośrednictwem Greków z Mistry, nawiązał kontakty z cesarzem Andronikiem II, który z kolei wysłał swoich posłów w celu zawarcia rozejmu. Do spotkania doszło w Andrawidzie, a w toku negocjacji zawarto porozumienie na siedem lat. Okres ten pozwolił Florensowi odbudować dobrą kondycję gospodarczą jego nowego księstwa. Jego rządy były uważane za sprawiedliwe i zostały dobrze przyjęte zarówno przez łacinników, jak i Greków, którzy nie spotykali się z dyskryminacją.
Andronik zawarł także pokój z Wenecjanami na dziesięć lat, na mocy którego obiecywał, że nie zaatakuje weneckich posiadłości na Krecie i Peloponezie. Cesarz zobowiązał się również pozostawić w spokoju weneckich władców wysp morza Egejskiego. W zamian Wenecjanie zobowiązywali się do nie zawierania umów z wrogami cesarstwa i zaprzestania działalności pirackiej. Dzięki zawarciu małżeństwa z Jolantą z Montferratu, Andronik wygasił roszczenia rodu Bonifacego do królestwa Tessaloniki. Jego następnym celem było podporządkowanie sobie władztwa Angelosów w Tessali z centrum w Neopatras. Mając w pamięci problemy jakie Angelosowie sprawili jego ojcu, Andronik był bardzo ostrożny. Wysłał silną armię i flotę, dowodzoną przez Michała Tarchaniotesa i Aleksego Raoula oraz nawiązał kontakty z Anną, żoną Nicefora I, despoty Epiru, która była bardzo wpływową osobą we władztwie męża. Annie udało się podstępem uwięzić, Michała, najstarszego syna Jana I. Został on, jako zakładnik, odesłany do Konstantynopola. Sukcesu Anny nie udało się jednak do końca wykorzystać i Jan ostatecznie nie tylko obronił swoje władztwo, ale najechał nawet w odwecie Epir.

### Angelosowie i Andegawenowie
Anna liczyła na nagrodę, którą miał być ślub między jej córką, Tamarą a Michałem, najstarszym synem Andronika. Na mocy ugody przedślubnej, Michał miał odziedziczyć Epir, z wyłączeniem z sukcesji Tomasza, syna Nicefora i Anny. Do ślubu jednak nie doszło, gdyż sprzeciwił mu się ze względów kanonicznych, patriarcha Konstantynopola. Negocjacje z Angelosami ostatecznie zakończyły się wojną. Po stronie Epiru opowiedział się Jan z Tesali i sprzymierzone wojska zaatakowały oddziały cesarskie nieopodal Lamii. Zostały jednak pokonane, a po tym jak Jan zbiegł z pola bitwy, doszło do rzezi. Liczna armia cesarska wkroczyła teraz do Epiru i obległa Janinę, drugie co do ważności miasto despotatu. Zagrożony Nicefor zwrócił się z prośbą o pomoc do Florensa, księcia Achai i w 1292 roku zawarto porozumienie. Na jego mocy Moreoci udzielali pomocy zbrojnej pod warunkiem zapłaty i otrzymania Tomasza, syna Nicefora, jako zakładnika. Na tej samej zasadzie Nicefor zapewnił sobie wsparcie również Ryszarda, hrabiego Kefalenii, który oprócz pieniędzy, otrzymał również córkę despoty, Marię, jako zakładniczkę. Sprzymierzone oddziały zebrały się w okolicach Arty i ruszyły na oblegana Janinę. Nie doszło jednak do bitwy, gdyż wojska cesarskie, na wieść o zbliżającym się wrogu, wycofały się. W tym samym czasie, w okolicach Arty, pojawiła się flota sprzymierzonych z Andronikiem Genueńczyków. Wojska sojuszników ruszyły więc z powrotem w kierunku stolicy despotatu. Gdy Genueńczycy zorientowali się, że cesarz wycofał swoje siły lądowe z Epiru, sami również wycofali się i ich flota powróciła do Konstantynopola. Łacinnicy powrócili do domów, a Tomasz został zwolniony i z powrotem znalazł się w Arcie. Robert z Kefalenii nie dotrzymał jednak warunków sojuszu i nie zwolnił Marii, zamiast tego wydając ją za swojego syna, Jana. Jako że despotat nie posiadał floty, Nicefor nie był w stanie przeciwstawić się posunięciom swojego niedawnego sojusznika.
Sukcesy Nicefora na nowo obudziły nadzieje Andegawenów. Despota epirski nawiązał kontakty z Karolem II i wydał swoją córkę, Tamarę za Filipa z Tarentu, syna andegaweńskiego monarchy. Karol II nakłonił również Katarzynę z Courtenay, tytułową cesarzową Konstantynopola, do ratyfikowania układu z Viterbo. W 1294 Karol, jako suzeren Epiru, Tessali, Albanii, Achai, Aten i Kefalenii, nadał prawa do zwierzchności nad wszystkimi swoimi dependencjami na Wschodzie, Filipowi. Nicefor, poza córką, obiecywał Filipowi, że jeśli jego syn umrze bezpotomnie, to książę andegaweński odziedziczy despotat. Nadał również zięciowi twierdze w Lepanto, Wonitsie, Angelokastro i Agrinio. Na mocy tych układów i sojuszy Filip z Tarentu stawał się teraz panem prawie wszystkich ziem wschodnich podlegających Andegawenom. Rodziło to poważne zagrożenie dla Bizancjum, które ponownie mogło stać się celem andegaweńskiego ataku. Po raz kolejny wybawieniem dla cesarstwa okazał się konflikt Andegawenów z Aragonem. W 1299 doszło do bitwy pod Falconarią, w wyniku której Filip dostał się do niewoli aragońskiej, co naturalnie uniemożliwiło mu ekspansję na Wschodzie.

### Florens
Zwierzchność Andegawenów nad Moreą wplątała księstwo w konflikt z Aragonem. Udział w tym konflikcie polegał przede wszystkim na braniu udziału przez rycerstwo achajskie w kampaniach prowadzonych przez swojego suzerena. W 1292 roku księstwo zostało jednak bezpośrednio najechane przez Aragończyków. Florens, który niedawno powrócił z Epiru, znajdował się wtedy we Włoszech. Na czele floty aragońskiej stał Roger de Lluria, słynny już wówczas admirał Piotra III. Jego wyprawa na wschód miała na celu ukaranie Andronika II za nie wypłacenie obiecanych subsydiów na rzecz Aragonu. Była ona jednak w zasadzie typową wyprawa łupieską. Jej ofiarami padły wyspy i wybrzeża morza Egejskiego i Jońskiego. Początkowa Lluria nie planował atakować łacinników, ale gdy jego wojska zostały zaatakowane przez rycerstwo Achai, rozpoczął również najazdy na ich ziemie. Ich wyprawy przyniosły duże szkody, a wielu możnych achajskich dostało się do niewoli i ich rodziny musiały płacić wysokie okupy.
Krótko po wycofaniu się Aragończyków, w 1293 roku, słowiańskie plemiona z Tajgetu zajęły Kalamatę, rodową posiadłość Villeharduin’ów. Florens zwrócił się do nich z prośbą o zwrot zamku, ale wodzowie Słowian, zdecydowanie odmówili. Podejrzewając, że działali oni na polecenie Greków, Florens wysłał posłów do Mistry, którzy spotkali się z gubernatorem bizantyjskiej prowincji na Peloponezie i zażądali od niego wycofania Słowian z Kalamaty. Gubernator twierdził jednak że atak ten nie był inspirowany przez Greków w związku z czym nie jest on w stanie zmusić Słowian do oddania zamku łacinnikom. Florens interweniował na dworze cesarskim, gdzie wstawił się za nim poseł Karola II, Pierre de Surie. Andronik II potwierdził jednak wersję swojego namiestnika i odrzekł, że nie jest w stanie zmusić Słowian do wycofania się. Posłowie Florensa nawiązali wówczas kontakt z człowiekiem o nazwisku Sgouromailly, który był cesarskim łącznikiem między Konstantynopolem a grecką Moreą. Uknuli razem intrygę w myśl której Sgouromailly udał się do wodzów słowiańskich z rzekomym rozkazem Andronika II, nakazującym im wydanie mu Kalamaty, jako przedstawicielowi cesarza. Słowianie wydali zamek, który krótko potem, Sgouromailly przekazał łacinnikom. Pod koniec swojego panowania, Florens, utracił w wyniku spisku, strategicznie ważny zamek Świętego Jerzego, leżący nieopodal Skorty. Próbował go odbić, ale kilkumiesięczne oblężenie zakończyło się niepowodzeniem i twierdza pozostała w rękach Greków.

### Filip Sabaudzki
Po śmierci Florensa w 1297 Izabela pozostawała jedyną władczynią księstwa. Państwo znajdowało się w stanie walk z Grekami, więc pierwszym posunięciem Izabeli, jako jedynej władczyni, było zawarcie pokoju i zbudowanie nowej twierdzy, w pobliżu Kalamaty, mającej chronić okolicę przed zakusami Greków z Mistry. Kwestia władzy była wciąż sprawą otwartą, jako że Izabela nie miała męskiego potomka. Przez krótki czas toczyły się negocjacje z Bizancjum, które zaproponowało jej wyjście za Jana Paleologa, syna cesarza. Rozmowy zostały jednak zerwane. Izabela w międzyczasie wydała swoją córkę, Matylde, za Guya de la Roche, młodocianego księcia Aten.
W 1300 roku Izabela mianowała Mikołaja III, pana połowy Teb, na swojego baliwa i udała się do Włoch. Oficjalnym celem wizyty było spotkanie z papieżem Bonifacym VIII, nieoficjalnym zaś spotkanie z Filipem Sabaudzkim. Dzieliło ich około dwadzieścia lat różnicy, ale Izabela pragnęła mieć syna któremu mogłaby pozostawić księstwo, a Filip szukał apanażu i okazji do zdobycia sławy. Wbrew postanowieniom z 1289 Izabela była zdecydowana poślubić Filipa bez zezwolenia swojego suzerena, Karola II. W 1301 roku Filip pojawił się w Achai, otrzymał Korynt wraz z przyległościami, a w zamian złożył obietnicę odzyskania ziem należących niegdyś do księstwa. Ślub odbył się w Rzymie, w obecności papieża i wielu ważnych dostojników. Sporządzona umowa przewidywała, że w razie narodzin potomka, zostanie on spadkobiercą księstwa. Monarcha Andegaweński początkowo sprzeciwiał się małżeństwu i chciał nawet odebrać księstwo Izabeli, ale sprzyjający jej papież, zmusił Karola II do uznania ślubu.
Rządy Filipa nie były jednak ani udane ani długotrwałe. W 1304 roku opuścił on księstwo i udał się do północnej Italii. Początkowo Andegawenowie liczyli na porozumienie z Sabaudczykiem, ale wobec impasu, w 1306, Karol II zwolnił swoich poddanych z Achai z przysięgi lennej którą złożyli Filipowi. W 1307 ostatecznie udało się zawrzeć porozumienie na mocy którego, Sabaudczyk, w zamian za ustępstwa w północnych Włoszech, dobrowolnie zrzekał się pretensji do księstwa Achai. Nowym księciem Achai został Filip I, syn Karola II, który swoim baliwem mianował Guya II, księcia Aten. De facto dwa największe władztwa łacińskie na terenie kontynentalnej Grecji były więc zjednoczone osobą władcy.

### Guy II de la Roche
Po śmierci Wilhelma I de la Roche, tytuł książęcy odziedziczył jego syn, Guy. W momencie śmierci ojca był on jednak nieletni, dlatego faktyczną władzę sprawowała matka, Helena Angelina. W 1291 poślubiła ona barona Karytainy, Huguesa de Brienne, jednego z najważniejszych możnowładców Morei. Podobnie jak Izabela, książęta Aten uznawali się za wasali Andegawenów, ale konsekwentnie od 1289 odmawiali złożenia hołdu Florensowi z Hainaut, który otrzymał od Karola II zwierzchność także nad Atenami. W 1294, po osobistej interwencji andegaweńskiego monarchy, Ateńczycy uznali zwierzchność Florensa. W 1299 pełnoletni już Guy II ożenił się z Matyldą. Po śmierci Konstantyna Angelosa, sprawującego władzę nad częścią Tessali, jego następcą został Jan II. Jako że był on niepełnoletni, nie mógł osobiście sprawować rządów. Zagrożeni przez Bizancjum tesalscy możni zwrócili się z prośbą o interwencję do Guya II, krewniaka Angelosów.